# Viên
Viên (phiên âm theo tên tiếng Pháp: Vienne) hay Wien (tên gốc tiếng Đức, ; tiếng Bavaria: Wean) là thủ đô liên bang của Cộng hòa Áo, đồng thời là thành phố lớn nhất, và cũng là một trong 9 bang của Áo. Dân số của thành phố Viên đứng đầu Áo, với khoảng 2 triệu dân, nhưng tính cả vùng ngoại ô thì lên tới 2,9 triệu, chiếm gần một phần ba dân số cả nước.
Viên là một trung tâm văn hóa, kinh tế và chính trị. Nguồn gốc khởi đầu của Viên là các khu định cư của dân Celt và dân La Mã. Viên lần lượt trải qua thời kỳ mang phong cách Trung Cổ, đến Baroque, cho đến thủ đô của Đế quốc Áo và chế độ quân chủ Habsburg. Đầu thế kỷ 20, Viên là thành phố nói tiếng Đức lớn nhất trên thế giới. Về mặt kiến trúc, Viên có những tòa nhà rất đặc trưng nằm xung quanh đường vành đai Viên xây dựng từ thời kỳ Gründerzeit, mang nét nghệ thuật Baroque và Art Nouveau. Vùng trung tâm Viên và Cung điện Schönbrunn đều đã được UNESCO công nhận là Di sản Thế giới. Viên là một trong những thành phố được du khách ghé thăm nhiều nhất châu Âu, với khoảng 7,5 triệu khách du lịch mỗi năm, khoảng 16,5 triệu lượt khách lưu trú qua đêm.
Viên còn được mệnh danh là "Thành phố của Âm nhạc", là trung tâm âm nhạc hàng đầu của châu Âu từ thời kỳ chủ nghĩa Cổ điển cho đến đầu thế kỷ 20. Nhiều nhạc sĩ cổ điển nổi tiếng như Beethoven và Mozart coi Viên là quê hương. Viên cũng được gọi là "Thành phố của những Giấc mơ", bởi đây là quê hương của nhà phân tâm học đầu tiên trên thế giới: Sigmund Freud.
Kể từ sau Đại hội Viên năm 1814-1815, thành phố Viên giữ vai trò là trung tâm ngoại giao quốc tế hàng đầu. Hiện tại, Viên là trụ sở chính của hơn 30 tổ chức quốc tế, bao gồm Liên Hợp Quốc, OPEC, IAEA và OSCE. Chất lượng cuộc sống tại Viên thường xuyên nằm trong tốp đầu thế giới.

## Tên gọi

### Từ nguyên học
Tên thành phố trong tiếng Đức là Wien, trùng với tên dòng sông Wien chảy qua. Cái tên này xuất hiện lần đầu tiên vào năm 881, trong Biên niên sử Salzburg có ghi lại: "Trận chiến ở Uueniam (Wien)", tuy nhiên không nói rõ địa điểm là khu định cư hay dòng sông. Một số người cho rằng nguồn gốc cái tên là từ chữ vedunia của người Celt-La Mã, nghĩa là "suối rừng", sau đó phát triển thành uuenia, wien, wean trong tiếng Đức.
Nhưng cũng có ý kiến cho rằng Wien xuất phát từ vindobona, tên gọi khu định cư người La Mã trong tiếng Celt, nghĩa là "ngôi làng khá lớn của người da trắng". Một giả thuyết khác cho rằng cái tên này xuất phát từ chữ wends, tên cũ chỉ người Slav sống lân cận người Đức.

### Trong các ngôn ngữ khác
Tên thành phố trong tiếng Hungary là Bécs, tiếng Serbia-Croatia là Beč, và tiếng Thổ Nhĩ Kỳ Ottoman là Beç. Có lẽ nguồn gốc từ tiếng Slav, ban đầu để chỉ một tòa thành của người Avar Pannonia trong khu vực. Người Slovenia gọi thành phố là Dunaj, nghĩa chỉ dòng sông Danube, nơi thành phố được dựng nên.
Tiếng Việt thường đọc là Viên, phiên âm theo tên tiếng Pháp là Vienne. Các cách viết thường sử dụng là Viên, Vienne theo tiếng Pháp, Vienna theo tiếng Anh. Wien theo gốc tiếng Đức đôi khi cũng dược dùng.

## Địa lý

### Vị trí, địa hình và cảnh quan
Thành phố Viên nằm ở phía đông bắc nước Áo, về hướng cực đông của dãy An-pơ, tại điểm giao giữa vùng đồi núi thấp cuối cùng của dãy An-pơ và Bồn địa Pannonia. Trung tâm thành phố là vùng đồng bằng ở hai bên sông Danube, phần phía tây thành phố nằm trên các cao nguyên rừng và các ngọn núi cực đông của dãy An-pơ. Khu vực dân cư thực ra không hề lớn, diện tích đồng cỏ chiếm khoảng một nửa, đa số đều là đất nông nghiệp.

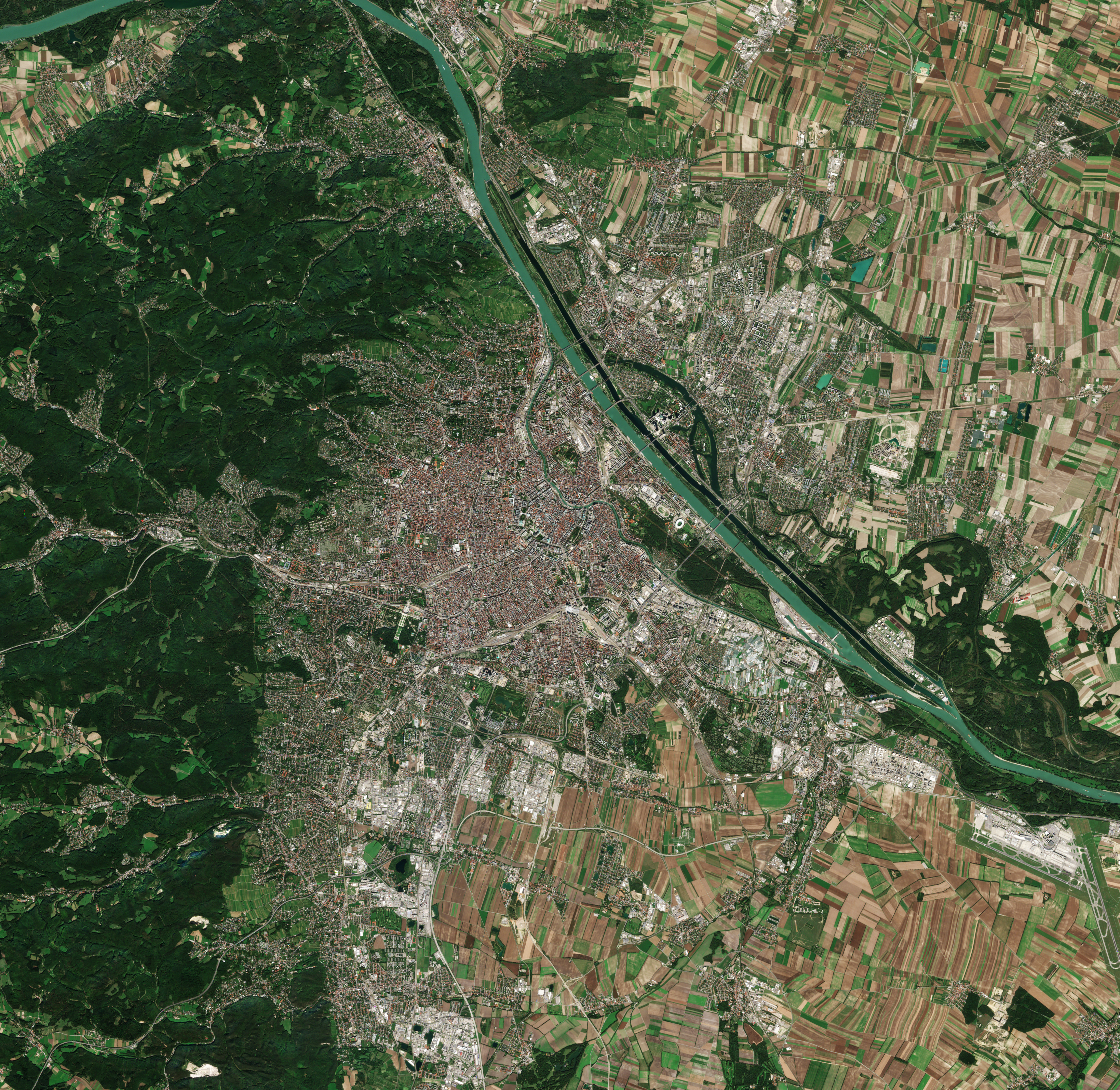
Ảnh vệ tinh Viên năm 2008

Điểm thấp nhất so với mực nước biển là bãi bồi Lobau cao 151 m, điểm cao nhất là ngọn đồi Hermannskogel cao 542 m. Cao nguyên rừng bao phủ phía tây bắc, tây và tây nam, kéo dài đến tận khu vực nội thành. Sông Danube đi vào thành phố nhờ Cổng Viên - một dòng chảy hẹp giữa hai ngọn núi Leopoldsberg ở hữu ngạn và Bisamberg ở tả ngạn. Có rất nhiều con sông nhỏ chảy vào thành phố từ trên các cao nguyên, trong đó nổi tiếng nhất là sông Viên. Nhờ các dải đồi thoai thoải bậc thang, các dãy núi ở phía tây trở nên liền mạch với các dãy núi phía nam. Toàn bộ khu vực này được sử dụng để trồng nho.

### Tầm ảnh hưởng của địa lý

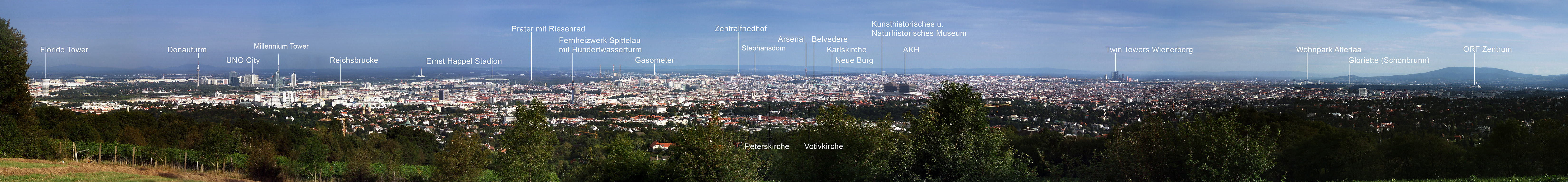
Toàn cảnh Viên 2005

Viên là một trong những thành phố lớn nhất và quan trọng nhất Trung Âu. Vị trí địa lý của Viên rất thuận lợi, khi là giao điểm của cực đông dãy An-pơ và Bồn địa Pannonian, vì vậy cũng là giao điểm của các trục đường rất quan trọng từ xa xưa: trục nam-bắc dọc theo rìa dãy An-pơ (Con đường hổ phách), trục tây - đông dọc theo vùng chân núi An-pơ và đường thủy trên sông Danube.
Trong lịch sử, từ Viên có thể dễ dàng đến Moravia, Hungary, Steiermark, Carniola và bờ biển Adriatic. Chính nhờ vậy, Viên luôn được các bậc vua chúa chọn làm kinh đô. Từ khoảng năm 1840, một mạng lưới đường sắt có hình ngôi sao, tỏa ra từ Viên, được xây dựng.
Kể từ khi Bức màn Sắt và Khối Xô Viết sụp đổ năm 1989, hệ thống giao thông và quan hệ kinh tế giữa Áo với các nước láng giềng phía bắc và phía đông phát triển trở lại đáng kể. Viên đã quyết định tham gia vào dự án Centrope. Khoảng cách từ Viên đến thủ đô Bratislava (Slovakia) chỉ là 55 km; có thể coi là trường hợp duy nhất ở châu Âu (trừ Vatican-Roma).

### Khí hậu
Khí hậu tại Viên thực chất là một vùng khí hậu chuyển tiếp, vì ảnh hưởng của đại dương từ phía tây và lục địa từ phía đông. Vì vậy các kết quả đo lường giữa các năm thường biến động mạnh. Về tổng thể, Viên có lượng mưa thấp, thời gian khô hạn dài, mùa đông không quá lạnh so với các vùng khác của Áo. Mùa nóng trong khoảng 60 ngày và mùa lạnh trong khoảng 70 ngày.
Do hiện tượng ấm lên toàn cầu, các chuyên gia dự đoán vào cuối thế kỷ 21, Viên sẽ là một trong những đô thị châu Âu bị ảnh hưởng nặng nề nhất bởi các đợt nắng nóng.

### Bảo tồn thiên nhiên
Việc bảo vệ thiên nhiên ở Viên được quy định bởi nhiều quy phạm pháp luật khác nhau, chẳng hạn như Đạo luật Bảo tồn thiên nhiên Viên, Đạo luật Công viên quốc gia Viên và Pháp lệnh Bảo tồn Thiên nhiên Viên. Các khu bảo tồn lớn nhất và quan trọng nhất là Vườn quốc gia Donau-Auen, Công viên Sinh quyển Wienerwald.

## Lịch sử

### Lịch sử ban đầu

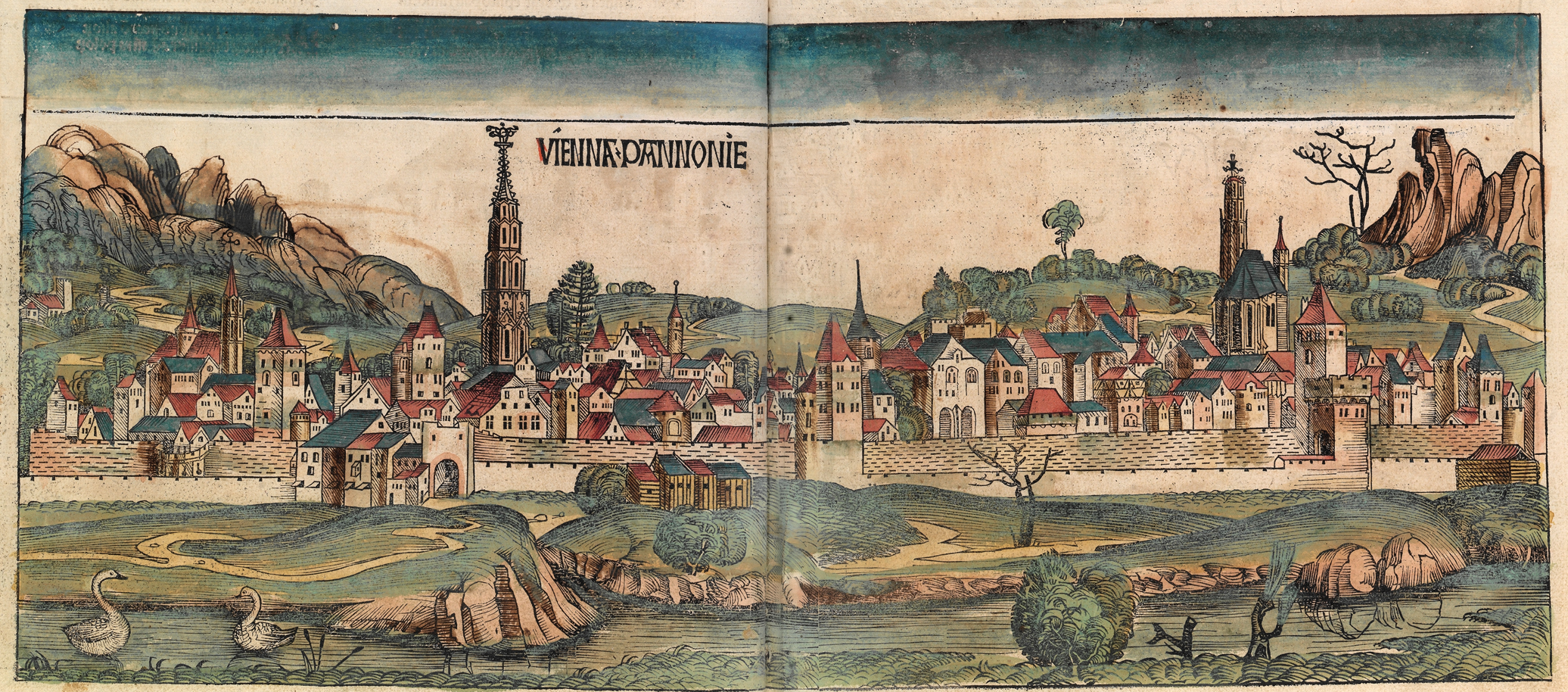
Viên trong Biên niên sử Nuremberg1493

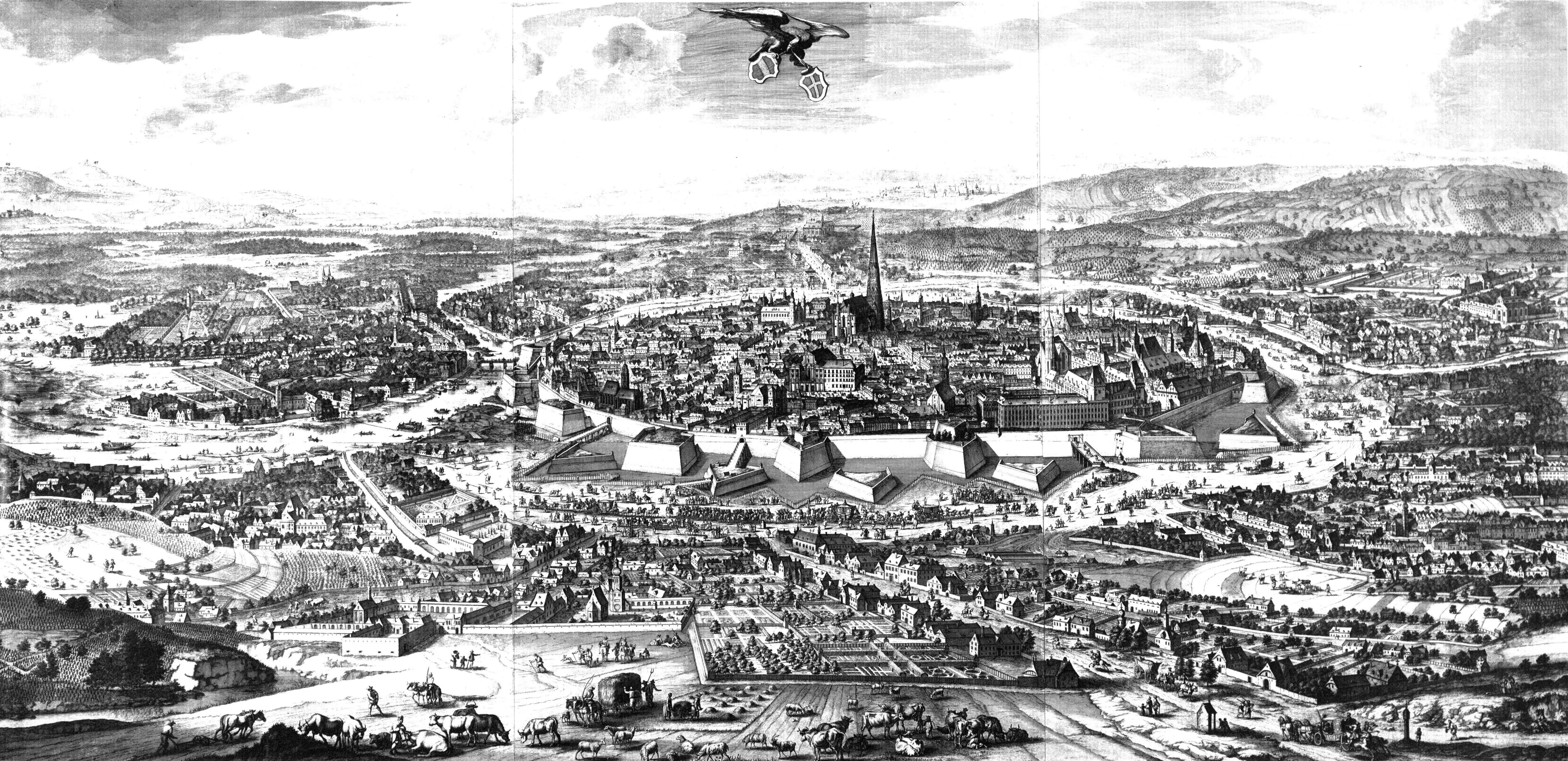
Viên năm 1683

Bằng chứng đã được tìm thấy nơi cư trú liên tục ở khu vực Viên từ năm 500 trước Công nguyên, khi người Celt định cư trên sông Danube. Vào năm 15 trước Công nguyên, người La Mã đã củng cố thành phố biên giới mà họ gọi là Vindobona để bảo vệ đế chế chống lại các bộ lạc Đức ở phía bắc.
Mối quan hệ chặt chẽ với các dân tộc Celt khác tiếp tục qua các thời đại. Tu sĩ Ailen Saint Colman (hay Koloman, Colmán trong tiếng Ailen, có nguồn gốc từ colm "bồ câu") được chôn cất tại Tu viện Melk và Saint Fergil (Virgil the Geometer) làm Giám mục của Salzburg trong bốn mươi năm. Ailen Benedictines thành lập các khu định cư tu viện thế kỷ thứ mười hai; bằng chứng về những mối quan hệ này vẫn tồn tại dưới dạng tu viện Schottenstift vĩ đại của Viên (Scots Abbey), từng là nhà của nhiều tu sĩ Ailen.
Năm 976, Leopold I xứ Babenberg trở thành bá tước của Bavarian Ostmark, một quận dài 60 dặm nằm trên sông Danube trên biên giới phía đông của Bavaria. Khu vực ban đầu này đã phát triển thành lãnh địa công tước Áo. Mỗi người cai trị Babenberg thành công đã mở rộng cuộc hành quân về phía đông dọc theo sông Danube, cuối cùng bao trùm Viên và vùng đất ngay lập tức ở phía đông. Năm 1145, Công tước Henry II Jasomirgott chuyển nơi cư trú của gia đình Babenberg từ Klosterneuburg ở Hạ Áo đến Viên. Kể từ đó, Viên là trung tâm của triều đại Babenberg.
Năm 1440, Viên trở thành thành phố thường trú của triều đại Habsburg. Cuối cùng nó đã phát triển để trở thành thủ đô thực tế của Đế quốc La Mã thần thánh (800–1806) vào năm 1437 và là một trung tâm văn hóa cho nghệ thuật và khoa học, âm nhạc và ẩm thực cao cấp. Hungary chiếm thành phố trong khoảng thời gian từ 1485 đến 1490.
Trong thế kỷ 16 và 17, các lực lượng Kitô giáo hai lần ngăn chặn quân đội Ottoman bên ngoài Viên (xem Cuộc vây hãm Viên, 1529 và Trận Viên, 1683). Một dịch bệnh dịch hạch đã tàn phá Viên năm 1679, giết chết gần một phần ba dân số.

### Đế quốc Áo–Hung và đầu thế kỷ 20

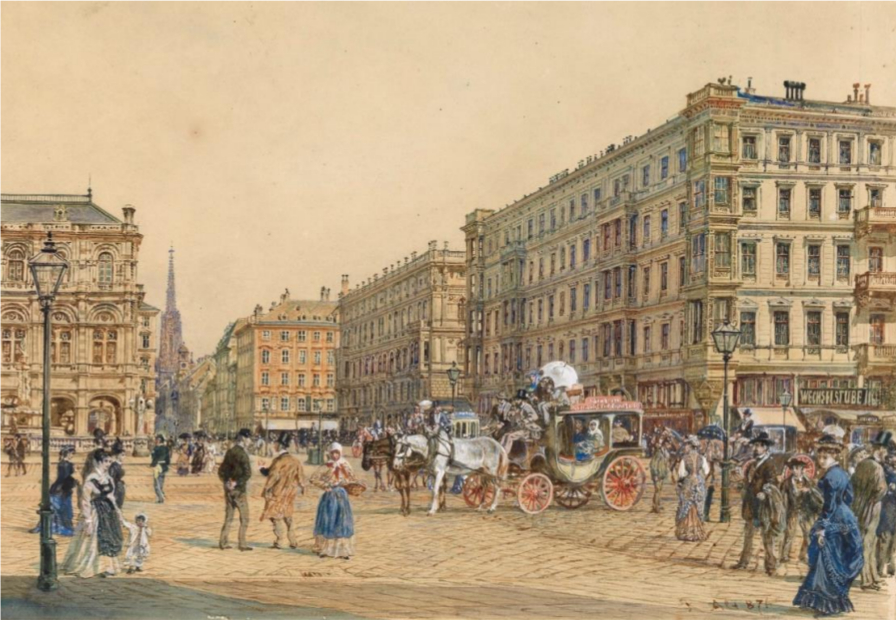
Ringstraße ở Viên và Nhà hát Opera Quốc gia vào khoảng năm 1870

### Anschluss và Thế chiến II

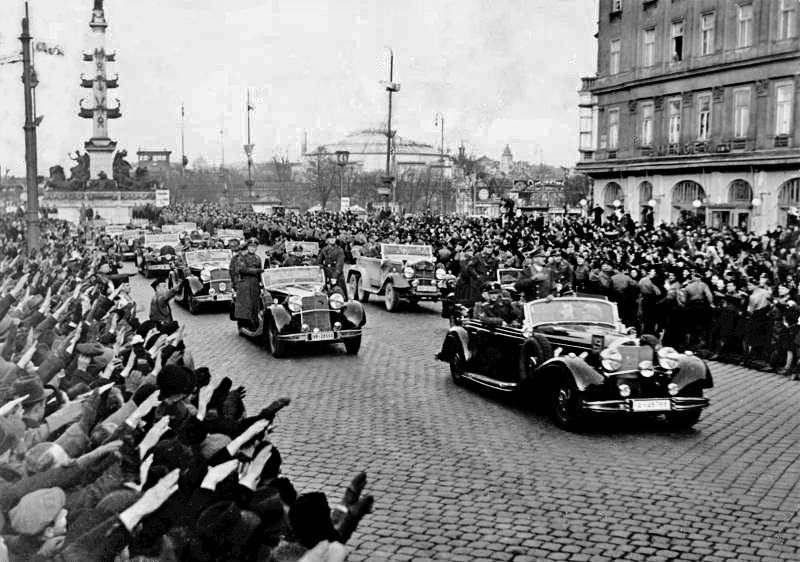
Đám đông chào đón Adolf Hitler khi ông ta lái một chiếc xe hơi mui trần qua Viên vào tháng 3 năm 1938

### Viên dưới sự điều hành của bốn cường quốc

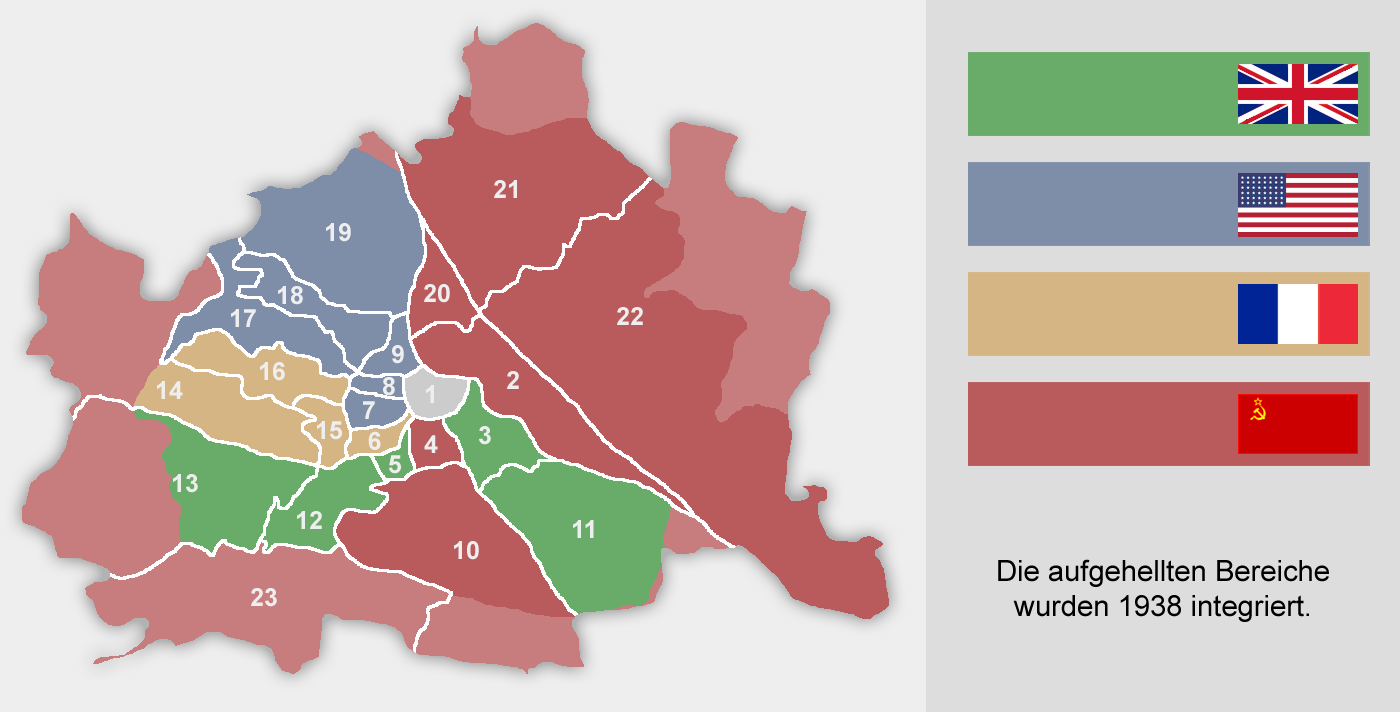
Khu vực chiếm đóng ở Viên, 1945–55

### Hiệp ước Nhà nước Áo và sau đó

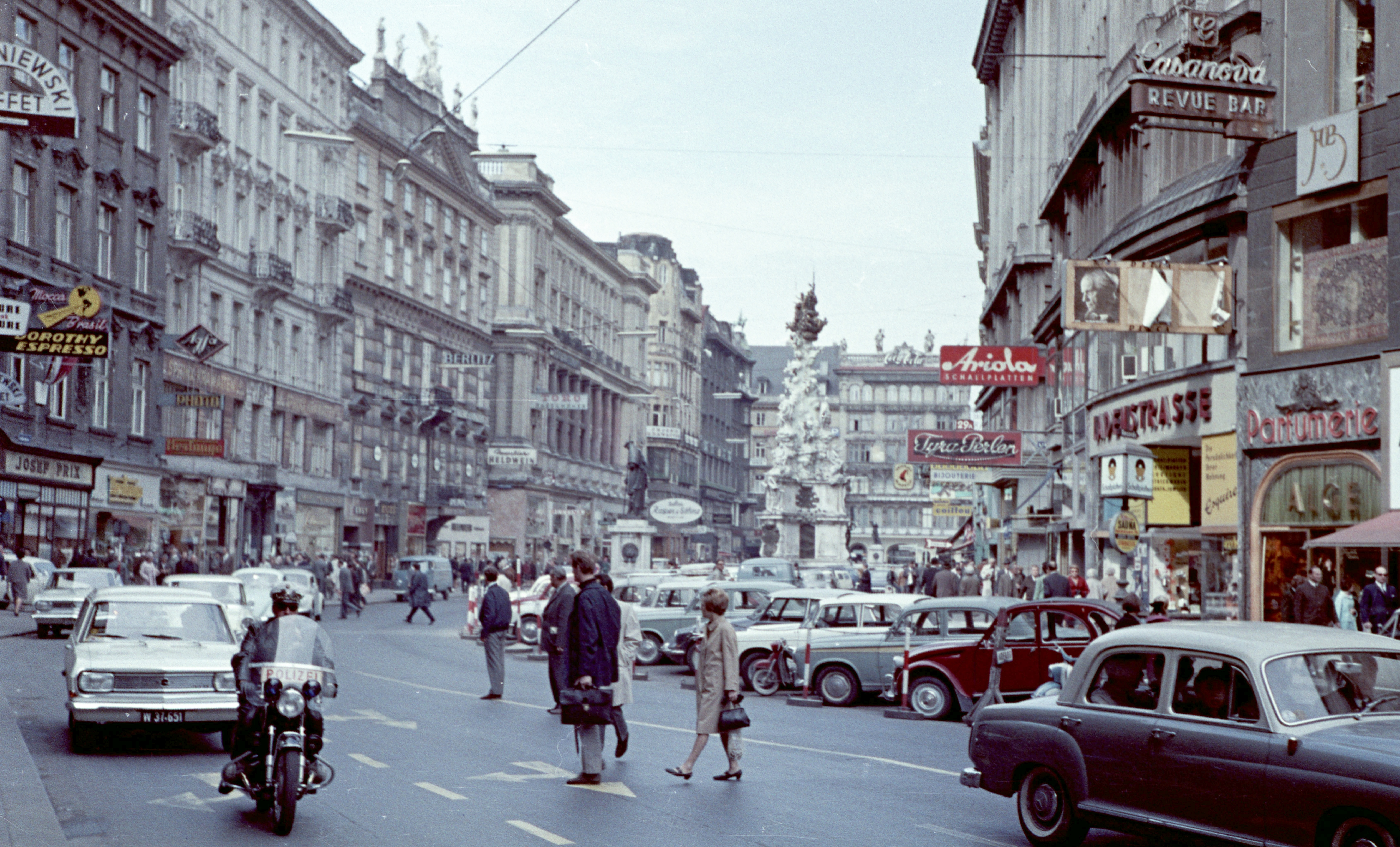
Viên năm 1966

Năm 1278 Rudolf I, vua của Đế quốc La Mã Thần thánh từ năm 1273, sau khi chiến thắng vua Böhmen là Ottokar II, đã mang các phần đất thuộc về nước Áo ngày nay về dưới sự quản trị của ông, bắt đầu thời kỳ thống trị của dòng họ Habsburg.
Sau hai đợt bệnh dịch hạch lớn vào năm 1679 và 1713 dân cư thành phố tăng không ngừng. Trong năm 1724 dân số Viên được ước lượng là vào khoảng 150.000 người, vào khoảng năm 1790 đã là 200.000. Năm 1850 thành phố được mở rộng ra và chia lại thành nhiều quận (Bezirk). Trong những năm của thập kỷ 1860 dân số Viên tăng nhanh mà chủ yếu là do người du nhập từ ngoài thành phố vào. Các cuộc điều tra dân số bắt đầu được tiến hành đều đặn từ năm 1869 cho thấy vào năm 1910 thành phố có dân số cao nhất trong lịch sử là 2.031.000 người.
Vào khoảng 1900 thủ đô Viên trở thành trung tâm của phong trào Tân Nghệ thuật với kiến trúc sư Otto Wagner và hội các nhà nghệ thuật của Trường phái Ly khai Viên.
Chiến tranh thế giới thứ nhất chấm dứt đồng thời cũng chấm dứt đế quốc Áo–Hung. Ngày 12 tháng 11 năm 1918 "Cộng hòa Đức–Áo" (từ 1919 là Cộng hòa Áo) được tuyên bố thành lập trước quốc hội ở Viên. Năm 1921 Viên được tách ra khỏi Niederösterreich (Hạ Áo), trở thành một tiểu bang riêng.
Năm 1938 Áo bị sáp nhập vào Đức Quốc xã. Các trận dội bom trong những năm 1944 và 1945 cũng như Chiến dịch Viên của Liên Xô và Bulgaria vào tháng 4 năm 1945 đã mang lại nhiều thiệt hại lớn cho thành phố. Thế nhưng nhiều công trình xây dựng có tính chất lịch sử vẫn còn tồn tại được qua các trận bom. Phần lớn các tòa nhà bị phá hủy được xây dựng lại sau chiến tranh. Tháng 4 năm 1945 một ủy ban hành chánh tạm thời được thành lập, các đảng phái chính trị cũng được tái tổ chức hay thành lập lại. Ngày 15 tháng 5 năm 1955 với Hiệp định Quốc gia Áo, nước Áo đạt lại tự do và Viên trở thành thủ đô của Cộng hòa Áo.

## Nhân khẩu học

### Dân số trong lịch sử
| Năm              | 1754      | 1800      | 1850      | 1900      | 1910      | 1923      | 1939      |
| Dân số tổng cộng | 175,460   | 271,800   | 551,300   | 1,769,137 | 2,083,630 | 1,918,720 | 1,770,938 |
|                  |           |           |           |           |           |           |           |
| Năm              | 1951      | 1961      | 1971      | 1981      | 1991      | 2001      | 2008      |
| Dân số tổng cộng | 1,616,125 | 1,627,566 | 1,619,885 | 1,531,346 | 1,539,848 | 1,550,123 | 1,678,435 |

Khi Chiến tranh thế giới thứ nhất bắt đầu thì Viên có khoảng 2,1 triệu dân. Giữa năm 1910 và 1918 viên là thành phố lớn thứ tư thế giới, trước khi Viên bị Berlin vượt qua. Sau Đệ Nhất thế chiến thì Viên mất đi khoảng 200 ngàn dân; nhiều người công chức và nhân viên văn phòng không thuộc gốc nói tiếng Đức trở về quê hương của họ. Sau hàng chục năm dân số cứ giảm đều, cho đến thập niên 90 của thế kỷ 20 thì Viên lại trở thành thành phố với nhiều dân di cư đến. Theo dự đoán thì đến đầu thập niên 30 của thế kỷ thứ 21 dân số Viên sẽ lại vượt lên trên con số 2 triệu người.
Trong số dân sống vào năm 2012 thì có đến 22,3% là không có quốc tịch Áo, 31,1% không sinh ra ở Áo. Trong số 386.000 người không có quốc tịch Áo thì 9% là người Đức, 27,2% từ các nước khác trong khối Liên minh châu Âu, hay Thụy Sĩ, 31% từ các nước mà trước đây thuộc nước Nam Tư, và 11% là người Thổ. Đặc biệt là số dân trong khối các nước EU và EWR gia tăng, trong khi số dân từ nước Nam Tư cũ không thay đổi.

### Tôn giáo
Theo thống kê dân số năm 2001 thành phần tôn giáo của dân cư tại Viên bao gồm:
| Công giáo Rô-ma:                  | 49,2 % |
| Không có tôn giáo:                | 25,6 % |
| Hồi giáo:                         | 7,8 %  |
| Kitô giáo Đông phương:            | 6,0 %  |
| Tin Lành:                         | 4,7 %  |
| Đạo Do Thái:                      | 0,5 %  |
| Giáo hội Công giáo Cổ:            | 0,5 %  |
| Các tôn giáo khác hay không khai: | 5,7 %  |

## Quận và mở rộng

Bản đồ các quận của Viên

Viên có 23 quận (Bezirke). Các văn phòng quận hành chính ở Viên (được gọi là Magistratische Bezirksämter) phục vụ các chức năng tương tự như ở các bang khác của Áo (được gọi là Bezirkshauptmannschaften), các nhân viên nằm dưới quyền của thị trưởng Viên; ngoại lệ là cảnh sát, dưới sự giám sát của liên bang.
Cư dân quận tại Viên (người Áo cũng như công dân EU có hộ khẩu thường trú tại đây) bầu ra một Hội đồng quận (Bezirksvertretung). Tòa thị chính đã ủy thác ngân sách bảo trì ví dụ như các trường học và công viên để các quận có thể đặt ưu tiên một cách tự động. Bất kỳ quyết định nào của một quận có thể có hiệu lực thấp hơn quyết định của hội đồng thành phố (Gemeinderat) hoặc ủy viên hội đồng thành phố có trách nhiệm (amtsführender Stadtrat).

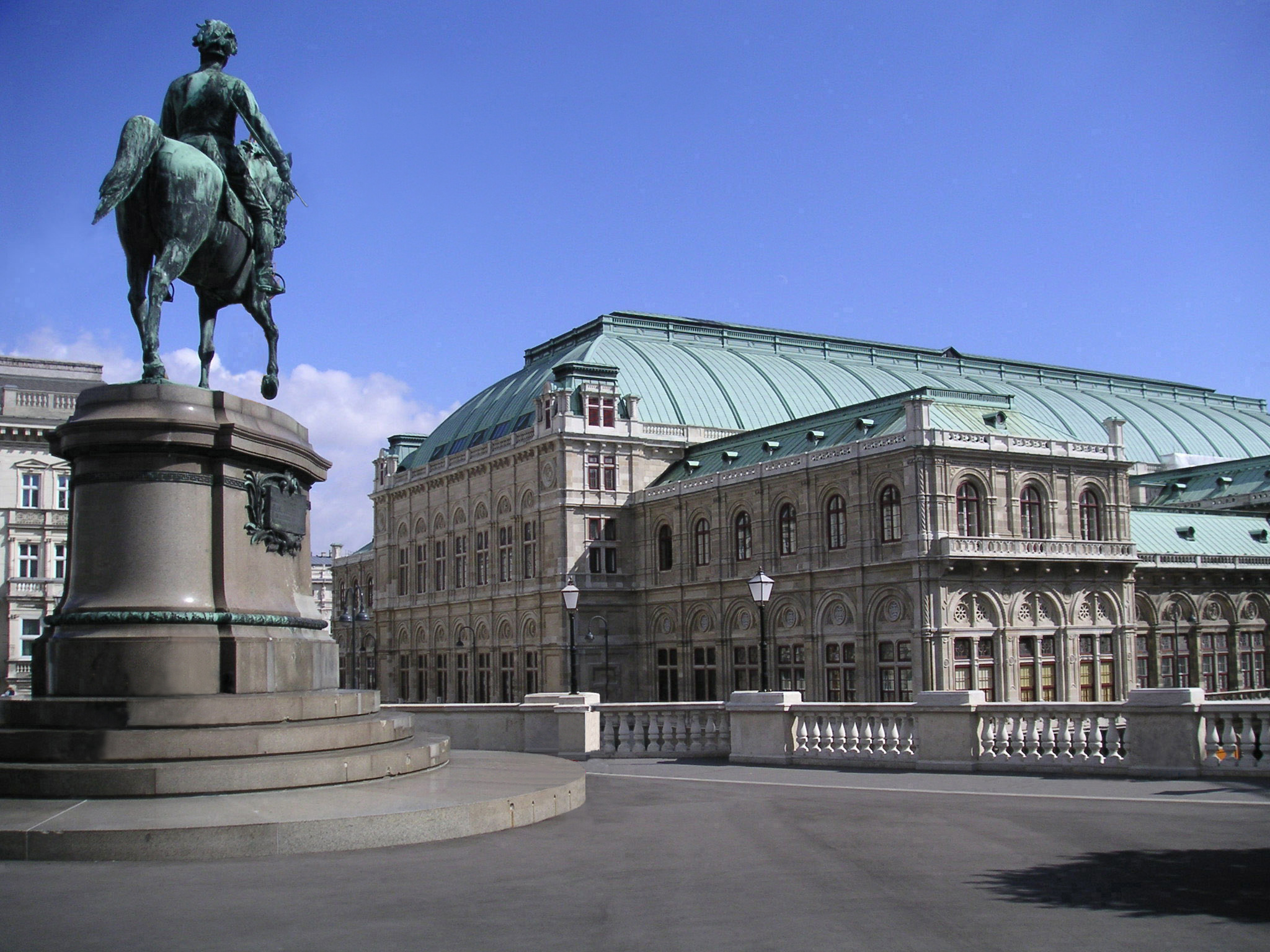
Sân hiên Albertina trong Innere Stadt

Trung tâm và thành phố lịch sử của Viên, một phần lớn của Innere Stadt ngày nay là một pháo đài được bao quanh bởi các cánh đồng để tự vệ trước những kẻ tấn công tiềm năng. Năm 1850, Viên với sự đồng ý của hoàng đế đã sáp nhập 34 ngôi làng xung quanh, được gọi là Vorstädte, vào phạm vi thành phố (quận 2 đến quận 8, sau năm 1861 với việc tách Margareten khỏi Wieden số 2 đến 9). Do đó, các bức tường đã bị san bằng sau năm 1857, khiến cho trung tâm thành phố có thể mở rộng.
Ở đó, một đại lộ rộng tên là Ringstraße đã được xây dựng, dọc theo đó các tòa nhà công cộng và tư nhân, tượng đài và công viên được tạo ra vào đầu thế kỷ 20. Những tòa nhà này bao gồm Tòa thị chính Viên, Burgtheater, Đại học Viên, Quốc hội, bảo tàng đôi về lịch sử tự nhiên và mỹ thuật và Staatsoper. Đây cũng là địa điểm của Cánh mới của Hofburg, cung điện cũ của Hoàng gia và Bộ Chiến tranh Hoàng gia và triều đình kết thúc vào năm 1913. Chủ yếu là nhà thờ chính tòa Stephan kiểu Gothic nằm ở trung tâm thành phố, Stephansplatz. Triều đình Hoàng gia đã thành lập Quỹ cải tạo thành phố Viên (Wiener Stadterneuerungsfonds) và bán nhiều lô đất cho các nhà đầu tư tư nhân, qua đó tài trợ một phần cho các công trình xây dựng công cộng.

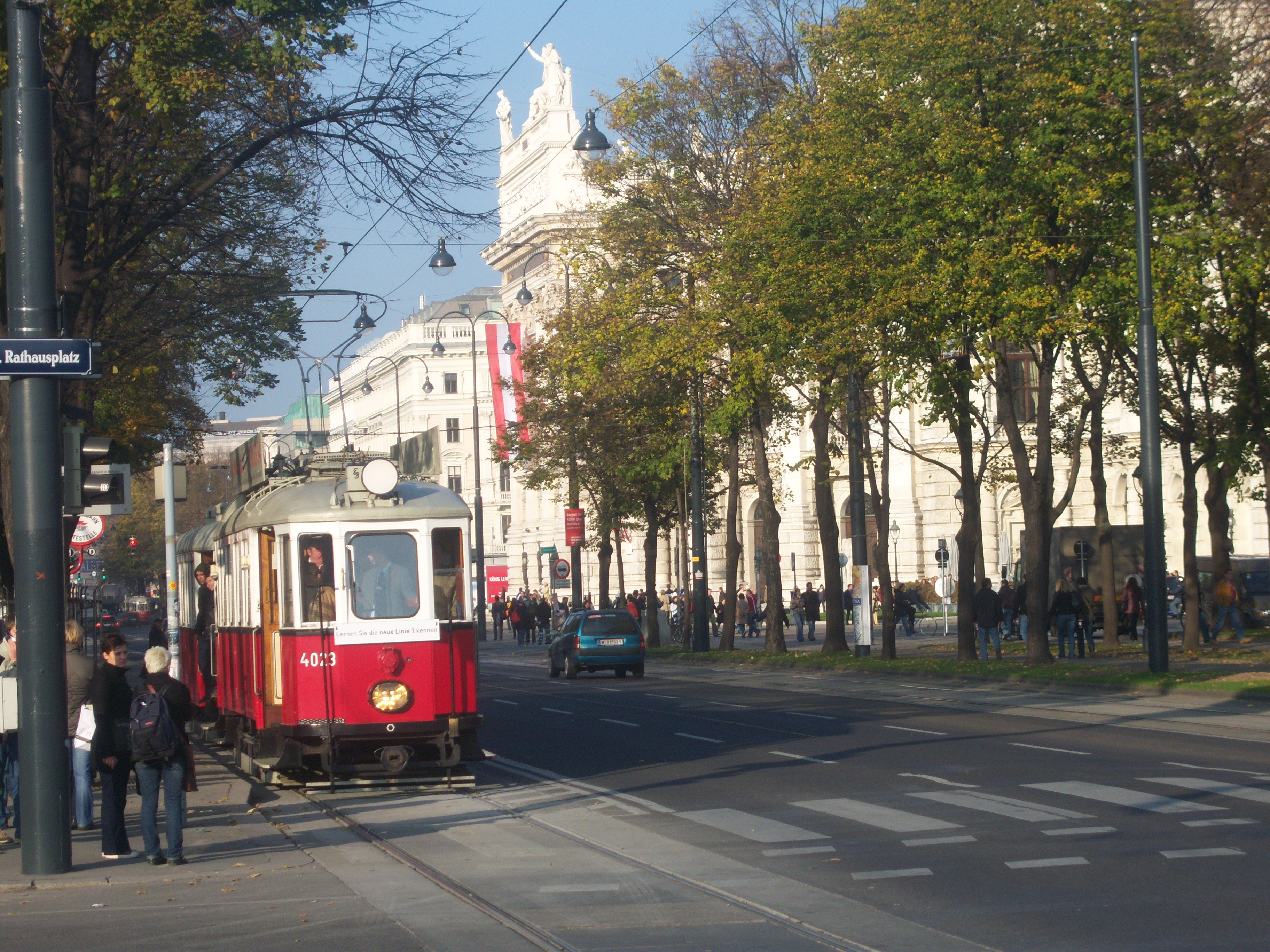
Đường vành đai (Ringstraße) với xe điện lịch sử

Từ năm 1850 đến 1890, giới hạn thành phố ở phía Tây và phía Nam chủ yếu đi theo một bức tường khác gọi là Linienwall, tại đó một khoản phí đường bộ được gọi là Liniengeld được thu. Bên ngoài bức tường này từ năm 1873 trở đi, một con đường vành đai là Gürtel đã được xây dựng. Năm 1890, người ta quyết định hợp nhất 33 vùng ngoại ô (được gọi là Vororte) ngoài bức tường đó vào Viên vào ngày 1 tháng 1 năm 1892 và biến chúng thành các quận từ 11 đến 19 (quận 10 đã được thành lập vào năm 1874); do đó Linienwall bắt đầu bị phá hủy vào năm 1894. Năm 1900, quận 20, Brigittenau, được thành lập bằng cách tách khu vực này khỏi quận 2.
Từ năm 1850 đến 1904, Viên chỉ mở rộng ở hữu ngạn sông Danube theo nhánh chính trước quy định của 1868–1875, tức là sông Danube cũ ngày nay. Năm 1904, quận 21 được thành lập bằng cách tích hợp Floridsdorf, Kagran, Stadlau, Hirschstetten, Aspern và các làng khác ở tả ngạn sông Danube vào Viên, năm 1910 Strebersdorf theo sau. Vào ngày 15 tháng 10 năm 1938, Đức quốc xã đã tạo ra Đại Viên với 26 quận bằng cách sáp nhập 97 thị trấn và làng mạc vào Viên, 80 trong số đó đã được đưa trở lại xung quanh Hạ Áo vào năm 1954. Kể từ đó, Viên có 23 quận.
Các ngành công nghiệp chủ yếu nằm ở các quận phía nam và phía đông. Innere Stadt nằm cách dòng chảy chính của sông Danube, nhưng được giới hạn bởi kênh Danube. Các quận thứ 2 và thứ 20 của Viên nằm giữa kênh Danube và sông Danube. Bên kia sông Danube, nơi đặt Trung tâm Quốc tế Viên (quận 21–22) và ở các khu vực phía Nam (quận 23) là những khu vực mới nhất của thành phố.

## Chính trị

### Lịch sử chính trị

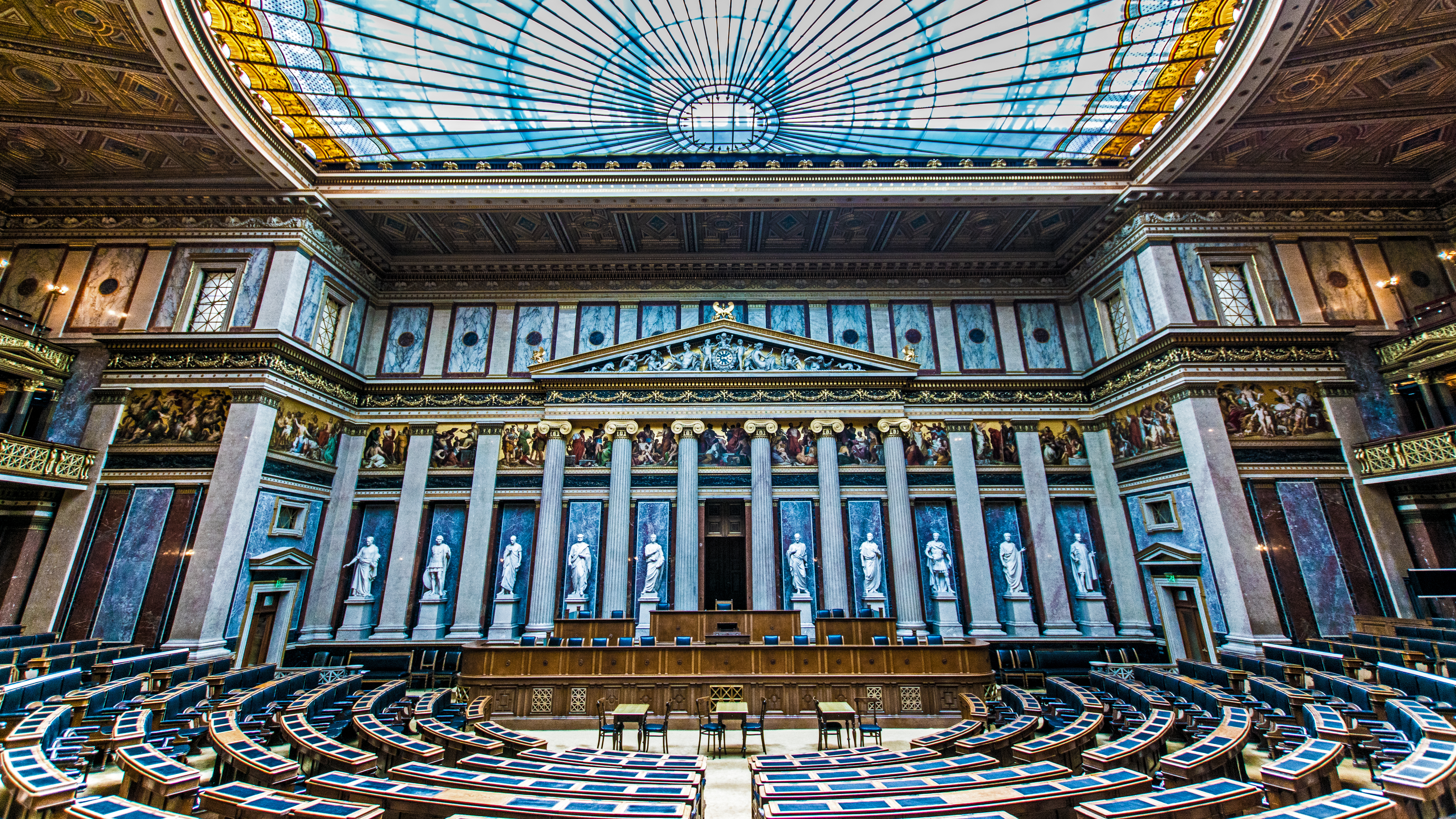
Phòng tranh luận của cựu đại biểu nước Áo trong quốc hội

Trong hai mươi năm trước Chiến tranh thế giới thứ nhất và cho đến năm 1918, nền chính trị của Viên đã được định hình bởi Đảng Xã hội Kitô giáo. Cụ thể, thị trưởng dài hạn Karl Lueger đã không thể áp dụng các quyền bỏ phiếu chung cho nam giới được giới thiệu bởi và cho quốc hội Áo – Reichsrat, vào năm 1907, do đó loại trừ hầu hết giai cấp công nhân tham gia vào các quyết định. Đối với Adolf Hitler, người đã dành vài năm ở Viên, Lueger là một bậc thầy về cách sử dụng Chủ nghĩa bài Do Thái trong chính trị.
Viên ngày nay được coi là trung tâm của Đảng Dân chủ Xã hội (SPÖ). Trong thời kỳ Đệ nhất Cộng hòa (1918–1934), Đảng Dân chủ Xã hội Viên đã tiến hành nhiều cải cách xã hội. Vào thời điểm đó, chính sách thành phố của Viên được các nhà xã hội trên khắp châu Âu ngưỡng mộ, do đó họ gọi thành phố này là "Viên đỏ" (Rotes Wien). Vào tháng 2 năm 1934, quân đội của chính phủ liên bang Áo dưới thời Engelbert Dollfuss, người đã đóng cửa phòng đầu tiên của quốc hội liên bang – Nationalrat vào năm 1933 và các tổ chức xã hội chủ nghĩa bán quân sự đã tham gia vào Nội chiến Áo, dẫn đến lệnh cấm Đảng Dân chủ xã hội.
SPÖ đã giữ văn phòng thị trưởng và kiểm soát hội đồng thành phố / quốc hội trong mỗi cuộc bầu cử tự do kể từ năm 1919. Lần duy nhất sự thống trị của SPÖ bị phá vỡ diễn ra từ năm 1934 đến năm 1945, khi Đảng Dân chủ Xã hội bị đặt ngoài vòng pháp luật, thị trưởng được chỉ định bởi phát xít Áo và sau đó là Đức Quốc xã. Thị trưởng hiện tại của Viên là Michael Ludwig của SPÖ.
Thành phố đã ban hành nhiều chính sách dân chủ xã hội. Gemeindebauten là tài sản nhà ở xã hội được tích hợp tốt vào kiến trúc thành phố bên ngoài quận đầu tiên hoặc "bên trong". Giá thuê thấp cho phép chỗ ở thoải mái và tiếp cận tốt với các tiện nghi của thành phố. Nhiều dự án được xây dựng sau Chiến tranh thế giới thứ hai trên những bãi đất trống bị phá hủy do ném bom trong chiến tranh. Thành phố đặc biệt tự hào xây dựng chúng theo tiêu chuẩn cao.

### Chính phủ

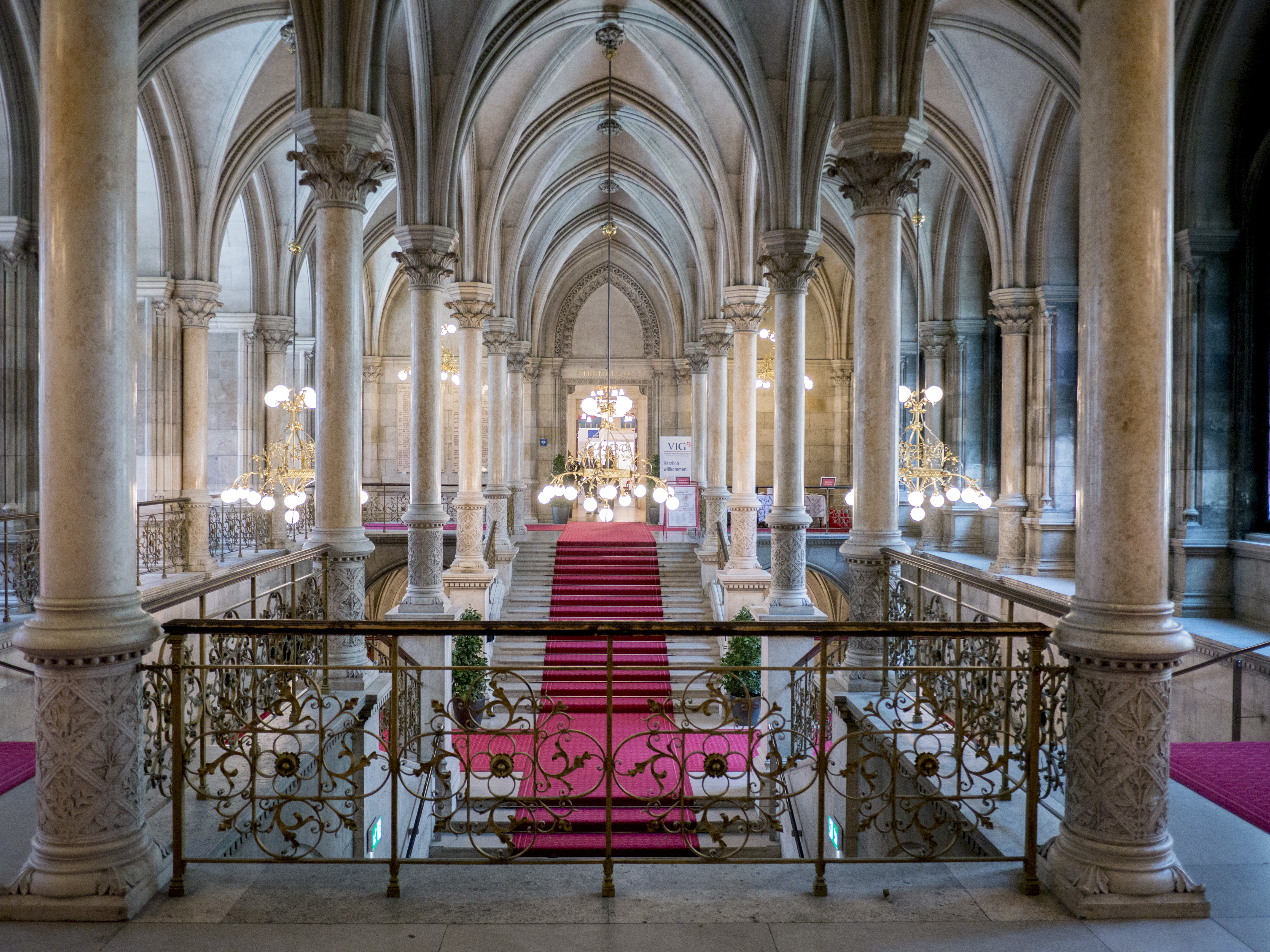
Bên trong Tòa thị chính Viên, nơi làm việc của thị trưởng thành phố.

Kể từ khi Viên có được tư cách của chính phủ liên bang (Bundesland) bởi hiến pháp liên bang năm 1920, hội đồng thành phố cũng có chức năng như quốc hội bang (Landtag), và thị trưởng (trừ 1934–1945) cũng đóng vai trò là Landeshauptmann (thống đốc/Thủ tướng) của bang Viên. Tòa thị chính có các văn phòng của thị trưởng (de:Magistrat der Stadt Wien) và chính quyền bang (Landesregierung). Thành phố được quản lý bởi vô số các phòng ban (Magistratsabteilungen), được giám sát chính trị bởi amtsführende Stadträte (thành viên của các văn phòng lãnh đạo chính quyền thành phố; theo các đảng đối lập hiến pháp Viên có quyền chỉ định các thành viên của chính quyền thành phố).
Theo hiến pháp thành phố năm 1920, doanh nghiệp thành phố và nhà nước phải được tách biệt. Do đó, hội đồng thành phố và quốc hội bang tổ chức các cuộc họp riêng biệt, với các viên chức chủ tịch riêng biệt, chủ tịch hội đồng thành phố hoặc chủ tịch của bang Landtag, mặc dù tư cách thành viên của hai cơ quan là giống hệt nhau. Khi họp với tư cách là một hội đồng thành phố, các đại biểu chỉ có thể giải quyết các vấn đề của thành phố Viên; khi họp với tư cách là một quốc hội tiểu bang, họ chỉ có thể giải quyết các vấn đề của bang Viên.
Trong cuộc bầu cử Hội đồng thành phố năm 1996, SPÖ đã mất đa số trong tổng số 100 ghế, giành được 43 ghế và 39,15% phiếu bầu. SPÖ đã chiếm đa số hoàn toàn tại mọi cuộc bầu cử thành phố tự do kể từ năm 1919. Năm 1996, Đảng Tự do Áo (FPÖ), giành được 29 ghế (tăng từ 21 năm 1991), đánh bại ÖVP ở vị trí thứ ba. Từ năm 1996-2001, SPÖ điều hành Viên trong liên minh với ÖVP. Năm 2001, SPÖ lấy lại đa số với 52 ghế và 46,91% phiếu bầu; vào tháng 10 năm 2005, đa số này đã tăng thêm lên 55 chỗ (49,09%). Trong cuộc bầu cử hội đồng thành phố năm 2010, SPÖ đã mất đa số một lần nữa và do đó đã tạo ra một liên minh với Đảng Xanh – liên minh SPÖ/Xanh đầu tiên ở Áo. Liên minh này được duy trì sau cuộc bầu cử năm 2015.

## Kinh tế

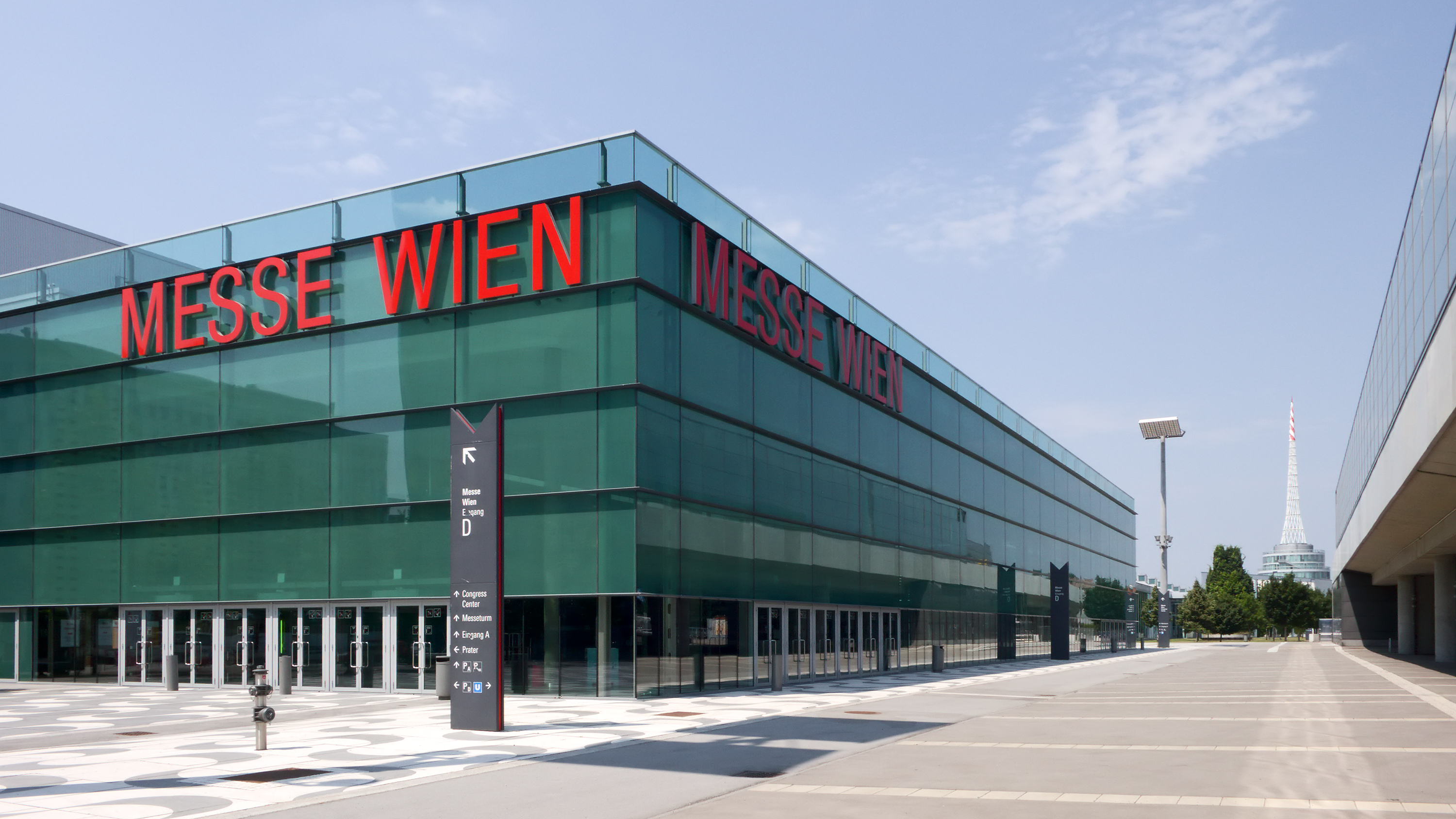
Trung tâm Hội nghị Viên (Messe Wien).

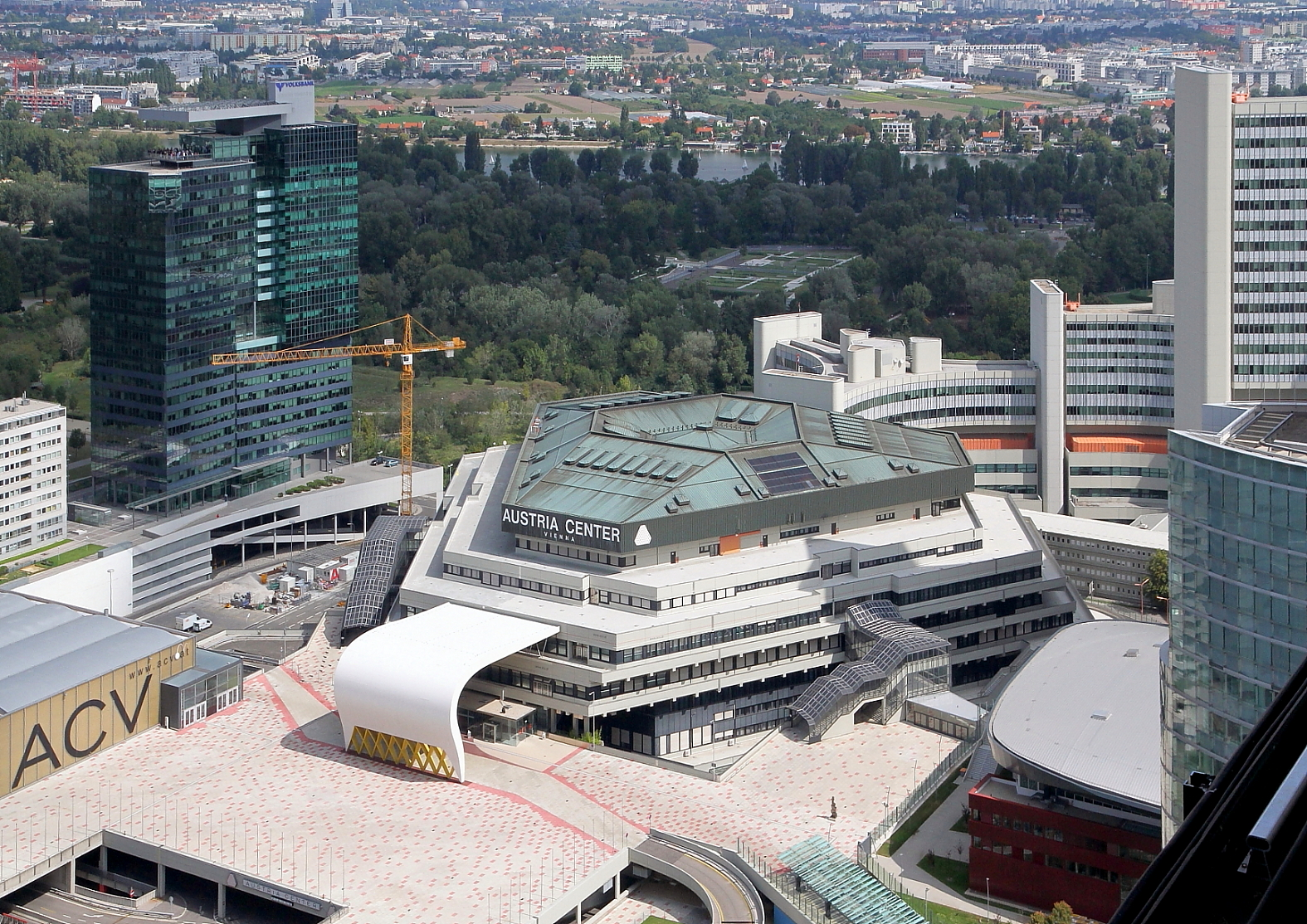
Trung tâm Áo ở Viên (ACV).

Viên là một trong những khu vực giàu có nhất trong Liên minh châu Âu: Tổng sản phẩm khu vực của nó là 47.200 EUR/người, chiếm 25,7% GDP của Áo năm 2013 và bằng 159% mức bình quân của EU. Thành phố đã cải thiện vị trí của mình từ năm 2012 trên bảng xếp hạng các thành phố mạnh nhất về kinh tế, đạt vị trí thứ 9 trong danh sách năm 2015.
Với tỷ lệ 85,5% trong tổng giá trị gia tăng, ngành dịch vụ là ngành kinh tế quan trọng nhất của Viên. Công nghiệp và thương mại có tỷ lệ 14,5% trong tổng giá trị gia tăng, khu vực I (nông nghiệp) có tỷ lệ 0,07% và do đó đóng vai trò thứ yếu trong giá trị gia tăng của địa phương. Tuy nhiên, việc trồng trọt và sản xuất rượu vang trong biên giới thành phố có giá trị văn hóa xã hội cao. Các lĩnh vực kinh doanh quan trọng nhất là thương mại (14,7% giá trị gia tăng ở Viên), dịch vụ khoa học và công nghệ, bất động sản và nhà ở cũng như sản xuất hàng hóa. Vào năm 2012, đóng góp của Viên trong các khoản đầu tư trực tiếp nước ngoài và sắp tới của Áo là khoảng 60%, điều này thể hiện vai trò của Viên như một trung tâm quốc tế cho các công ty trong và ngoài nước.
Kể từ khi Bức màn sắt sụp đổ năm 1989, Viên đã mở rộng vị thế là cửa ngõ vào Đông Âu: 300 công ty quốc tế có trụ sở Đông Âu tại Viên và vùng lân cận, trong số đó có Hewlett-Packard, Henkel, Baxalta và Siemens. Các công ty ở Viên có nhiều liên hệ và năng lực trong kinh doanh với Đông Âu do vai trò lịch sử của thành phố là trung tâm của Đế chế Habsburg. Số lượng các doanh nghiệp quốc tế tại Viên vẫn đang tăng lên: Năm 2014 là 159 và năm 2015 là 175 công ty quốc tế thành lập văn phòng tại Viên.
Tổng cộng, khoảng 8.300 công ty mới đã được thành lập tại Viên mỗi năm kể từ năm 2004. Phần lớn các công ty này đang hoạt động trong các lĩnh vực dịch vụ định hướng công nghiệp, thương mại bán buôn cũng như công nghệ thông tin và truyền thông và phương tiện truyền thông mới. Viên nỗ lực để trở thành một trung tâm khởi nghiệp. Kể từ năm 2012, thành phố tổ chức Lễ hội Tiên phong hàng năm, sự kiện khởi nghiệp lớn nhất ở Trung Âu với 2.500 khách mời quốc tế diễn ra tại Cung điện Hofburg. Tech Cocktail, một cổng thông tin trực tuyến cho bối cảnh khởi nghiệp, đã xếp hạng Viên đứng thứ sáu trong số mười thành phố khởi nghiệp hàng đầu trên toàn thế giới.

### Nghiên cứu và phát triển
Thành phố Viên rất coi trọng nghiên cứu khoa học và tập trung vào việc tạo ra một môi trường tích cực cho nghiên cứu và phát triển. Trong năm 2014, Viên đã có 1.329 cơ sở nghiên cứu; 40.400 người được tuyển dụng trong lĩnh vực R&D và 35% chi phí R&D của Áo được đầu tư vào thành phố. Với hạn ngạch nghiên cứu là 3,4%, Viên vượt quá mức trung bình 2,77% của Áo và đã đạt được mục tiêu của EU là 3,0% vào năm 2020. Một lĩnh vực R&D chính ở Viên là khoa học đời sống. The Vienna Life Science Cluster là trung tâm chính của Áo cho nghiên cứu khoa học đời sống, giáo dục và kinh doanh. Trên khắp Viên, năm trường đại học và một số viện nghiên cứu cơ bản tạo thành cốt lõi học thuật của trung tâm với hơn 12.600 nhân viên và 34.700 sinh viên. Tại đây, hơn 480 công ty thiết bị y tế, công nghệ sinh học và dược phẩm với gần 23.000 nhân viên tạo ra doanh thu khoảng 12 tỷ euro (2017). Điều này tương ứng với hơn 50% doanh thu được tạo ra bởi các công ty khoa học đời sống ở Áo (22,4 tỷ euro).
Viên là quê hương của những công ty toàn cầu như Boehringer Ingelheim, Octapharma, Ottobock và Takeda. Tuy nhiên, cũng có một số lượng lớn các công ty khởi nghiệp trong ngành khoa học đời sống và Viên được xếp hạng đầu tiên trong Chỉ số Thành phố Khởi nghiệp PeoplePerHour 2019. Các công ty như Apeiron Biologics, Hookipa Pharma, Marinomed, mySugr, Themis Bioscience và Valneva đều hiện diện ở Viên và thường xuyên xuất hiện trên trang nhất các báo quốc tế.
Để tạo điều kiện khai thác tiềm năng kinh tế của nhiều khía cạnh của khoa học đời sống tại thủ đô của Áo, Bộ Kinh tế và Kỹ thuật số Liên bang Áo và chính quyền địa phương của Thành phố Viên đã cùng nhau: Từ năm 2002, nền tảng LISAvienna đã ra đời như một điểm liên lạc. Nó cung cấp các dịch vụ hỗ trợ kinh doanh miễn phí tại giao diện của ngân hàng quảng cáo liên bang Áo, Austria Wirtschaftsservice và Phòng kinh doanh Viên và thu thập dữ liệu thông báo cho việc hoạch định chính sách. Các điểm nóng học thuật chính ở Viên là Trung tâm Khoa học Đời sống Muthgasse với Đại học Tài nguyên và Khoa học Đời sống (BOKU), Viện Công nghệ Áo, Đại học Thú y Viên, Bệnh viện đa khoa Viên với Đại học Y khoa Viên và Trung tâm sinh học Viên. Đại học Trung Âu, một tổ chức sau đại học bị trục xuất khỏi Budapest khi chính phủ Hungary kiểm soát các tổ chức học thuật và nghiên cứu, chào đón lớp sinh viên đầu tiên đến trường mới ở Viên vào năm 2019.

### Công nghệ thông tin
Mảng công nghệ thông tin và truyền thông của Viên có quy mô tương đương với ở Helsinki, Milano hoặc Munich và là một trong số các địa điểm CNTT lớn nhất châu Âu. Năm 2012, 8962 doanh nghiệp CNTT với 64.223 lao động có trụ sở ở Viên. Các sản phẩm chính là dụng cụ và thiết bị đo lường, thử nghiệm và điều hướng cũng như các linh kiện điện tử. Hơn 2/3 số doanh nghiệp cung cấp dịch vụ CNTT. Trong số các công ty CNTT lớn nhất ở Viên có Kapsch, Beko Engineering & Informatics, chuyên gia kiểm soát không lưu Continentis, Cisco Systems Áo, Hewlett-Packard, Microsoft Áo, IBM Áo và Samsung Electronics Áo.
Tập đoàn công nghệ Hoa Kỳ Cisco điều hành chương trình Entrepreneurs in Residence tại Châu Âu ở Viên hợp tác với Phòng Kinh doanh Viên.
Công ty UBM của Anh đã đánh giá Viên là một trong 10 Thành phố Internet hàng đầu trên thế giới bằng cách phân tích các tiêu chí như tốc độ kết nối, tính khả dụng WiFi, tinh thần đổi mới và dữ liệu chính phủ mở.
Năm 2011, 74,3% hộ gia đình ở Viên được kết nối với băng thông rộng, 79% sở hữu máy tính. Theo chiến lược băng thông rộng của Thành phố, phạm vi phủ sóng toàn bộ băng thông rộng sẽ đạt được vào năm 2020.

### Du lịch và hội nghị
Có 14,96 triệu lượt ở lại qua đêm tại Viên năm 2016 (+ 4,4% so với năm 2015). Trong năm 2014, 6,2 triệu khách du lịch đã đến thăm Viên và lên tới 13,524,266 lượt qua đêm. Các thị trường khách du lịch chính là Đức, Hoa Kỳ, Ý và Nga. Từ năm 2005 đến 2013, Viên là điểm đến số một thế giới cho các cuộc họp và hội nghị quốc tế. Trong năm 2014, 202 hội nghị quốc tế đã được tổ chức tại Viên, khiến nó trở thành địa điểm hội họp phổ biến thứ hai trên toàn thế giới theo thống kê của Hiệp hội Họp và Hội nghị Quốc tế. Trung tâm hội nghị lớn nhất của thành phố, Trung tâm Áo Viên (ACV) có tổng sức chứa khoảng 20.000 người và nằm cạnh Trụ sở Liên Hợp Quốc tại Viên. Các trung tâm khác là Trung tâm Triển lãm & Hội nghị Viên (tối đa 3.300 người) và Cung điện Hofburg (tối đa 4.900 người).

## Phát triển đô thị

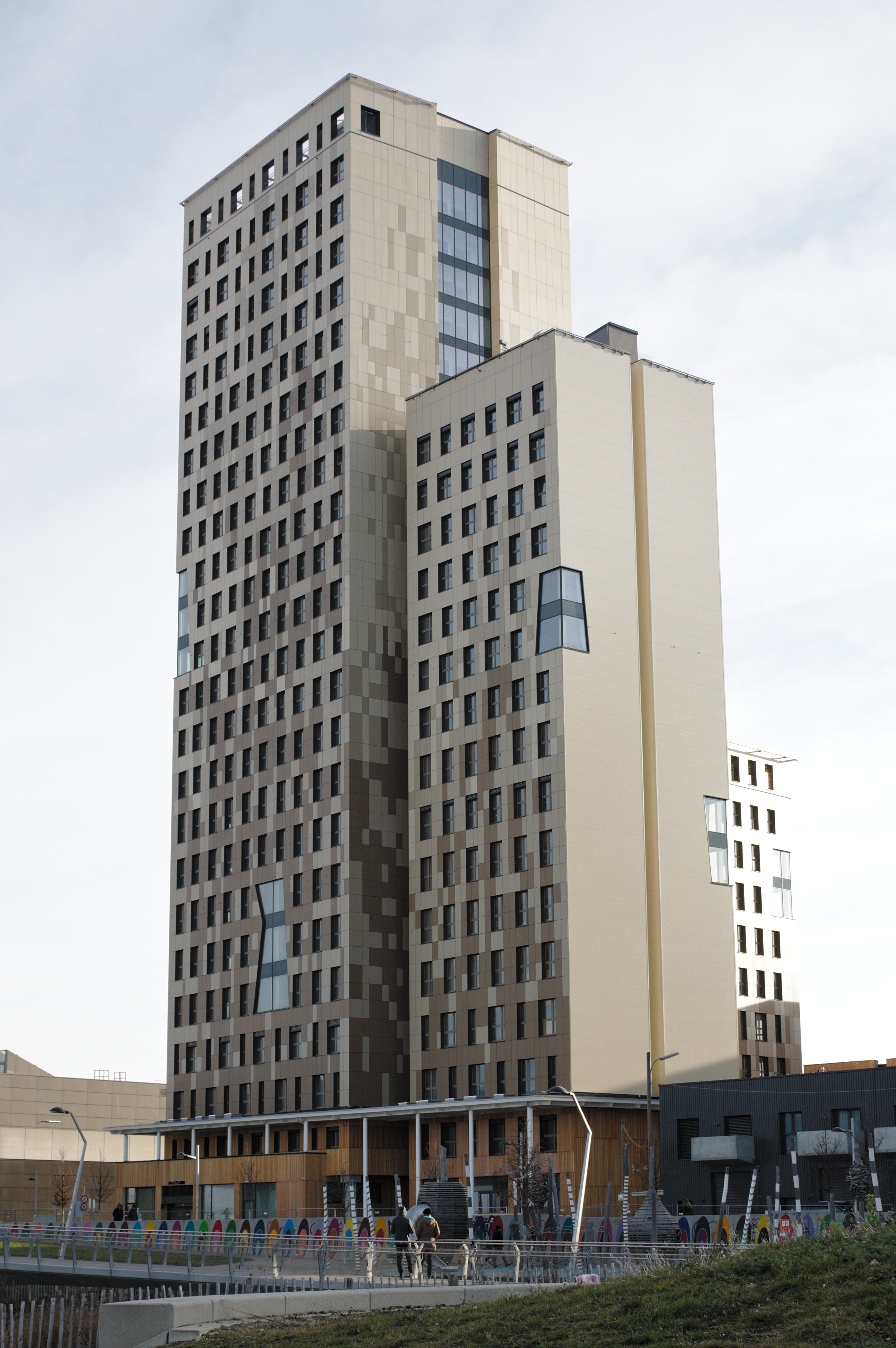
"HoHo Wien" vào tháng 1 năm 2020

### Ga xe lửa trung tâm
Ga xe lửa trung tâm mới của Viên được khai trương vào tháng 10 năm 2014. Việc xây dựng bắt đầu vào tháng 6 năm 2007 và dự kiến kéo dài đến tháng 12 năm 2015. Nhà ga được phục vụ bởi 1.100 chuyến tàu với 145.000 hành khách. Có một trung tâm mua sắm với khoảng 90 cửa hàng và nhà hàng. Trong vùng lân cận của nhà ga, một quận mới đang nổi lên với diện tích văn phòng 550.000 m2 (5.920.000 ft vuông) và 5.000 căn hộ cho đến năm 2020.

### Aspern
Seestadt Aspern là một trong những dự án mở rộng đô thị lớn nhất của châu Âu. Một hồ nhân tạo rộng 5 ha, văn phòng, căn hộ và một nhà ga trong khoảng cách đi bộ được cho là sẽ thu hút 20.000 công dân mới khi công trình hoàn thành vào năm 2028. Ngoài ra, tòa nhà chọc trời bằng gỗ cao nhất thế giới có tên là HoHo Wien sẽ được xây dựng trong vòng 3 năm, bắt đầu từ năm 2015.

### Thành phố thông minh
Vào năm 2014, Hội đồng thành phố Viên đã thông qua Chiến lược cơ cấu thành phố thông minh năm 2050. Đây là một chiến lược dài hạn được cho là thiết lập một khung cấu trúc có lợi, lâu dài để giảm lượng khí thải carbon từ 3,1 tấn trên đầu người đến 1 tấn trên đầu người vào năm 2050, có 50% tổng mức tiêu thụ năng lượng của Viên từ các nguồn tái tạo và để giảm lưu lượng phương tiện cá nhân từ 28% xuống còn 15% vào năm 2030. Mục tiêu đã nêu là vào năm 2050, tất cả các phương tiện trong ranh giới thành phố sẽ chạy mà không dùng công nghệ đẩy thông thường. Ngoài ra, Viên đặt mục tiêu trở thành một trong năm trung tâm nghiên cứu và đổi mới lớn nhất châu Âu vào năm 2050.

## Văn hóa

### Nhà hát và opera

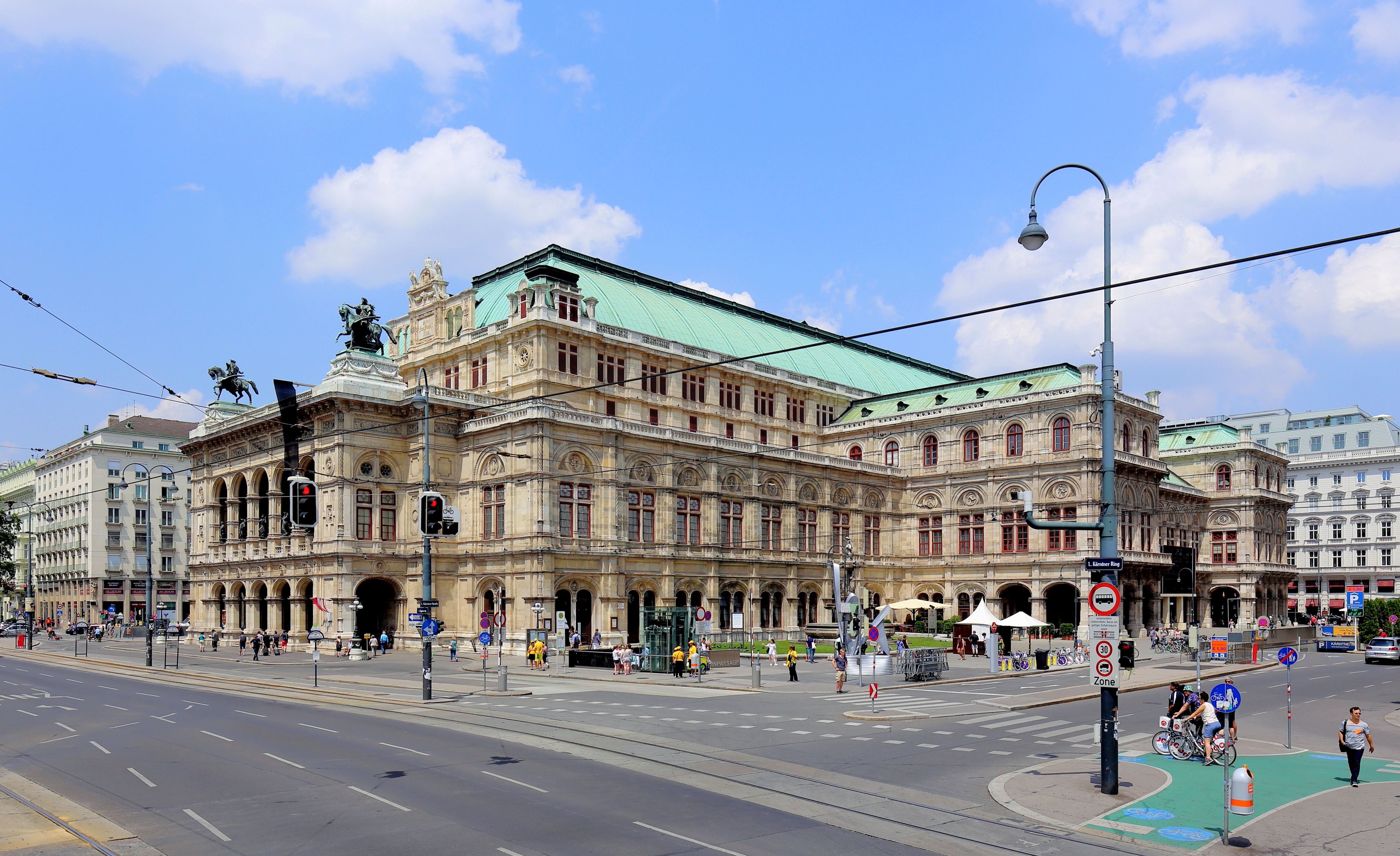
Nhà hát opera Quốc gia Viên

Lĩnh vực nhà hát, opera và mỹ thuật tại Viên có một truyền thống rất lâu đời. Ngoài Nhà hát Hoàng cung(Burgtheater) với sân khấu thứ hai là Nhà hát học viện (Akademietheater), là một trong những nhà hát quan trọng nhất trong khu vực nói tiếng Đức, thành phố Viên còn có Nhà hát Nhân dân (Volkstheater) và Nhà hát Josefstadt (Theater in der Josefstadt) đều là những nơi để thưởng thức nghệ thuật. Bên cạnh đó còn có rất nhiều sân khấu nhỏ mà về chất lượng đều không thua kém các sân khấu lớn, thường biểu diễn các vở thử nghiệm, hiện đại hoặc chuyên về cabaret và các nghệ thuật biểu diễn khác như múa rối, kịch câm, ảo thuật, v.v... Những người yêu thích opera cũng được thỏa mãn ở Viên: Nhà hát opera Quốc gia Viên (Wiener Staatsoper) và Nhà hát opera Nhân dân Viên (Volksoper Viên) đều đáp ứng tất cả mỗi ý thích một ít mà trong đó Volksoper Wien đặc biệt là thường cảm thấy có trách nhiệm cho những opera đặc trưng cho Viên. Ngoài những nơi khác, các buổi hòa tấu nhạc cổ điển thường được trình diễn trong Đại sảnh của Hội Âm nhạc Viên và trong Nhà Hòa tấu Viên (Wiener Konzerthaus). Nhà hát sông Viên (Theater an der Wien) nổi bật trong những năm gần đây với các buổi trình diễn đầu tiên của thể loại nhạc kịch. Thành công nhiều nhất là vở Elisabeth mà sau đó được trình diễn trên toàn thế giới bằng nhiều thứ tiếng. Ngôi nhà Âm nhạc Viên (Haus der Musik) cũng đã tạo nên một Viện bảo tàng Âm thanh cho thiếu nhi và người lớn.

### Viện bảo tàng

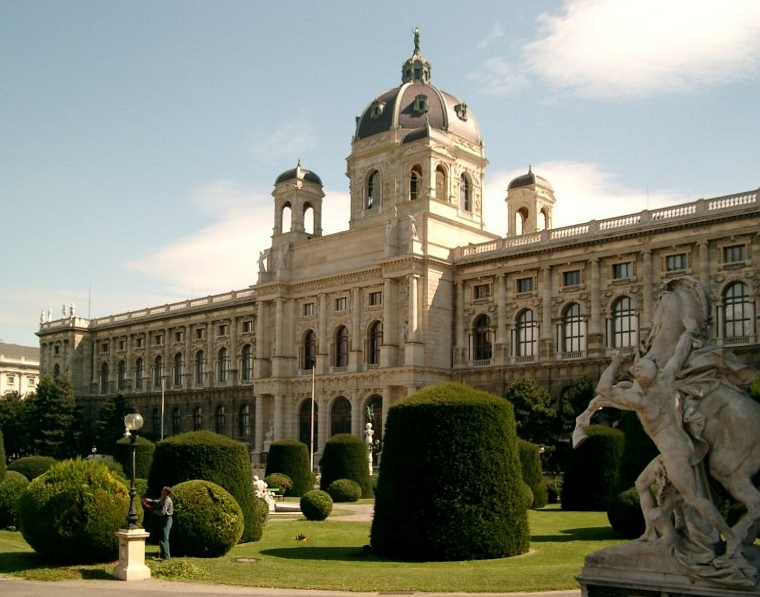
Viện bảo tàng Lịch sử nghệ thuật

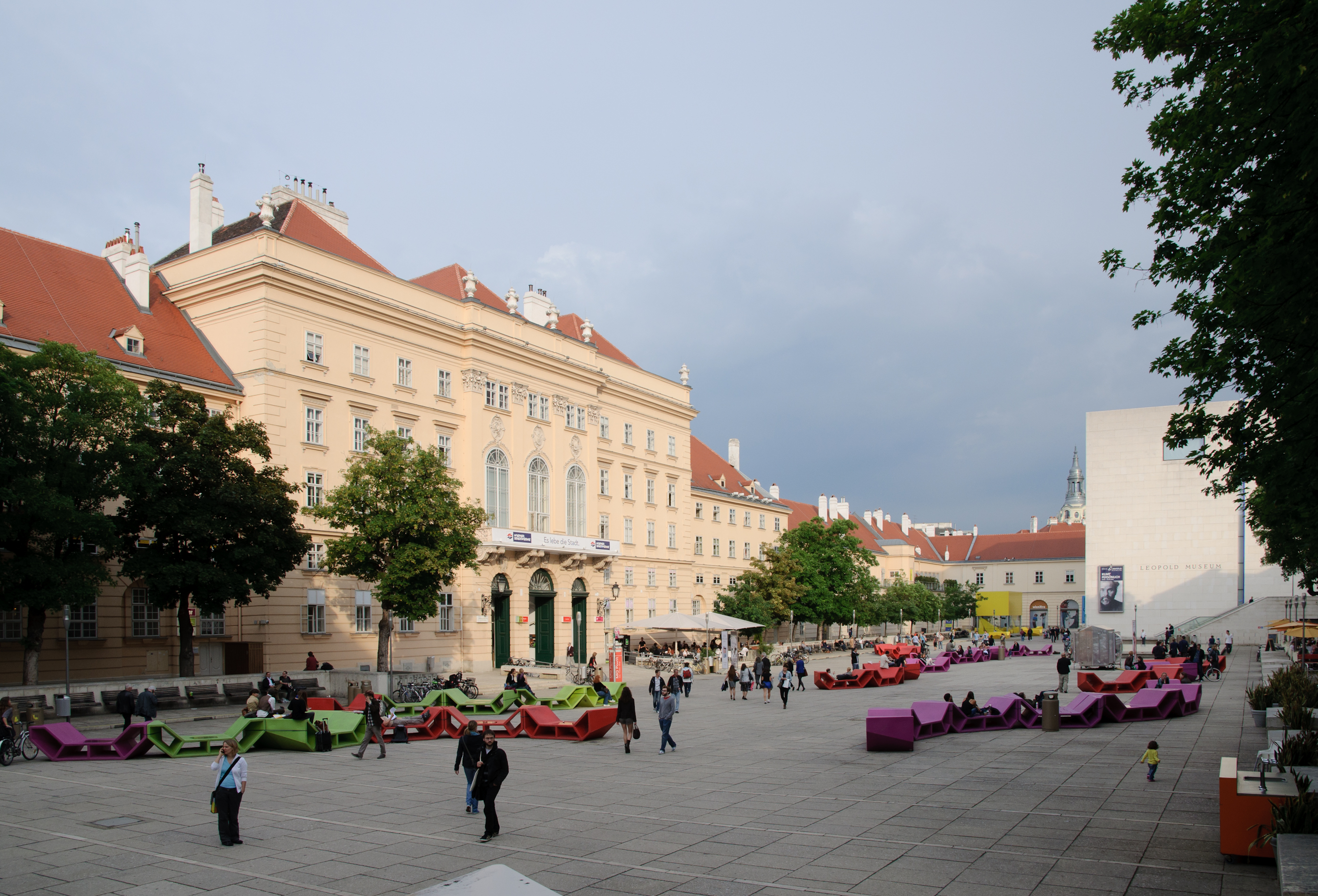
Sân của Museumquartier với chỗ ngồi Enzi

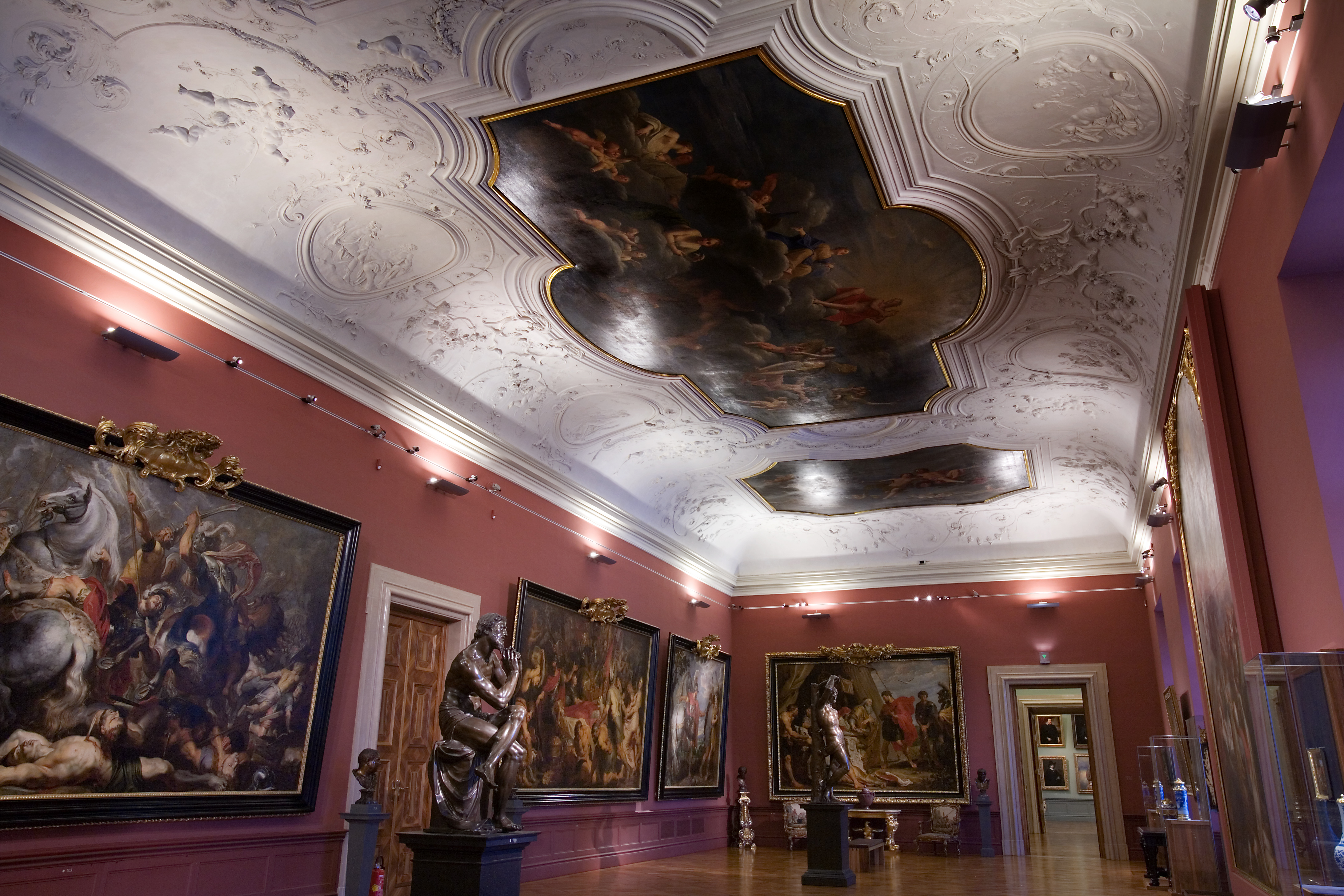
Bảo tàng Liechtenstein

Trong Hofburg (Hoàng cung) là Viện bảo tàng Sisi, phòng ở của Hoàng đế, đối diện với Hoàng cung là Bảo tàng Lịch sử Nghệ thuật Viên (Kunsthistorisches Museum) có rất nhiều tranh của các danh họa cổ điển và Bảo tàng Lịch sử tự nhiên Viên (Naturhistorisches Museum).
Bên cạnh đó là Khu bảo tàng Viên (Museumsquartier) gồm nhiều viện bảo tàng: Viện bảo tàng Nghệ thuật hiện đại Stiftung Ludwig, Viện bảo tàng Leopold với chủ yếu là các tác phẩm của Trường phái ly khai Viên, Thời kỳ Hiện đại Viên, Trường phái biểu hiện Áo và nhiều tòa nhà triển lãm luân phiên thay đổi chủ đề. Viện bảo tàng Liechtenstein trưng bày một trong những bộ sưu tập nghệ thuật lớn nhất thế giới thuộc về cá nhân. Ngoài ra còn nhiều viện bảo tàng khác từ Viện bảo tàng Lịch sử quân đội qua Viện bảo tàng Kỹ thuật cho đến Viện bảo tàng Đồng hồ Viên và cuối cùng cũng không được quên các Viện bảo tàng của những quận trong thành phố Viên, trình bày lịch sử của từng quận một.

### Kiến trúc

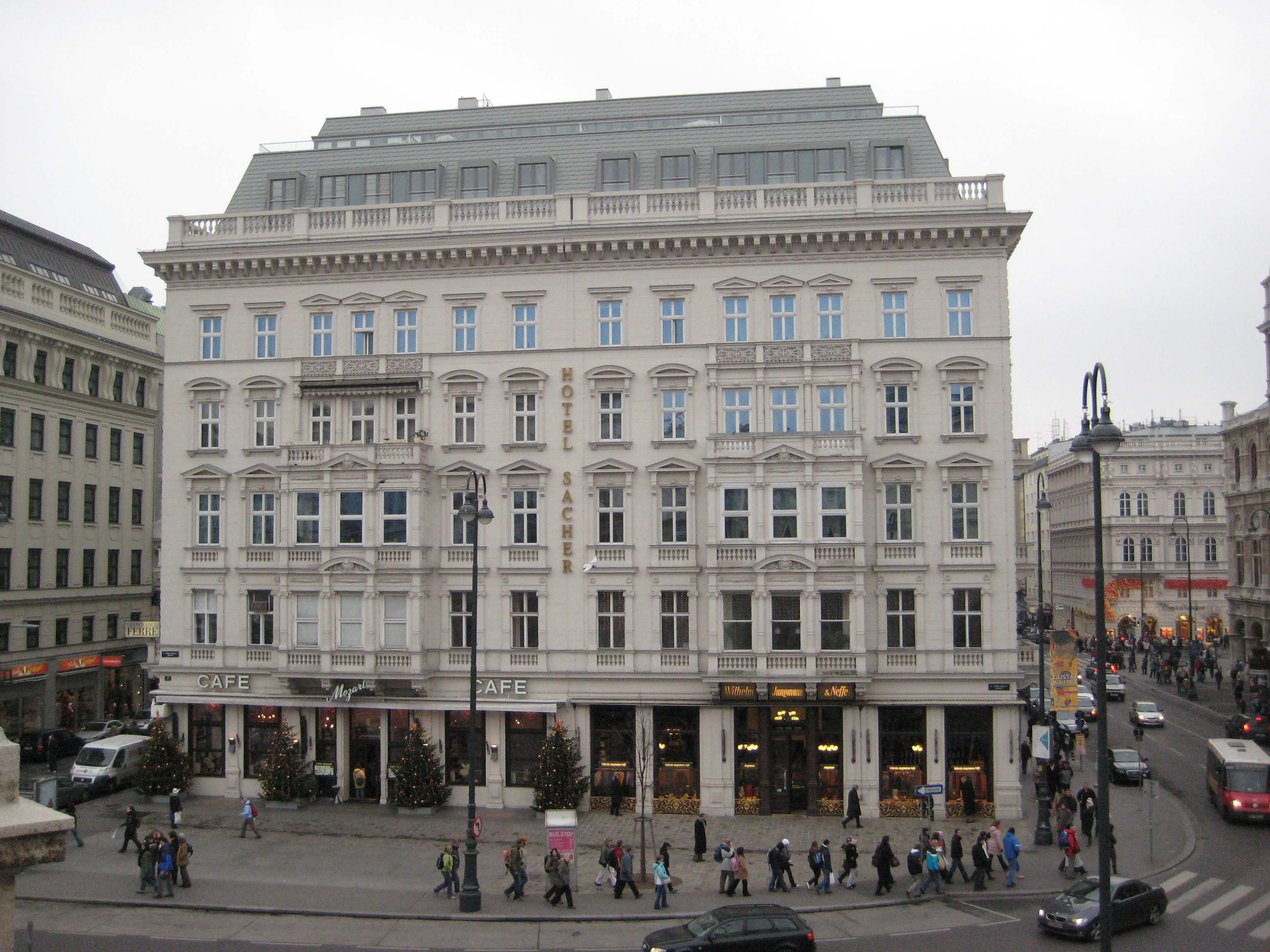
Khách sạn Sacher

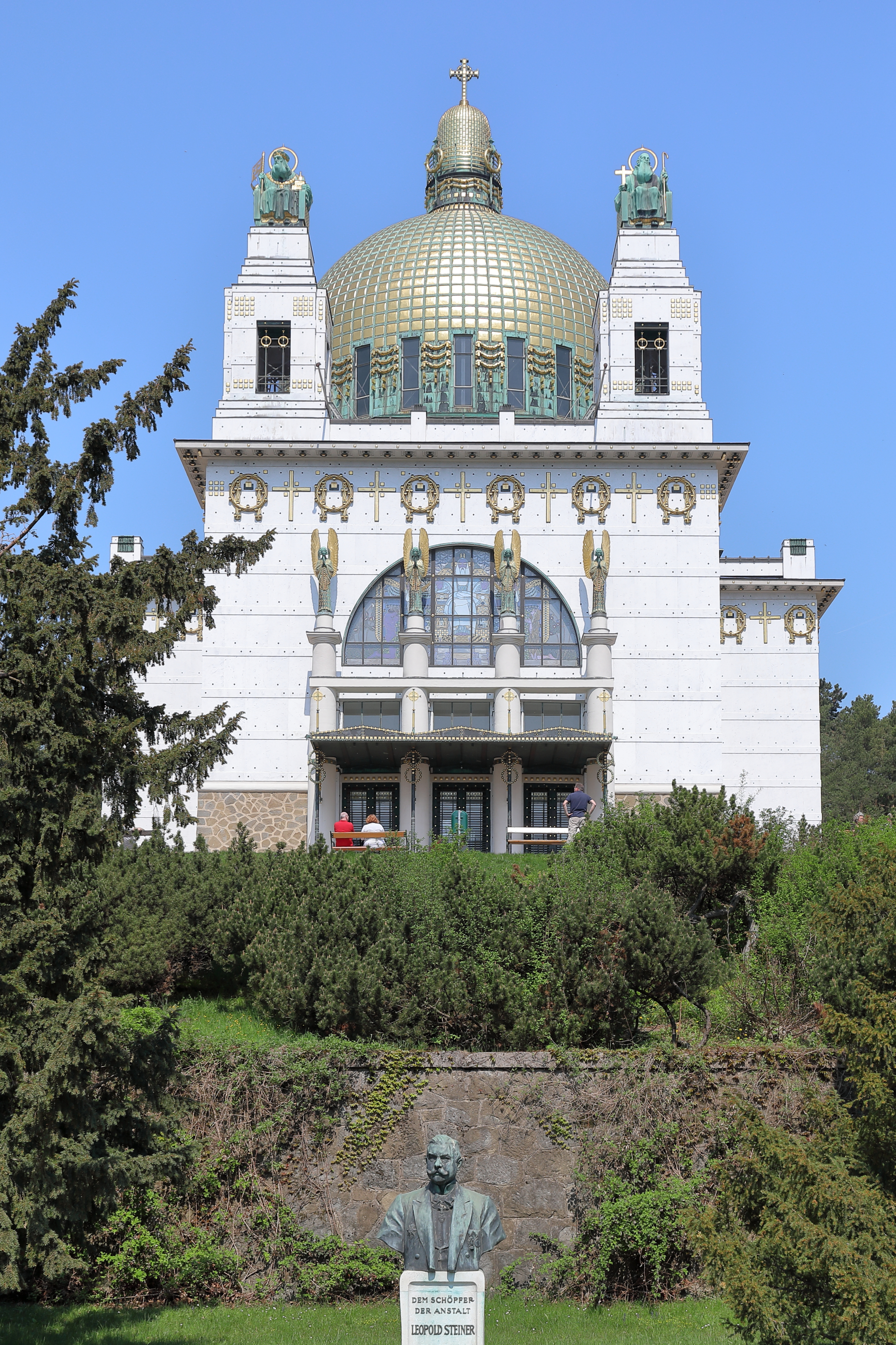
Nhà thờ Steinhof

Ở Viên có công trình xây dựng của tất cả các thời kỳ trong kiến trúc, từ Nhà thờ Ruprecht của trường phái Romanesque, đến Nhà thờ Karl với phong cách Baroque cũng như các công trình của Thời kỳ Cổ điển cho đến Thời kỳ Hiện đại. Thời kỳ Tân Nghệ thuật cũng để lại dấu vết ở Viên: nhà triển lãm của trường phái ly khai Viên (Wiener Secessionsgebäude), Nhà thờ Steinhof (Kirche am Steinhof) của kiến trúc sư Otto Wagner hay trạm tàu điện Quảng trường Karl (Karlsplatz) đều thuộc về những công trình kiến trúc nổi tiếng nhất trên thế giới của thời kỳ này.

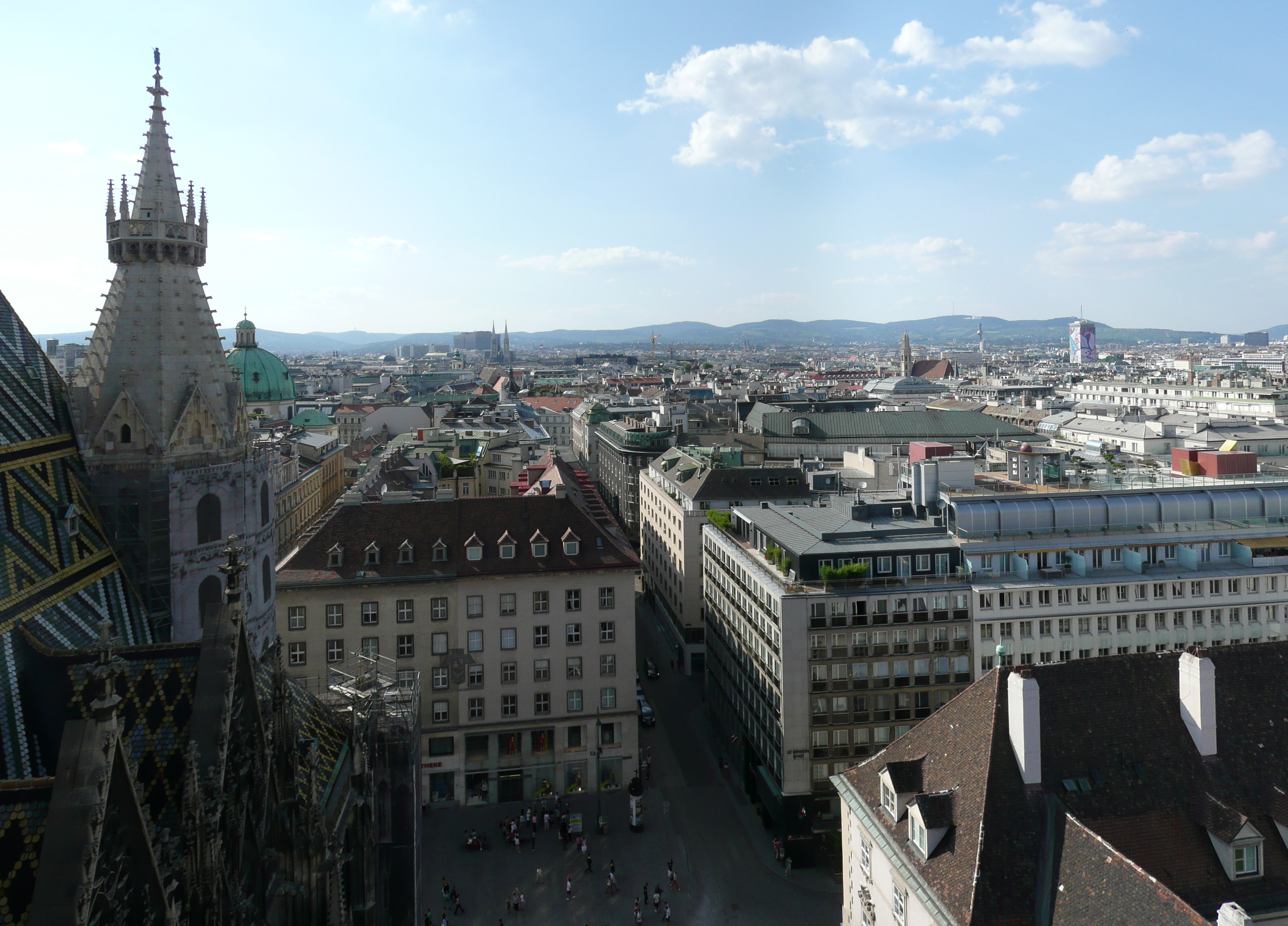
Quang cảnh thành phố từ Nhà thờ Stephansdom

Một trong những điểm thu hút được khách du lịch ưa thích nhất là Nhà Hundertwasser của người theo trường phái siêu thực Friedensreich Hundertwasser, được xem như là kiểu mẫu đối nghịch lại với lối kiến trúc hiện đại khô khan. Một thí dụ khác cho lối kiến trúc khác thường là Nhà thờ Wotruba của nhà điêu khắc Fritz Wotruba.
Các khu vực mới xây dựng của thành phố ở phía bắc sông Donau chung quanh "UNO-City" và gần Wienerberg thuộc về kiểu kiến trúc hiện đại. Từ năm 1999 ngôi nhà cao 202 m "Millenium Tower" ở Handelskai là ngôi nhà cao nhất cho tới nay ở thủ đô Viên và là dấu hiệu của một bước ngoặt trong kiến trúc ở Viên, đi đến tự tin và tiện nghi nhiều hơn.

### Các sự kiện văn hóa

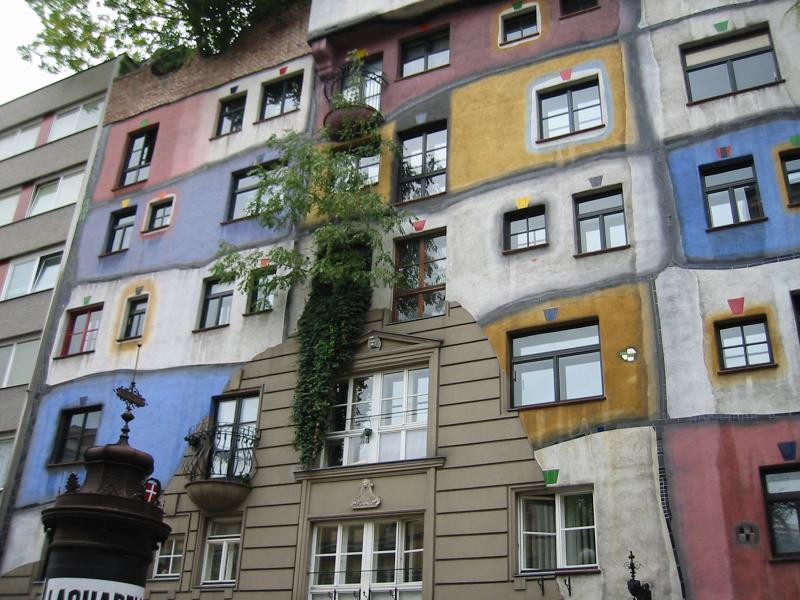
Nhà Hundertwasser

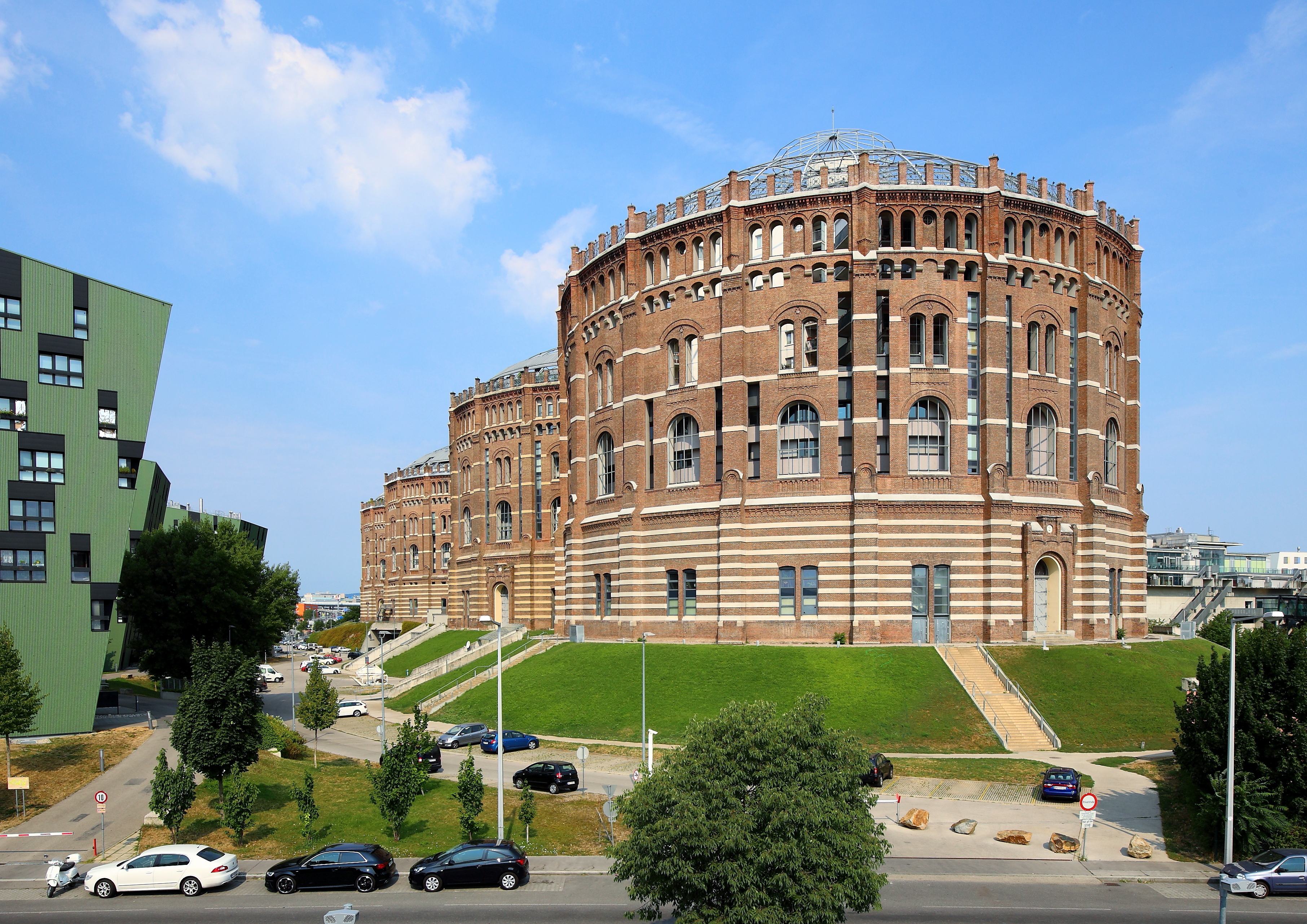
[http://www.Wienr-gasometer.at Gasometer

- Tuần lễ hội Viên: Liên hoan ca kịch, ca nhạc và các thể loại văn hóa khác ở tại nhiều nơi trong cả thành phố, kéo dài 5 tuần trong tháng 5 và tháng 6 hằng năm.
- Viennale (Vienna International Film Festival) Liên hoan phim quốc tế tại Viên được tổ chức hằng năm tại Viên vào tháng 10 từ năm 1960.
- Lễ hội đảo Donau: Liên hoan ca nhạc được tổ chức lần đầu tiên vào năm 1983. Hằng năm vào mùa hè khoảng 3 triệu người thăm viếng các buổi hòa nhạc được tổ chức tại nhiều sân khấu khác nhau, là liên hoan ngoài trời ("Open-Air-Festival") lớn nhất châu Âu không phải trả tiền vào cửa.
- Dạ vũ trong nhà hát ca kịch Viên (Wiener Opernball): một trong những "đỉnh cao" của lễ hội hóa trang ở Viên trong Nhà hát Viên.
- Life-Ball: Buổi tổ chức từ thiện vì bệnh AIDS lớn nhất ở châu Âu, được tổ chức hằng năm trong tòa đô chính.
- Diễu hành cầu vồng (Regenbogenparade): Cuộc diễu hành của những người đồng tính luyến ái, bắt đầu từ năm 1996, hằng năm vào cuối tháng 6. Qua nhiều năm cuộc diễu hành này đã trở thành một yếu tố kinh tế của thành phố và gần đây đã được quảng cáo trên thế giới.
- Quảng trường tòa đô chính: Trên Quảng trường tòa đô chính, giữa Tòa đô chính và Nhà hát Hoàng cung (Burgtheater), trong những tháng mùa hè đều có chiếu phim về hòa tấu nhạc hay ca kịch opera trên màn hình lớn, vào cửa tự do và nhiều món ẩm thực đặc sắc từ nhiều nước trên thế giới được chào mời ở nhiều quầy khác nhau. Quảng trường tòa đô chính biến thành nơi gặp gỡ của những người yêu văn hóa, các nhà nghiên cứu về ẩm thực và những người đi chơi đêm thưởng thức bầu không khí có một không hai này.

## Giáo dục
Viên là trung tâm giáo dục chính của Áo và là nơi có nhiều trường đại học, cao đẳng chuyên nghiệp và nhà thi đấu (trường trung học).

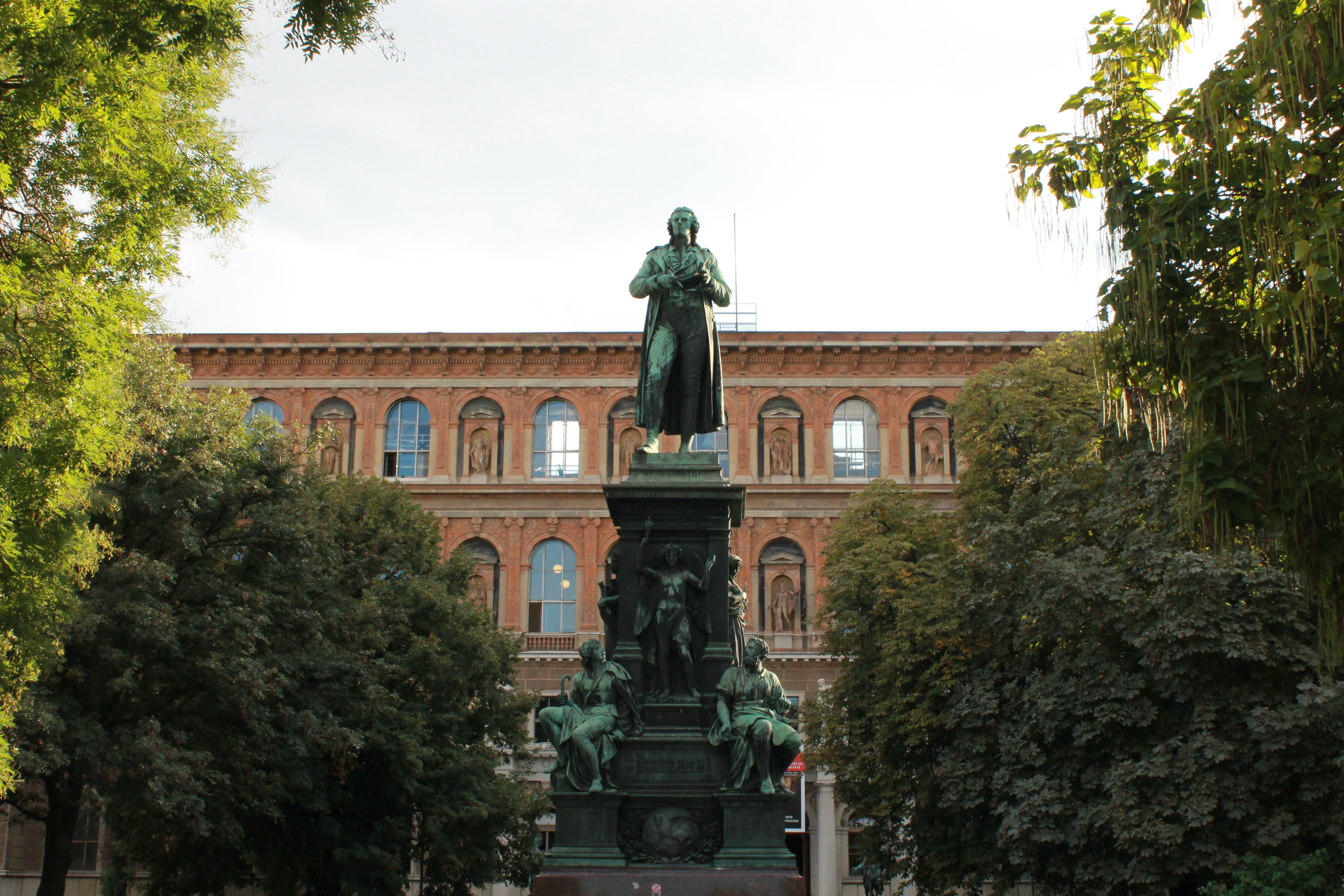
Tượng Friedrich Schiller trước Học viện Mỹ thuật

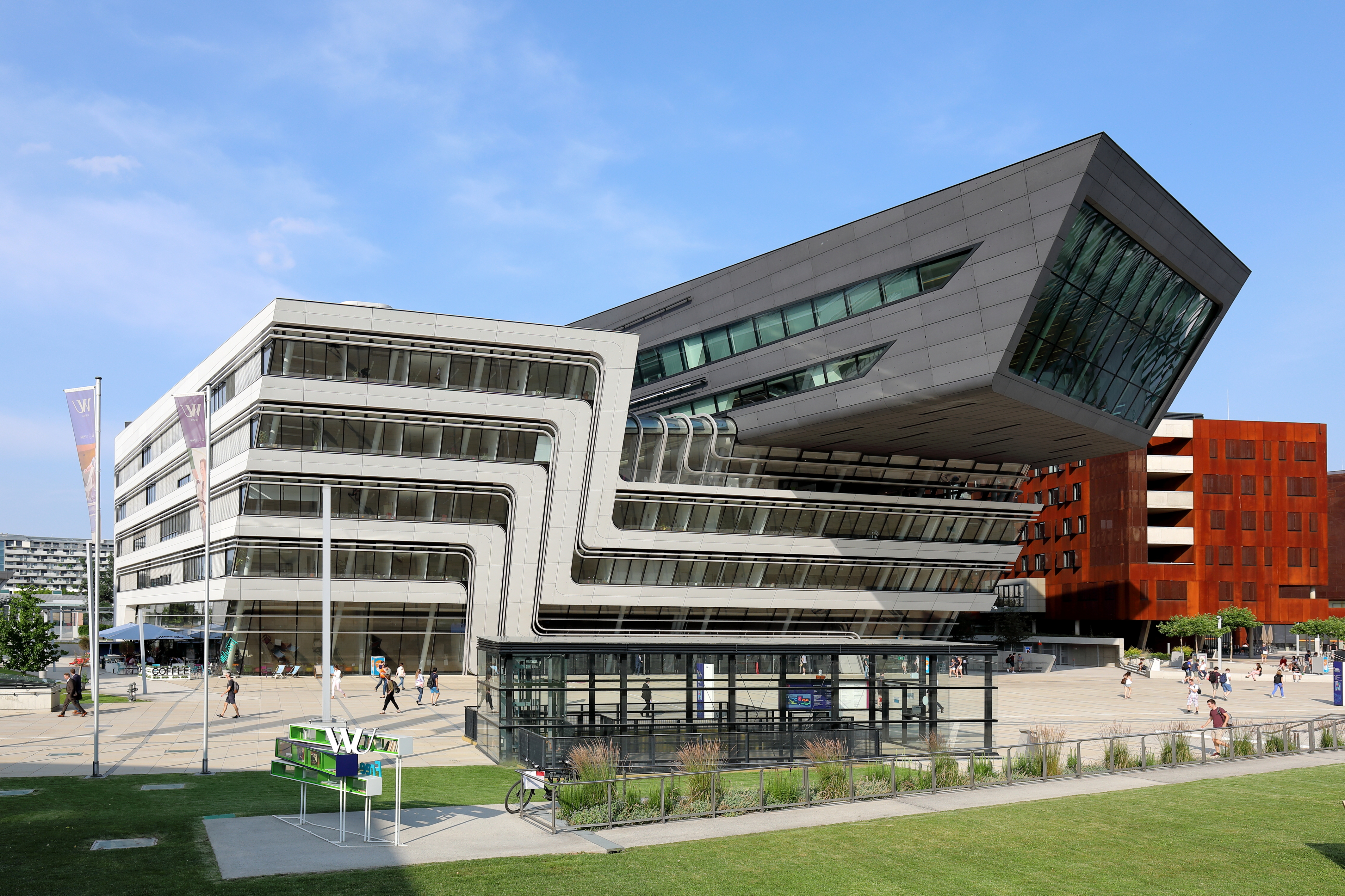
Đại học Kinh tế và Kinh doanh Viên.

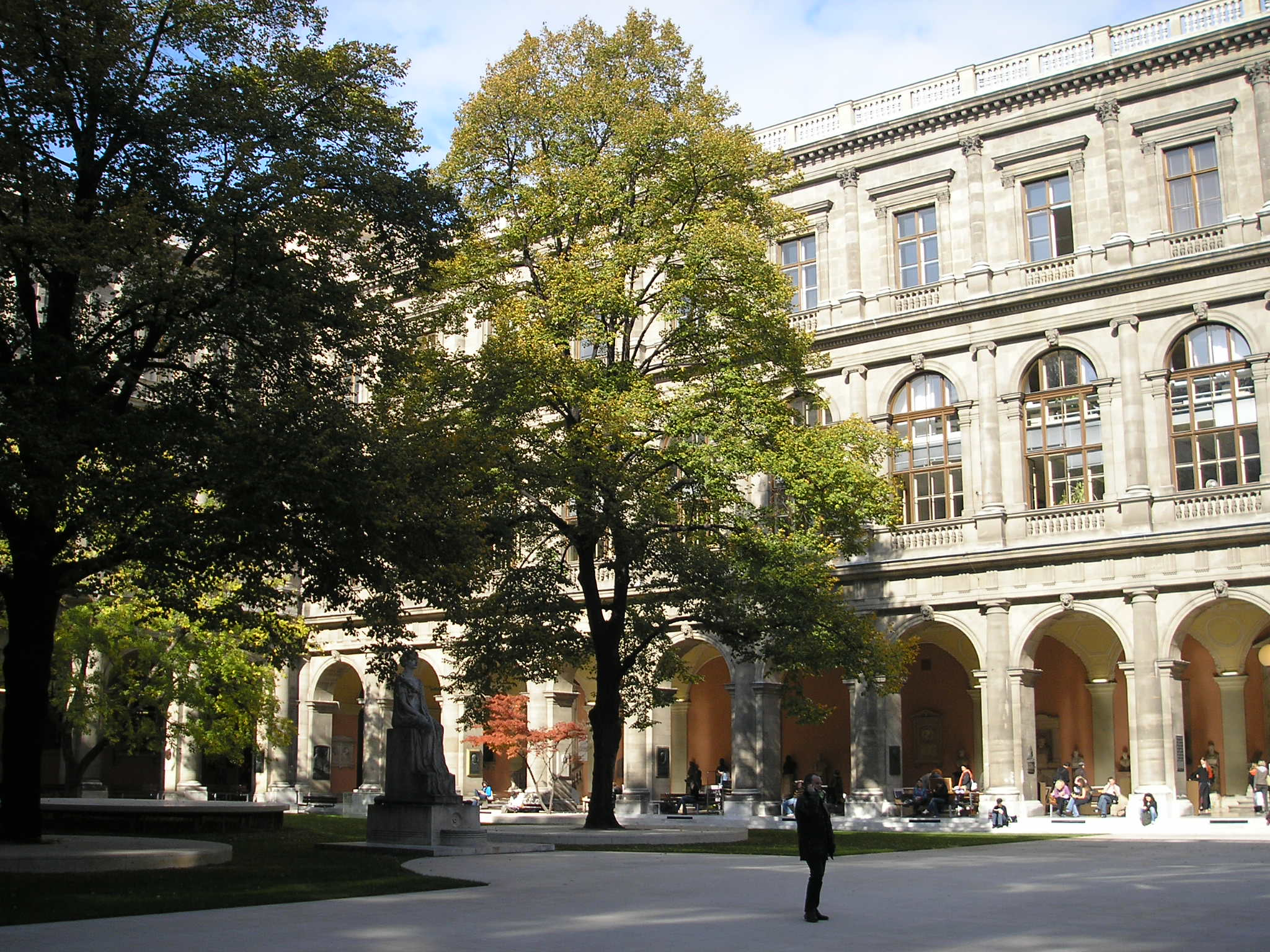
Tòa nhà chính của Đại học Viên.

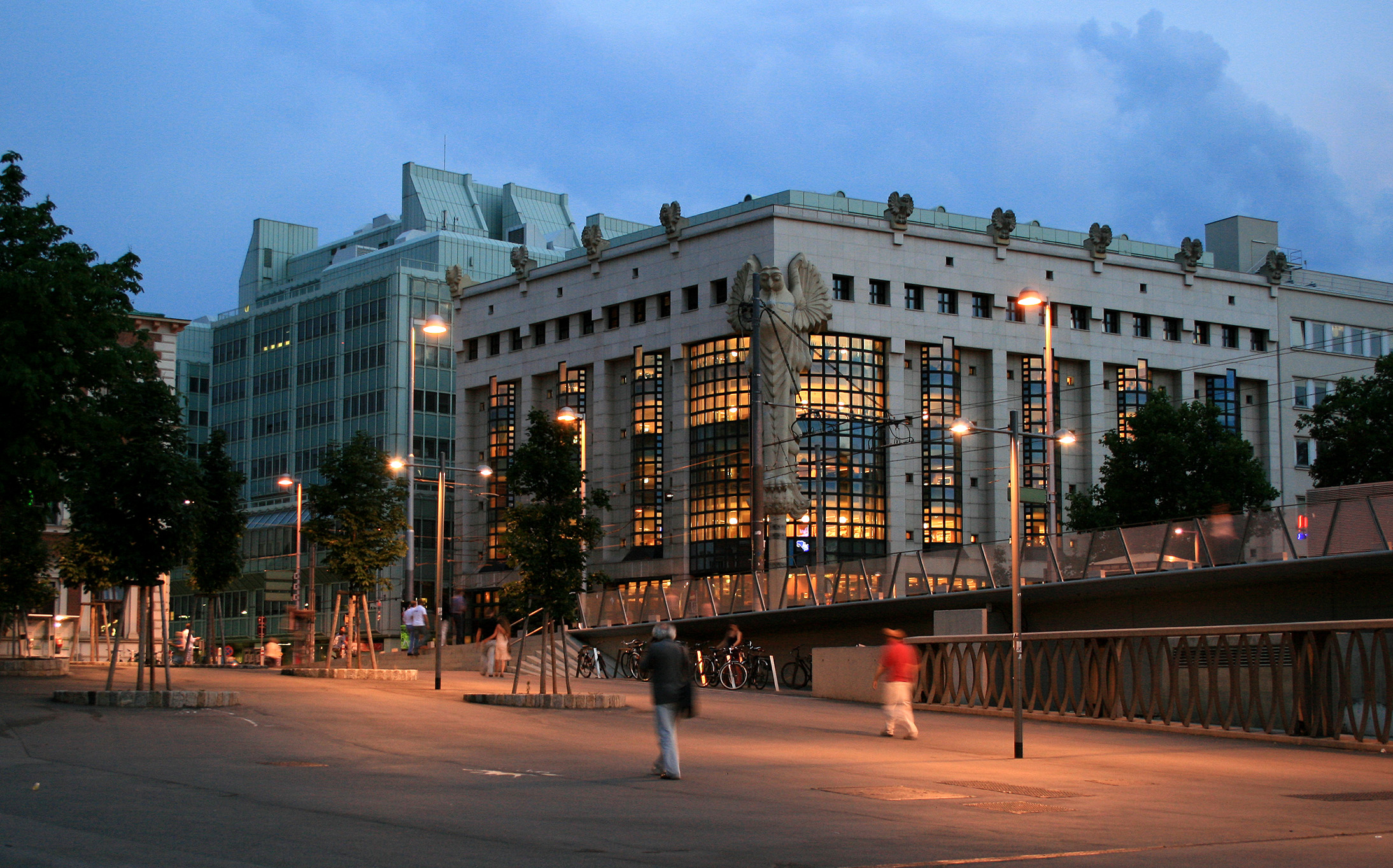
Đại học Công nghệ Viên.

### Các trường đại học
- Học viện Mỹ thuật Viên
- Đại học Trung Âu
- Học viện Ngoại giao Viên
- Đại học Y Viên
- PEF Đại học tư thục Viên
- Đại học Nghệ thuật Ứng dụng Viên
- Đại học Khoa học Ứng dụng Viên
- Đại học Âm nhạc và Nghệ thuật biểu diễn, Viên
- Đại học Thú y Viên
- Đại học Viên
- Đại học Kinh tế và Kinh doanh Viên
- Đại học Tài nguyên thiên nhiên và Khoa học đời sống, Viên
- Đại học Khoa học Ứng dụng Technikum Wien
- Đại học Kỹ thuật Viên
- Đại học Webster Viên
- Đại học Sigmund Freud Viên
- Học viện chống tham nhũng quốc tế (ở Laxenburg, 24 km (15 mi) phía nam của Viên)

### Trường quốc tế
- Trường quốc tế Danube
- Đại học quốc tế Viên
- SAE Viên
- Trường kinh doanh Lauder
- Lycée Français de Vienne
- Trường Christian Viên
- Trường quốc tế Viên
- Trường quốc tế Mỹ
- Japanische Schule ở Viên (trường Nhật Bản)
- Trường quốc tế Amadeus

## Thể thao

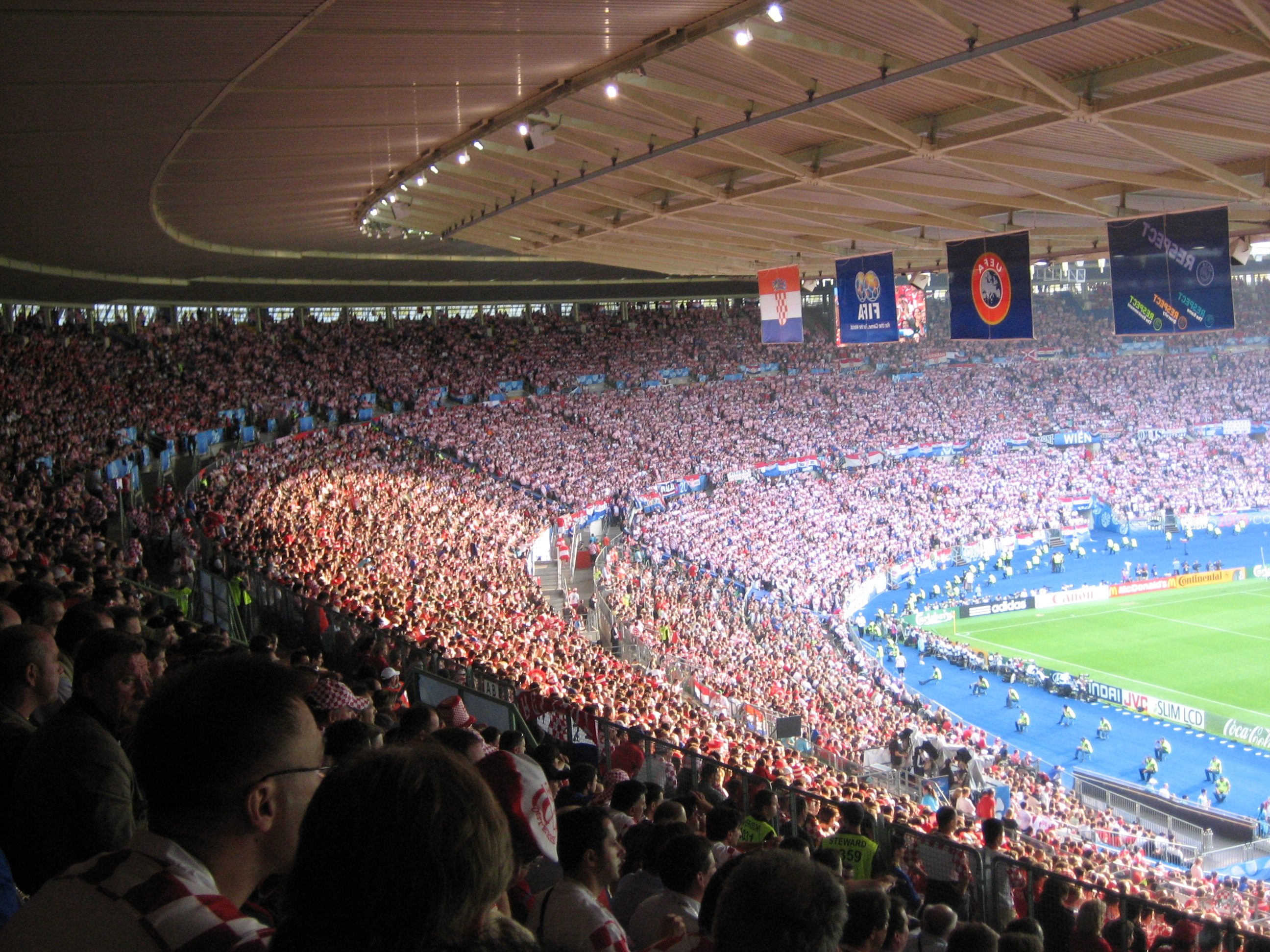
Sân vận động Ernst Happel ở Prater.

- Bóng đá: Wiener Sport-Club thành lập năm 1883 tại Dornbach; Rapid Wien thành lập năm 1899, với 31 lần đoạt giải là đội bóng đá đang giữ kỷ lục của Áo; Austria Wien, First Vienna FC 1894 là những câu lạc bộ bóng đá lâu đời nhất của Áo.
- Đấu kiếm: Wiener Sport-Club với bộ môn đấu kiếm thành lập năm 1886 là câu lạc bộ đấu kiếm lâu đời nhất vẫn còn hoạt động của Viên.
- Khúc côn cầu trên băng: Vienna Capitals, Vienna Flyers, EHV Sabres Wien.
- Bóng bầu dục Mỹ: Danube Dragons, Chysler Vikikings

Viên tổ chức nhiều sự kiện thể thao khác nhau bao gồm Vienna City Marathon, nơi thu hút hơn 10.000 người tham gia mỗi năm và thường diễn ra vào tháng Năm. Giải vô địch thế giới khúc côn cầu trên băng năm 2005 đã diễn ra ở Áo và trận chung kết được tổ chức tại Viên. Sân vận động Ernst Happel ở Viên là nơi diễn ra bốn trận chung kết Cup Champions League và European Champion Clubs (1964, 1987, 1990 và 1995) và vào ngày 29 tháng 6, nó đã tổ chức trận chung kết Euro 2008 với chiến thắng 1-0 của Tây Ban Nha trước Đức. Giải quần vợt Vienna Open (Viên Mở rộng) cũng diễn ra ở thành phố này từ năm 1974. Các trận đấu được chơi ở Hội trường Thành phố Viên.
Neue Donau, được hình thành sau khi Donauinsel được tạo ra, không có giao thông đường sông và được gọi là "autobahn cho người bơi" do công chúng sử dụng để đi lại.

## Giải trí

### Giải trí về đêm

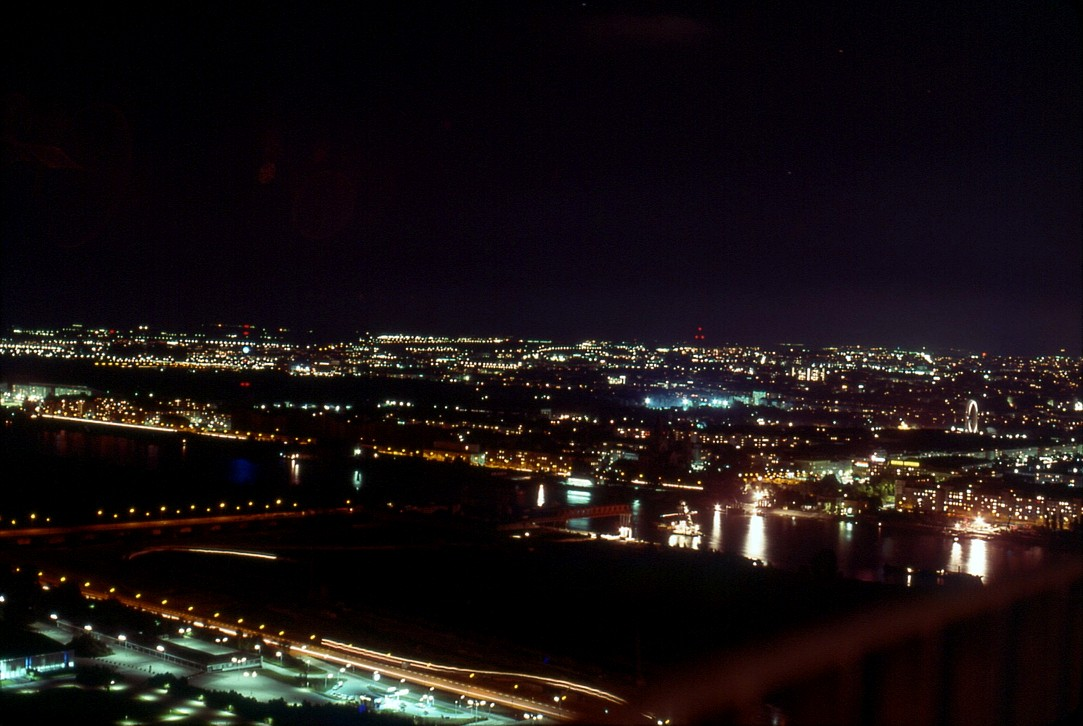
Viên về đêm.

Trong những năm 1980 các quán bắt đầu phát triển ở chỗ gọi là "Tam giác Bermuda" gần Quảng trường Thụy Điển (Schwedenplatz) nằm cạnh bờ kênh Danube, chung quanh Nhà thờ Ruprecht (Ruprechtskirche). Trong những mùa hè vừa rồi các quán bắt đầu mở rộng ra ở bên này bờ kênh và cả ở bờ bên kia kênh Danube, trở thành một nơi phải đến cho những người thích đi chơi đêm ở Viên.
Một "trọng điểm" khác của thành phố về đêm trong mùa hè là Copa Cagrana trên đảo sông Danube gần Cầu Đế chế (Reichsbrücke) với nhiều quán ở ngoài trời.

### Quán cà phê ở Viên

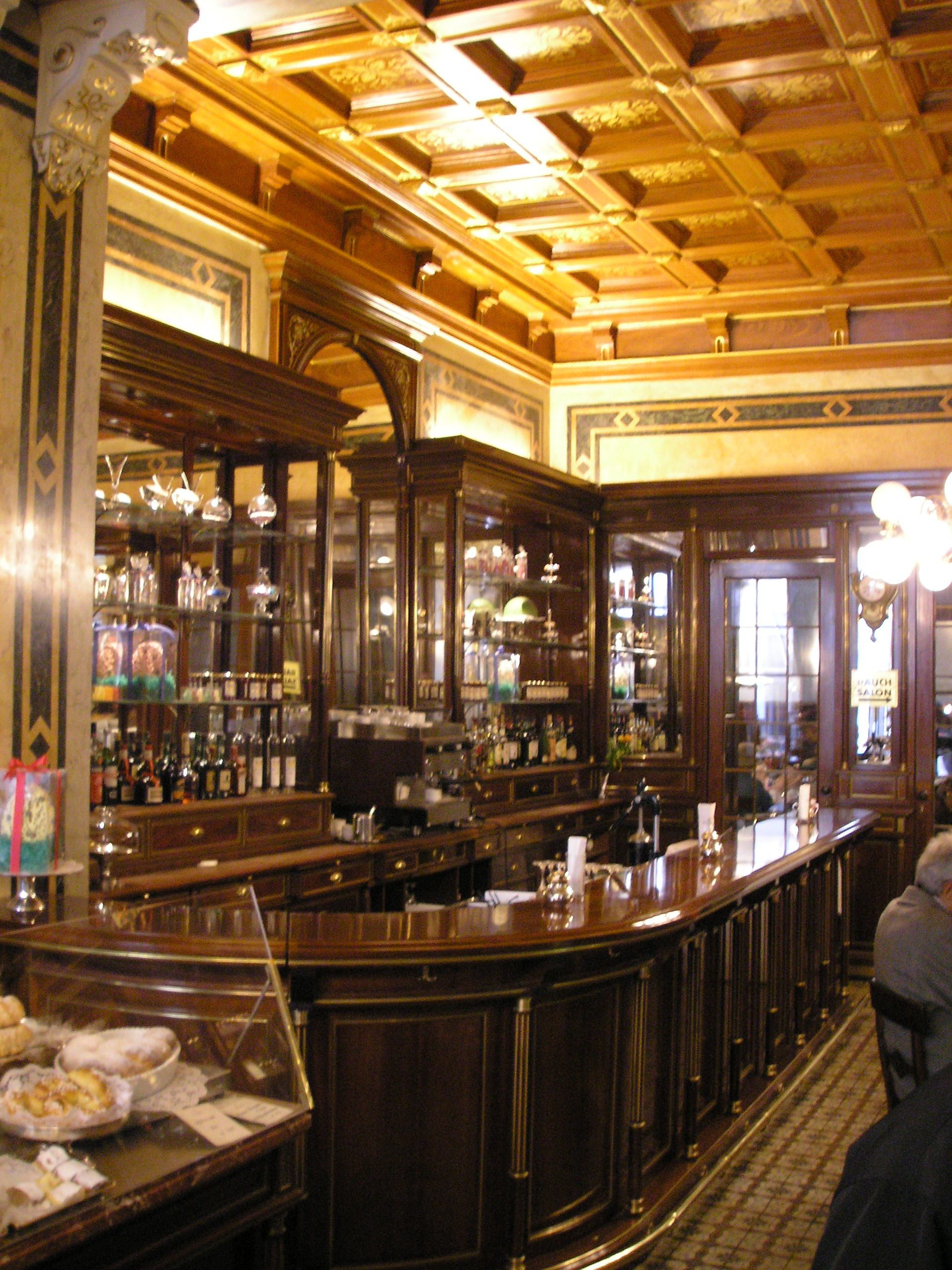
Demel Café

Các quán cà phê ở Viên có một lịch sử cực kỳ lâu đời và nổi bật có từ nhiều thế kỷ và là một đặc điểm về văn hóa của Viên. Tại các quán này, ngoài rất nhiều loại thức uống cà phê khác nhau cũng có những món ăn nhỏ. Theo truyền thống, cà phê đi kèm với một ly nước. Người khách có thể đọc hằng giờ các loại báo chí có rất nhiều trong quán. Bên cạnh các quán hiện đại cũng còn tồn tại một số quán cà phê Viên thật sự vẫn còn giữ được vẻ cổ truyền, thí dụ như trong trung tâm thành phố là quán cà phê đã trở thành huyền thoại Café Hawelka ở Dorotheergasse, Griensteindl ở Michaelerplatz hay Tirolerhof.
Các quán cà phê của Viên tuyên bố đã phát minh ra quá trình lọc cà phê từ chiến lợi phẩm thu được sau cuộc bao vây Viên lần thứ hai của Thổ Nhĩ Kỳ vào năm 1683. Các quán cà phê của Viên tuyên bố rằng khi quân xâm lược Thổ rời Viên, họ đã từ bỏ hàng trăm bao hạt cà phê. Quốc vương Ba Lan John III Sobieski, chỉ huy của liên minh chống Thổ gồm người Ba Lan, người Đức và người Áo đã tặng Franz George Kolschitzky (tên Ba Lan – Franciszek Jerzy Kulczycki) một phần thưởng cho việc cung cấp thông tin giúp ông đánh bại Thổ Nhĩ Kỳ. Sau đó, Kolschitzky đã mở quán cà phê đầu tiên của Viên. Julius Meinl đã thiết lập một nhà máy rang hiện đại trong cùng một cơ sở nơi các bao tải cà phê được tìm thấy vào năm 1891.

### Công viên và vườn hoa

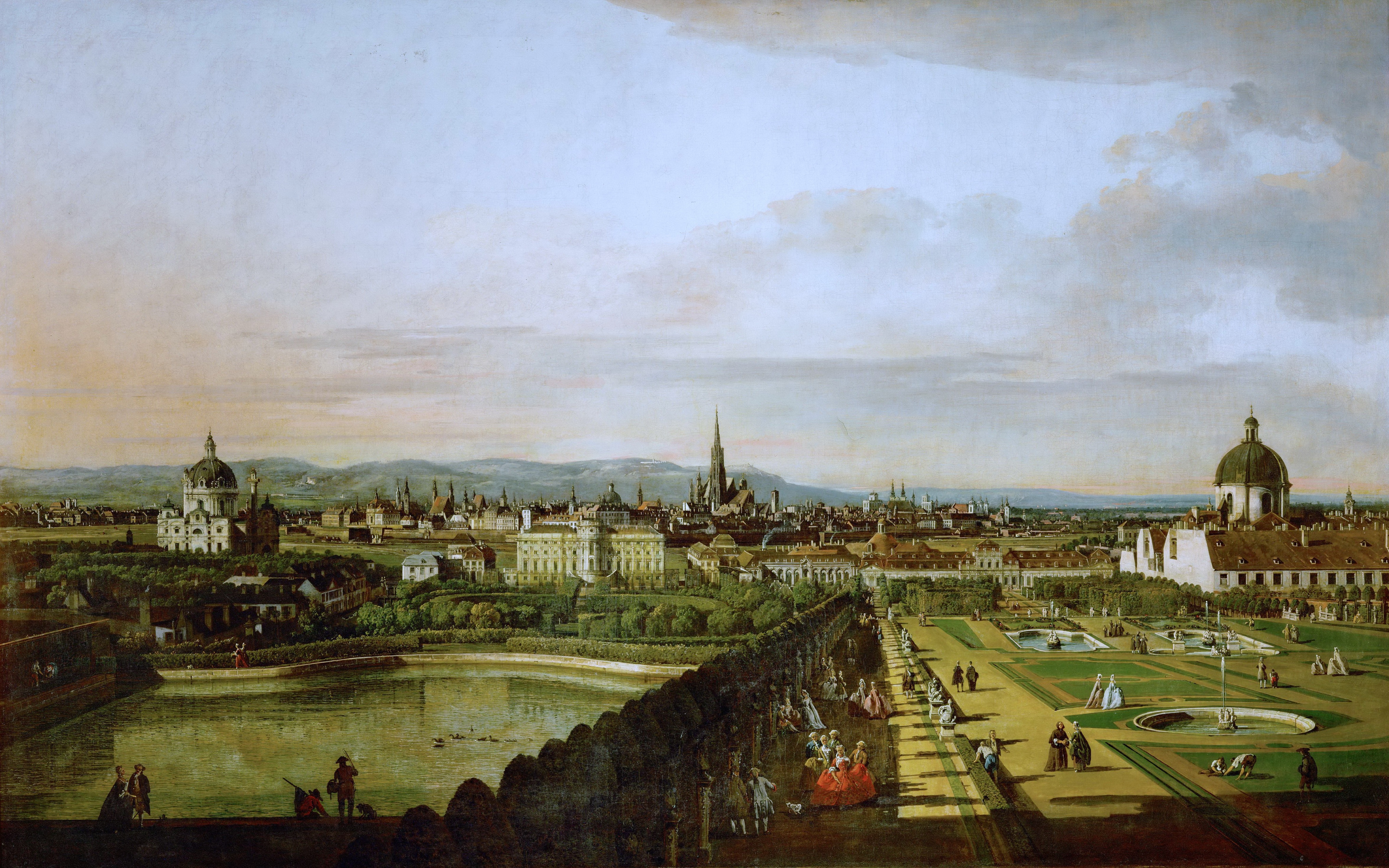
Lâu đài và công viên Belvedere

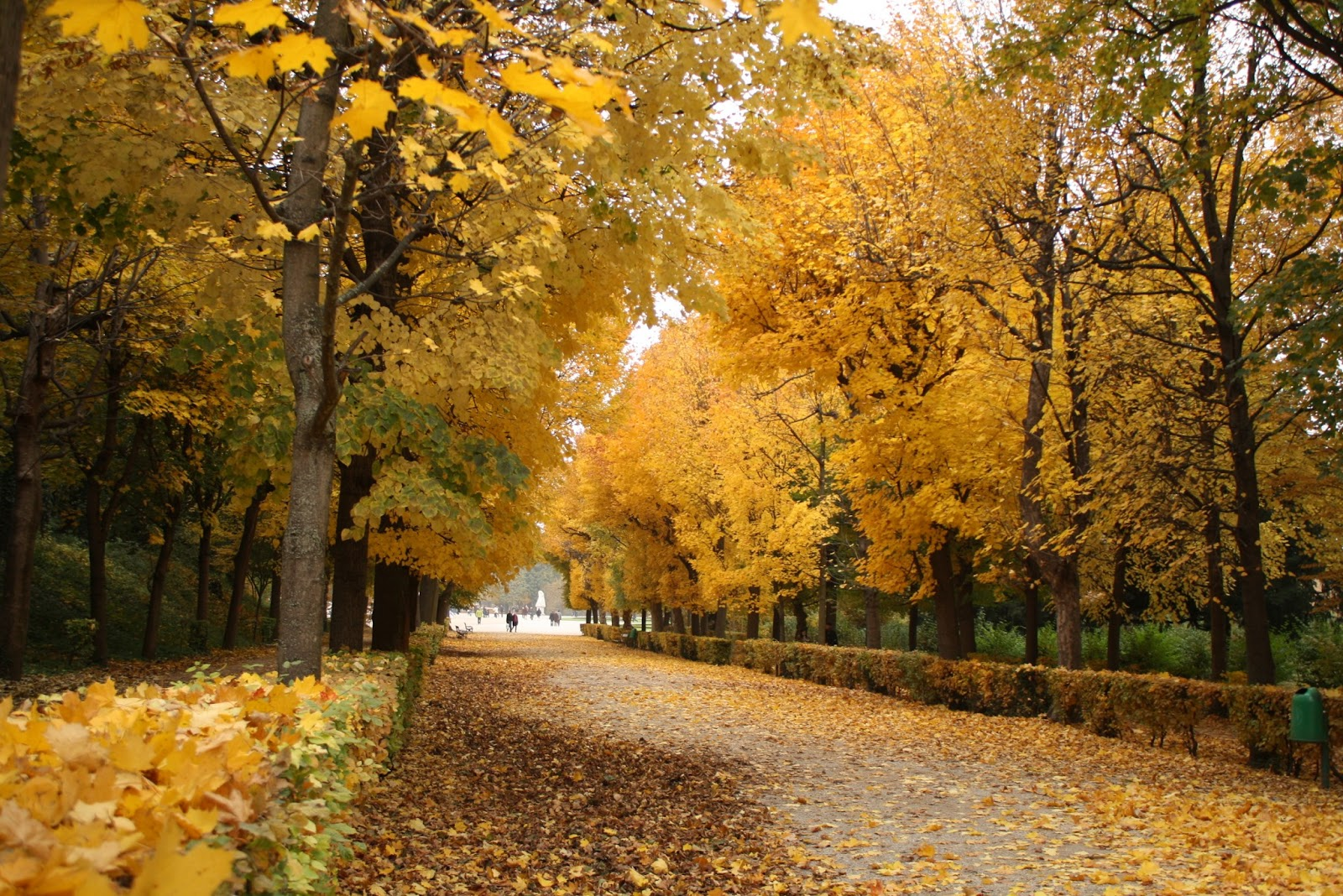
Khu vườn của Dinh Schönbrunn vào mùa thu

Viên có rất nhiều công viên và là một trong những thành phố "xanh" nhất thế giới. Các công viên và vườn hoa nổi tiếng nhất của Viên là Công viên thành phố (Stadtpark), hai công Viên thuộc về Hoàng cung (Hofburg) là Công viên Hoàng cung (Burggarten) và Công viên Nhân dân (Volkspark), công Viên thuộc về lâu đài Belvedere với vườn bách thảo, Công viên Danube, các công Viên Dehne, Ressel, Votiv, Auer-Welsbach, Türkenschanz, Vườn bách thú Lainz, v.v...
Nhiều công viên nổi tiếng của Viên có các di tích, chẳng hạn như công viên Stadtpark với bức tượng Johann Strauss II và khu vườn của cung điện baroque, nơi Hiệp ước Nhà nước được ký kết. Công viên chính của Viên là Prater, nơi có vòng đu quay Wiener Riesenrad và Kugelmugel, một vi quốc gia hình quả cầu. Ở Schönbrunn thuộc hoàng gia còn có một công viên từ thế kỷ 18 có sở thú lâu đời nhất thế giới, được thành lập vào năm 1752. Donauinsel, một phần của tuyến phòng thủ lũ lụt của Viên là một hòn đảo nhân tạo dài 21,1 km giữa Danube và Neue Donau Donau dành riêng cho các hoạt động giải trí.

## Du lịch và thắng cảnh

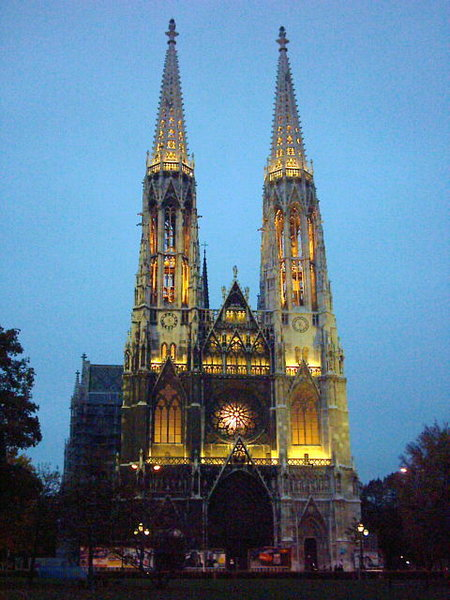
Votivkirche

Viên là một điểm du lịch ngày càng được ưa thích hơn. Khoảng 30% trong số tất cả các lao động ở Viên làm việc trực tiếp hay gián tiếp cho ngành du lịch. Phần lớn khách du lịch đến vào tháng 12 khi Viên có thể phục vụ với các chợ Giáng sinh. Đa phần khách du lịch đến từ Đức, sau đó là Ý, Hoa Kỳ và Thụy Sĩ. Tỷ lệ khách du lịch đến từ Đông Âu và Hoa Kỳ đã tăng nhanh trong thời gian gần đây. Trong năm 2004 Viên có tổng cộng 8,4 triệu lượt người ngủ qua đêm.
Một số thắng cảnh quan trọng nhất:
- Hofburg – cung điện hoàng gia, ngày nay là nơi cư trú chính thức và nơi làm việc của Tổng thống Áo.
- Tiergarten Schönbrunn – vườn thú lâu đời nhất trên thế giới còn hoạt động.
- Wiener Riesenrad – vòng đu quay còn tồn tại cao nhất thế giới từ năm 1920 đến năm 1985.
- Stephansdom
- Karlskirche
- Tòa đô chính Viên
- Burgtheater
- Viện bảo tàng Lịch sử nghệ thuật Viên và Viện bảo tàng Lịch sử tự nhiên
- Lâu đài Schönbrunn

- Cung điện Belvedere
- Nhà hát opera Quốc gia Viên

Toàn thành Viên có khoảng 300 nhà hát kịch và phòng hòa nhạc được phân bố khắp nơi. Trong đó nổi tiếng nhất là Nhà hát kịch quốc gia Viên, được tôn làm Trung tâm ca kịch của thế giới. Đây là kiến trúc hùng vĩ mang phong cách La Mã. Phòng trước và phòng bên đều được xây bằng đá hoa cương, bên trong có ảnh hoặc treo ảnh của các nhạc sĩ lớn và nghệ sĩ nổi tiếng. Nhà hát gồm 6 tầng với 1.600 chỗ ngồi, tầng 6 có thể chứa hơn 560 khán giả đứng, mỗi năm ở đây diễn tới 300 buổi. Mỗi buổi diễn đều thay đổi tiết mục, với giá vé đắt cắt cổ. Đêm giao thừa, nhà hát còn tổ chức vũ hội. Đúng 12 giờ đêm, tổng thống và các vị quan chức nổi tiếng đều tới nhà hát đón giao thừa, và quang cảnh này được phát sóng trực tiếp trên nhiều kênh thế giới.
Phòng hòa nhạc Viên là phòng hòa nhạc cổ nhất, hiện đại nhất trong thành phố. Nó được khởi công xây dựng năm 1867, là kiến trúc mang phong cách văn nghệ phục hưng Italy, cổ kính mà trang nhã. Tường ngoài hai màu hồng xen kẽ vàng, trên mái dựng rất nhiều tượng Nữ thần âm nhạc. Bên trong có phòng biểu diễn màu vàng kim, mỗi năm đều có 6 ban nhạc nổi tiếng thế giới đến biểu diễn.
Ngoài ra còn có hơn 100 bảo tàng nghệ thuật, thu hút hơn tám triệu du khách mỗi năm. Những nơi nổi tiếng nhất là Albertina, Österreichische Galerie Belvedere, Bảo tàng Leopold ở Museumquartier, KunstHausWien, Bank Austria Kunstforum, Bảo tàng đôi Kunsthistorisches và Naturhistorisches, và Bảo tàng kỹ thuật Viên, mỗi nơi có hơn một phần tư triệu du khách mỗi năm.
Có nhiều địa điểm nổi tiếng liên quan đến các nhà soạn nhạc sống ở Viên, bao gồm các khu nhà khác nhau của Beethoven và mộ tại Nghĩa trang trung tâm là nghĩa trang lớn nhất ở Viên và là nơi chôn cất của nhiều người nổi tiếng. Mozart có một ngôi mộ tưởng niệm tại khu vườn Habsburg và tại nghĩa trang St. Marx (nơi ngôi mộ của ông đã mất). Nhiều nhà thờ của Viên cũng thu hút rất đông người, trong đó nổi tiếng là Nhà thờ St. Stephen, Deutschordenskirche, Jesuitenkirche, Karlskirche, Peterskirche, Maria am Gestade, Minoritenkirche, Ruprechtskirche, Schottenkirche, Nhà thờ thánh Ulrich và Votivkirche.
Khu rừng ngoại ô phía tây Viên nhờ bản nhạc Câu chuyện khu rừng Viên của Strauss mà nổi tiếng khắp nơi. Khu rừng trải dài tới 10 km cạnh dòng nước trong xanh, cảnh đẹp như tranh vẽ với hình ảnh nhiều ngôi làng nhỏ xinh xắn yên tĩnh, mang tới cảm hứng cho nhiều họa sĩ, nhạc sĩ sáng tạo nên những tác phẩm bất hủ. Tại ngôi làng nhỏ trên Hailigenstaite, nhạc sĩ thiên tài Beethoven với một bên tai điếc đã viết nên tác phẩm danh tiếng "Hailigenstaite" làm di chúc, thể hiện sự bất bình của ông đối với nhân thế và vận mệnh. Bản nhạc Sông Danube xanh và Câu chuyện khu rừng Viên của nhạc sĩ Johann Strauss II cũng được sáng tác trong khung cảnh yên tĩnh này.
Viên không chỉ là thành phố âm nhạc mà còn là thành phố lịch sử. Thế kỷ 1, Viên từng là cứ điểm biên phòng quan trọng của đế quốc La Mã. Năm 1137, nó trở thành thủ đô nước Áo. Từ thế kỷ 15, Viên là thủ đô của đế quốc La Mã Thần thánh và là trung tâm kinh tế châu Âu. Từ thế kỷ 16 đến thế kỷ 18, Viên là một trong những khu trung tâm chính trị của châu Âu với cái tên "Đô hội văn hóa lớn". Trong thành phố có nhiều danh lam thắng cảnh của các thời kỳ khác nhau, nhưng hấp dẫn nhất là Hoàng cung của đế quốc Áo – Hung. Đây là cung điện đặc biệt: thiếu sườn bên trái. Cung điện chính hiện nay là viện bảo tàng quốc gia, bên trong vẻ đẹp bị lệch đó được giữ gìn một cách trân trọng. Sườn bên phải là cung điện phụ, diện tích lớn hơn cung điện chính, giờ là phủ tổng thống và phủ thủ tướng. Trước đây, người ta dự định xây cung điện ở sườn bên trái, nhưng vì đại chiến thế giới nổ ra, hai đế quốc tan rã và dạt về phía Đông. Hoàng cung không cân đối bỗng chốc trở thành di tích để lại suy ngẫm cho người đời.
Giáo đường Phenstejan nằm không xa phía tây bắc Hoàng cung là một kiến trúc mang phong cách Gothic đẹp nhất nước Áo. Giáo đường gồm một ngôi tháp chính cao 138 m, đứng trên đỉnh tháp có thể nhìn được toàn bộ thành phố. Chuông tháp cứ đúng giờ lại kêu vang vọng không gian. Bên trong có 1.400 căn phòng gọi là "cung bích vạn", với những phòng được viềm khảm gỗ tứ đàn, hắc đàn và voi theo kiểu Trung Quốc. Có những phòng được trang trí theo kiểu Nhật Bản.
Viên cũng có nhiều kiến trúc rất hiện đại. Năm 1964, tháp Danube được xây dựng với chiều cao 252 m, du khách có thể đi thang máy lên thẳng quán cà phê trên đỉnh tháp. Quán cà phê được tạo với ba trục tháp vàng với các góc độ khác nhau, cứ 30 phút lại quay một vòng. Du khách tới đây vừa nghe nhạc, vừa uống cà phê và ngắm cảnh thành phố. Tòa nhà Liên Hợp Quốc, công trình kiến trúc lớn nhất thành phố được khánh thành năm 1979, nằm trên bờ bên trái sông Danube, với diện tích 180.000 m2.

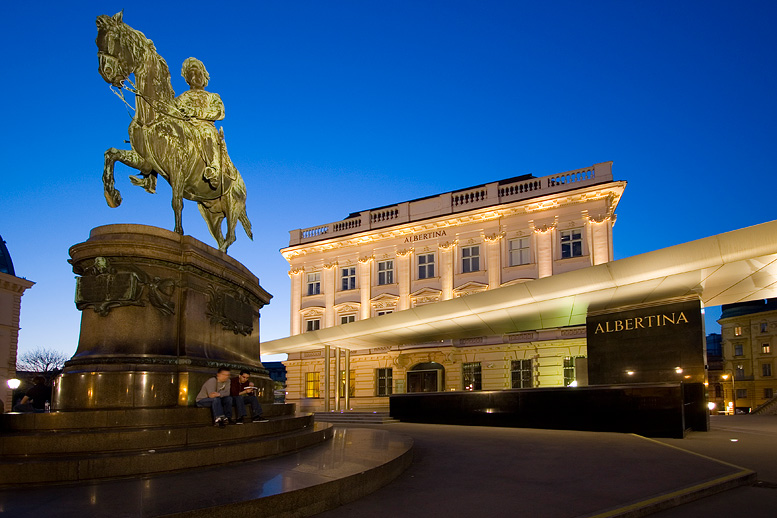
Albertina
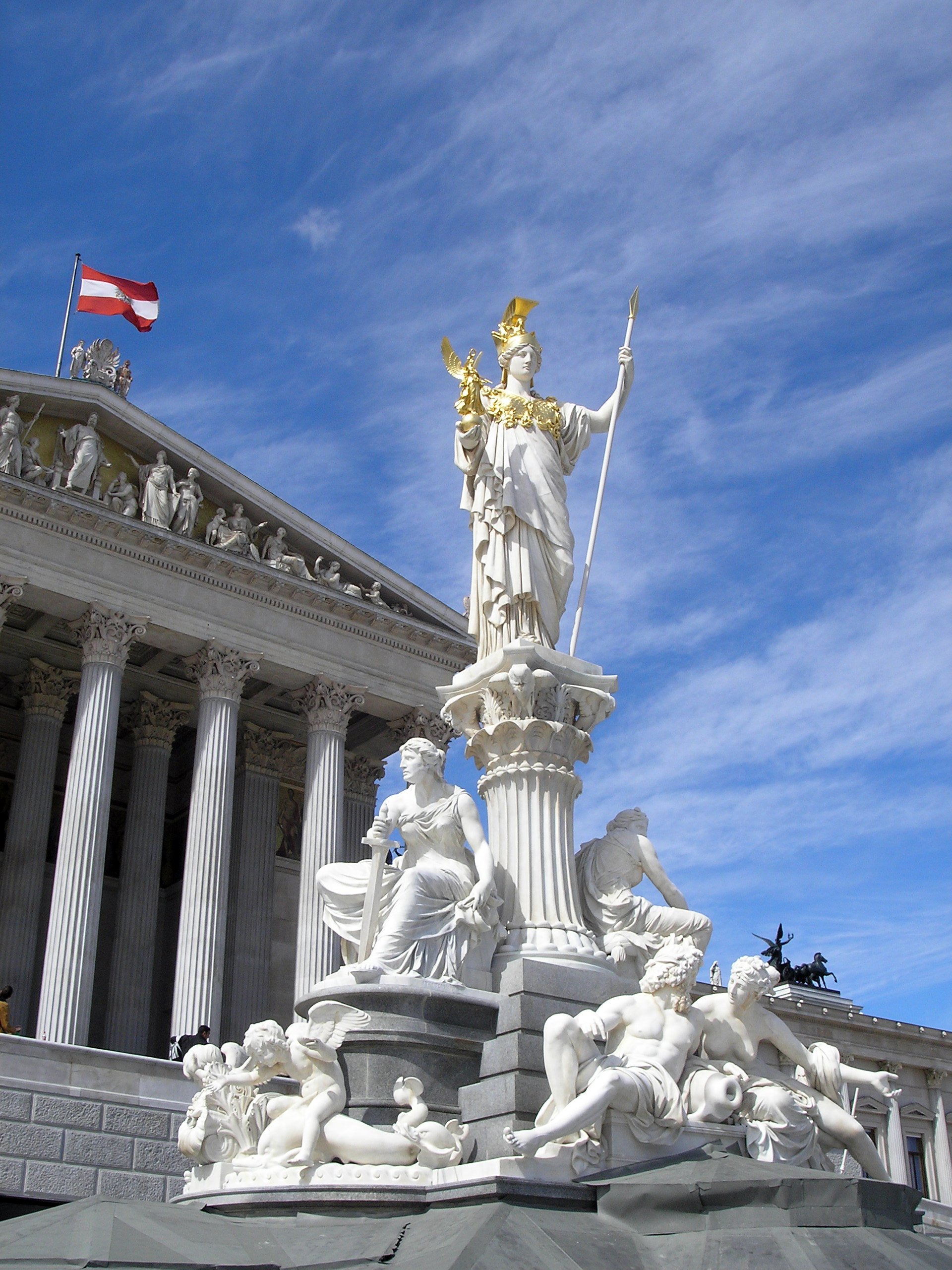
Tòa nhà Quốc hội Áo
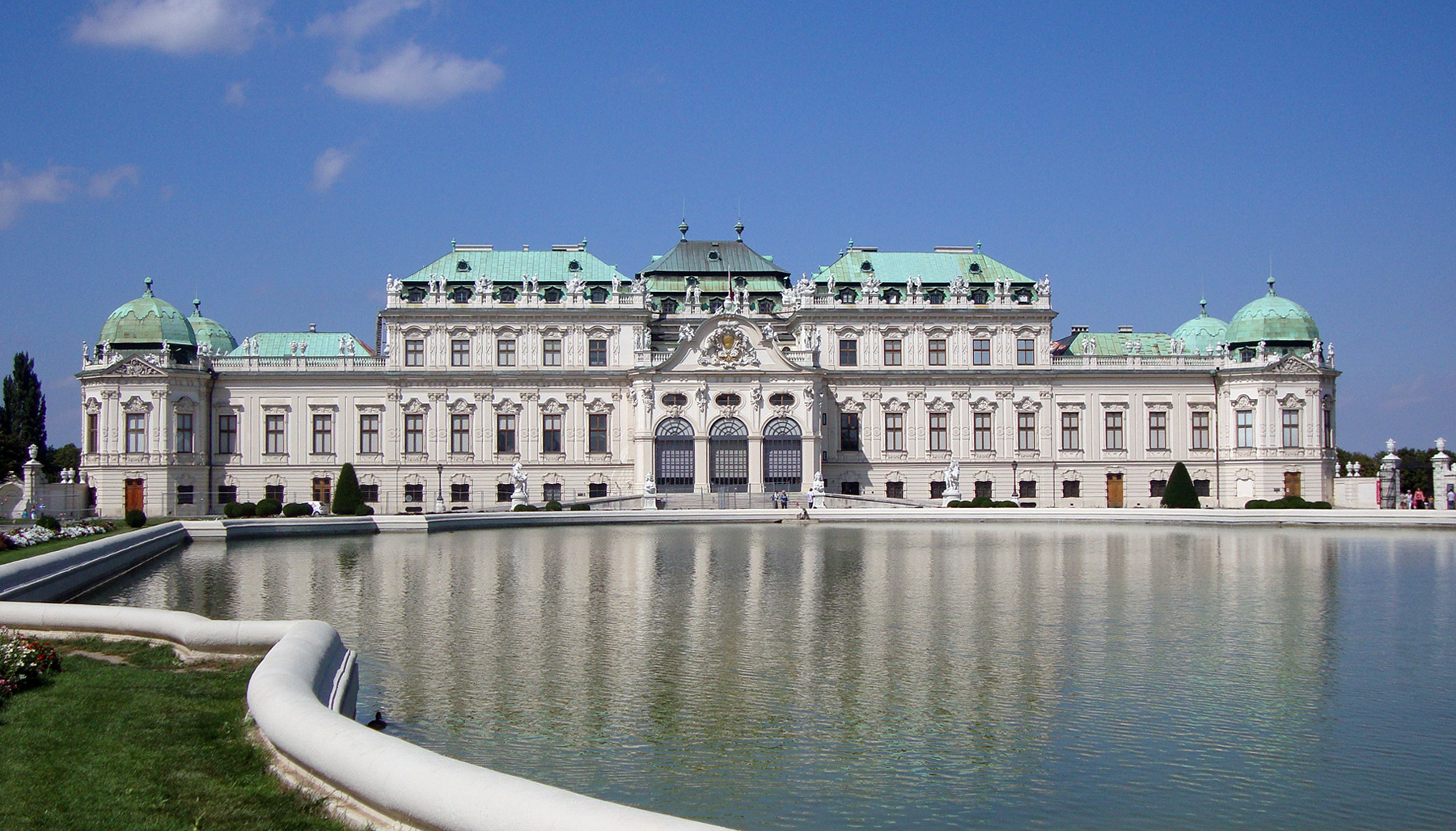
Cung điện Belvedere
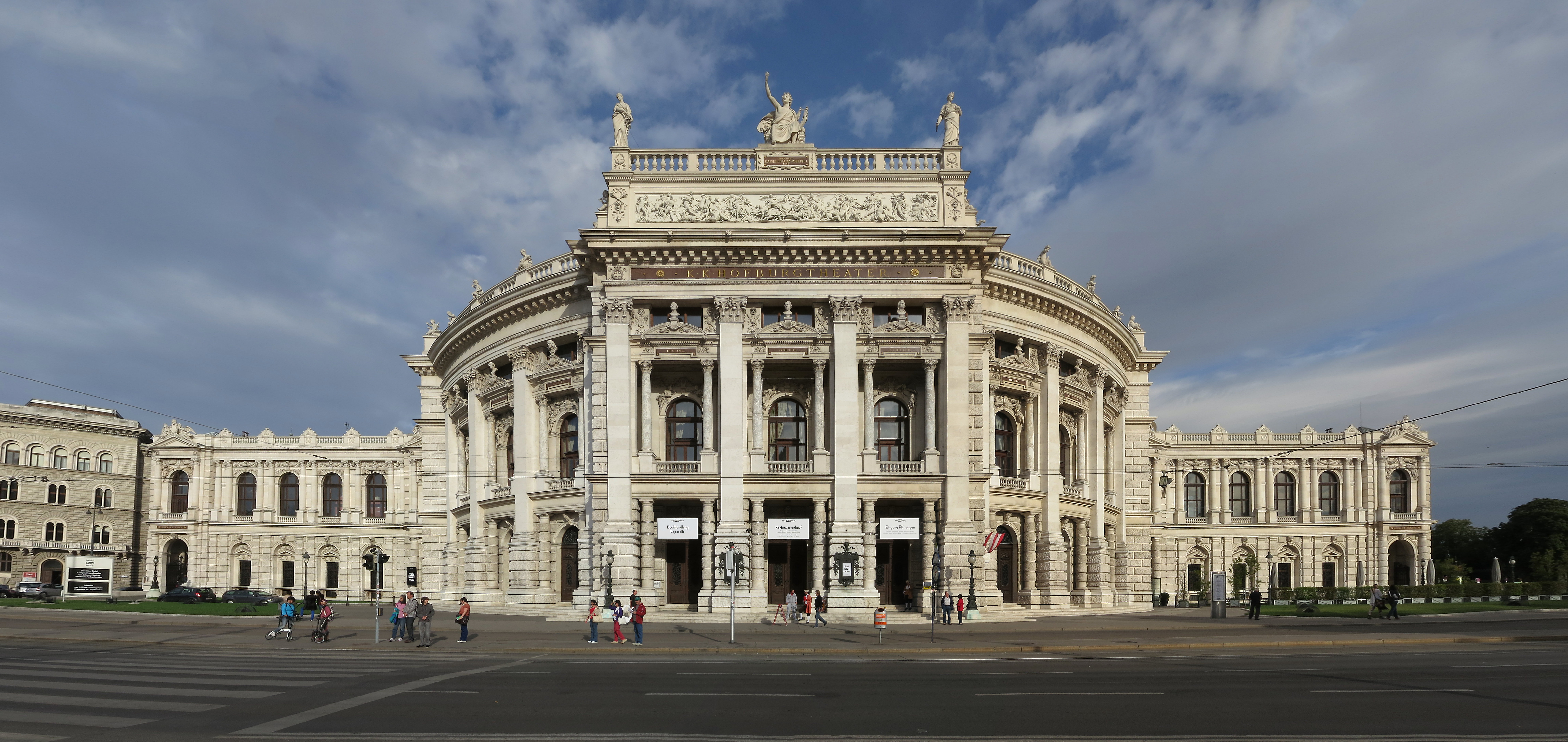
Burgtheater, Viên
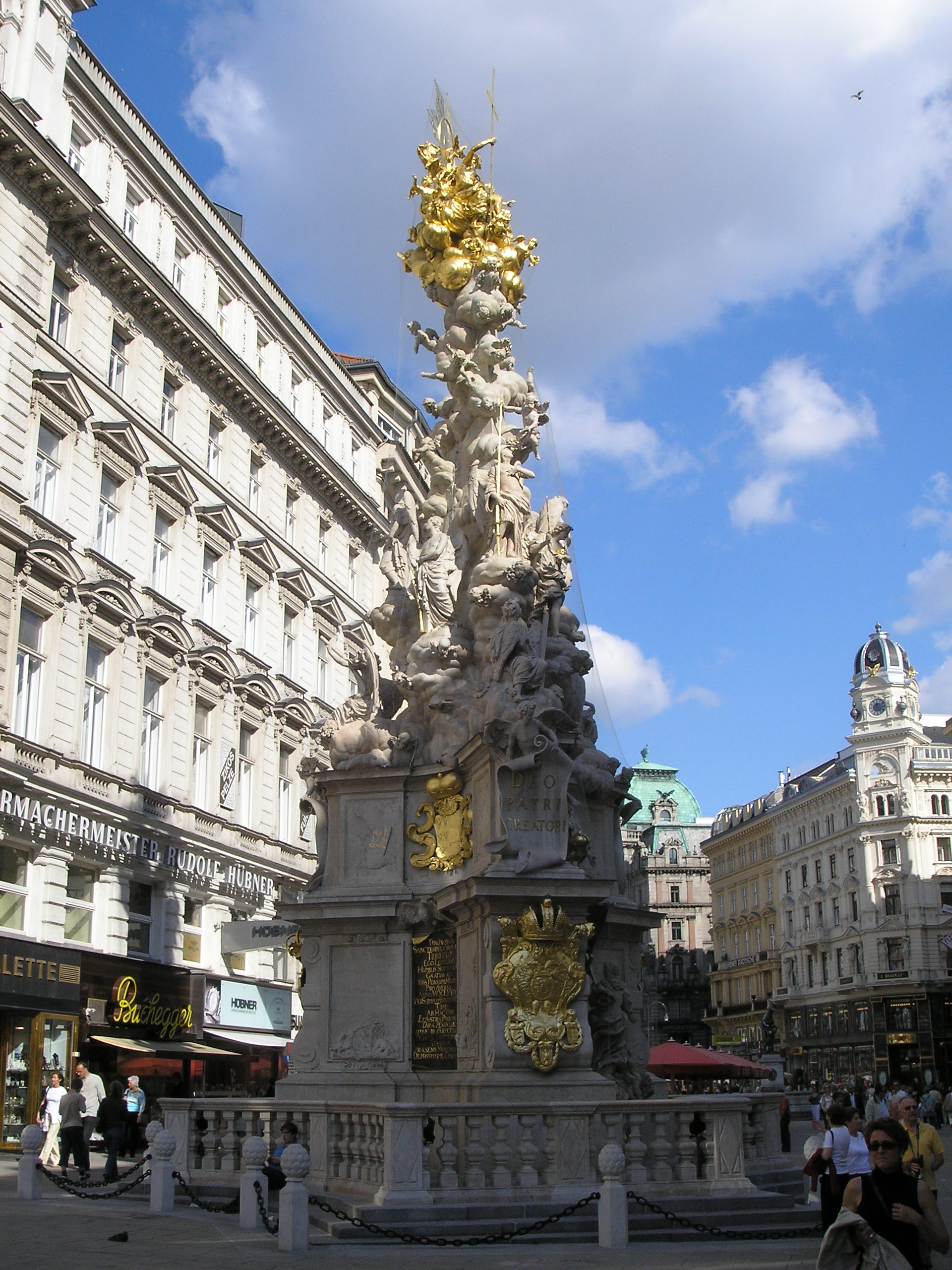
Graben
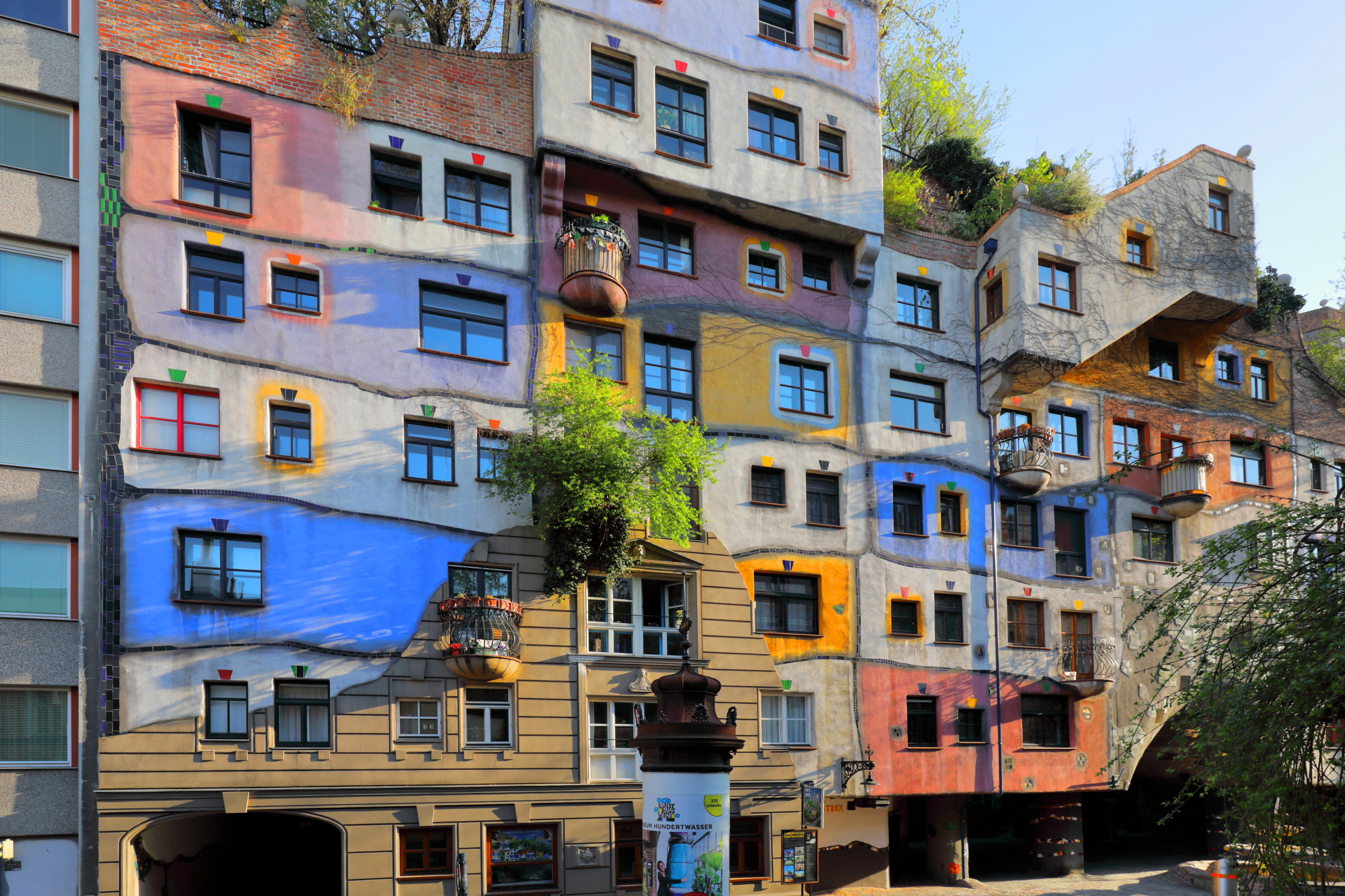
Hundertwasserhaus
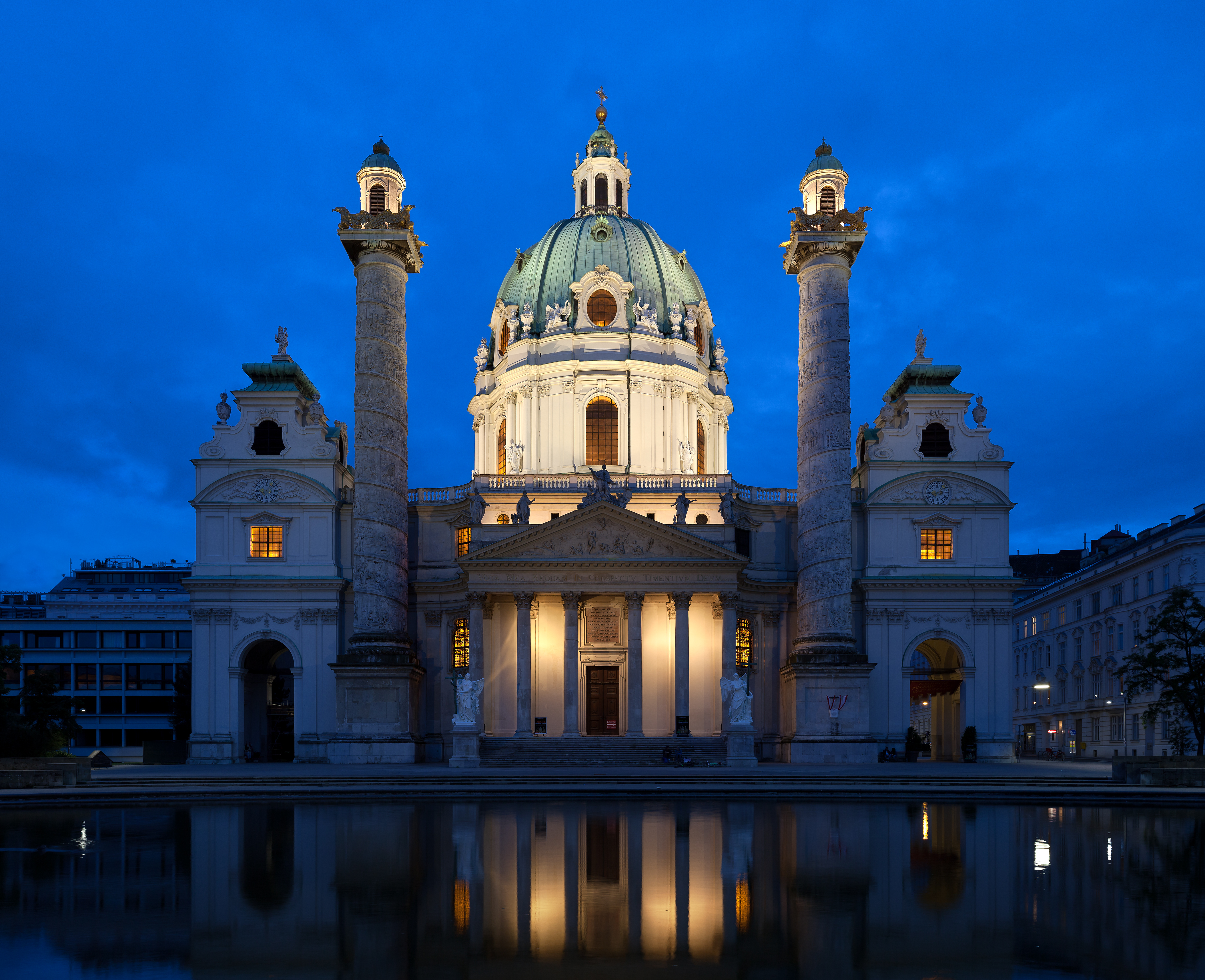
Karlskirche vào lúc hoàng hôn
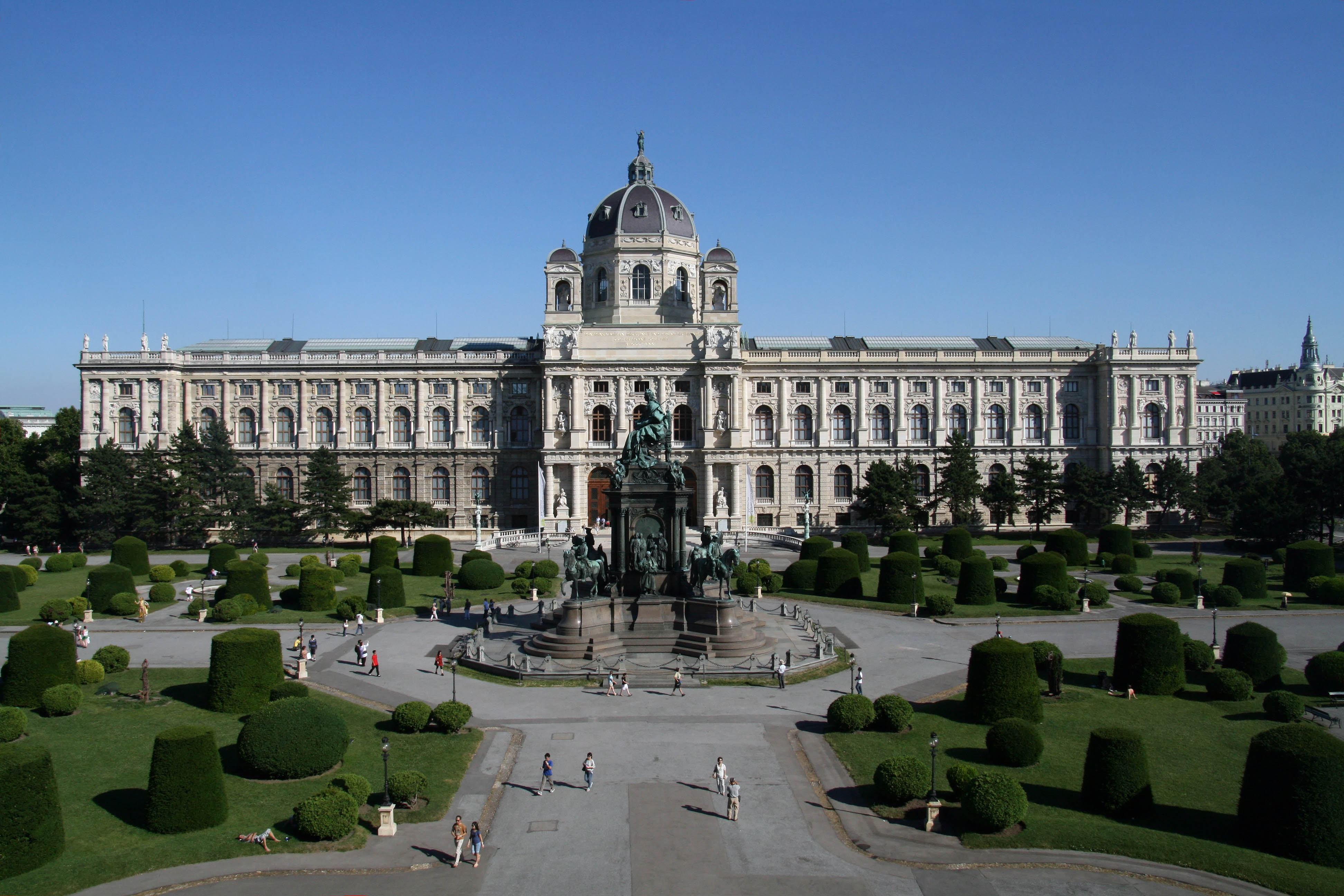
Bảo tàng Kunsthistorisches
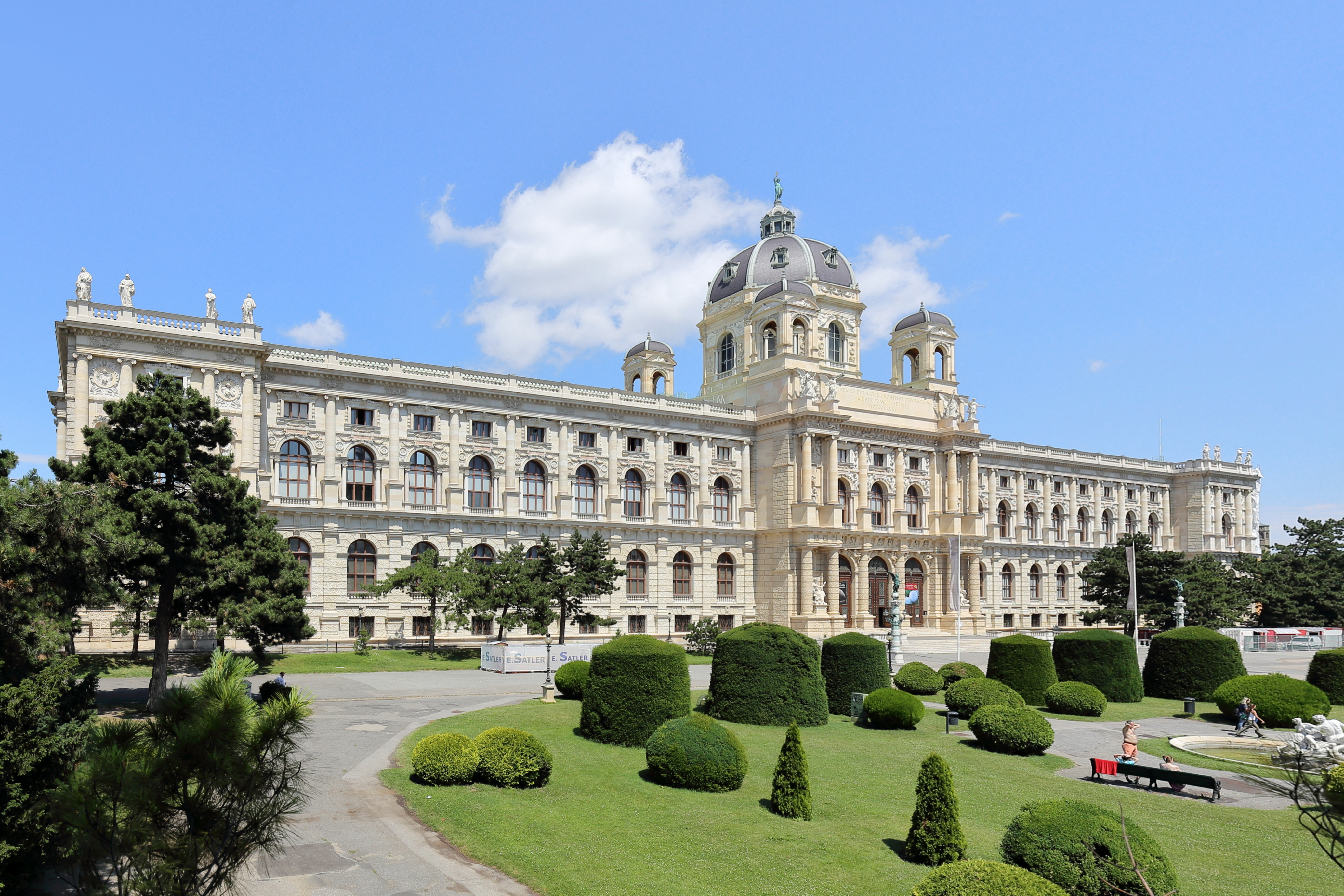
Bảo tàng Naturhistorisches
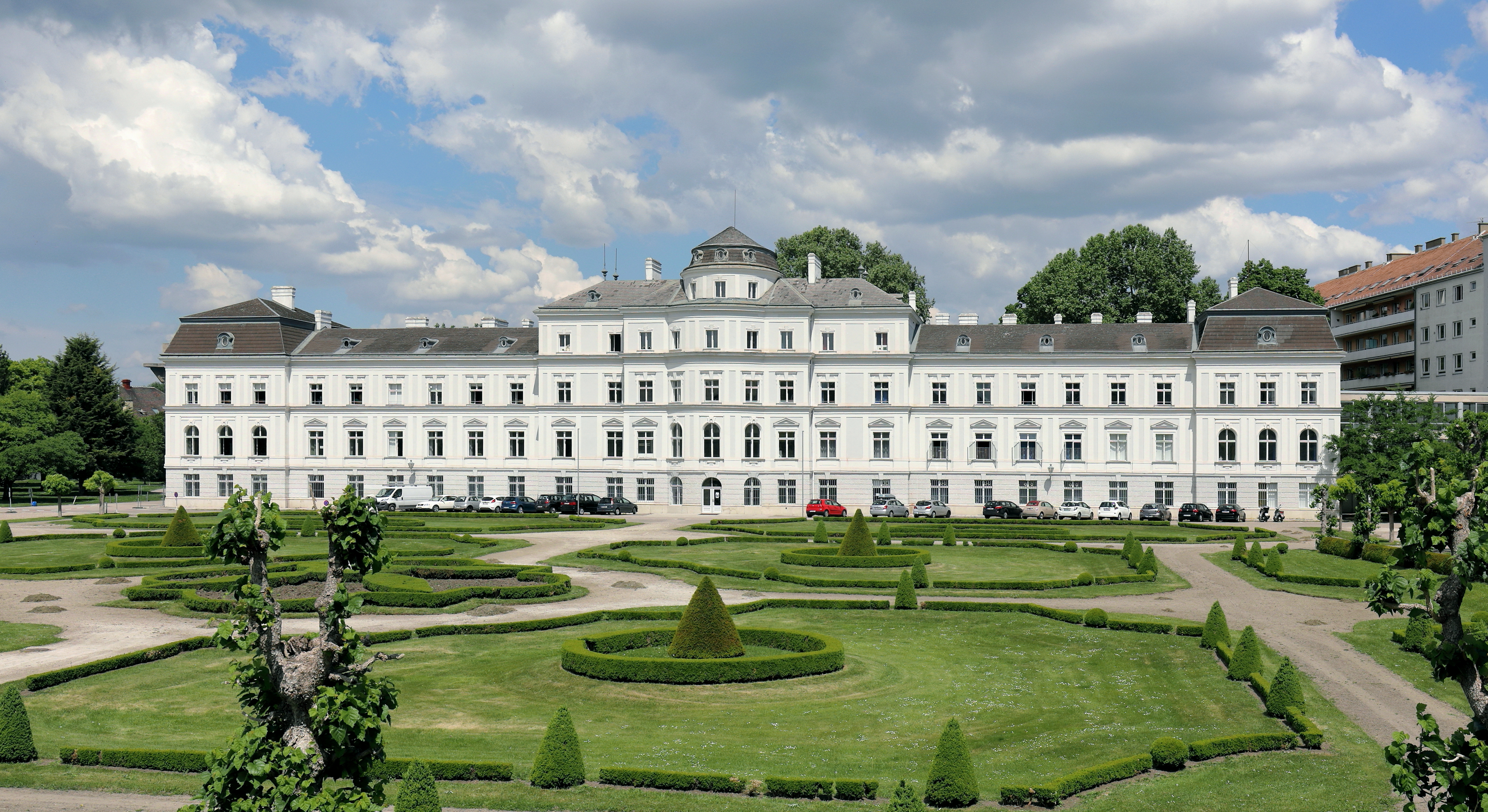
Palais Augarten
Rathaus
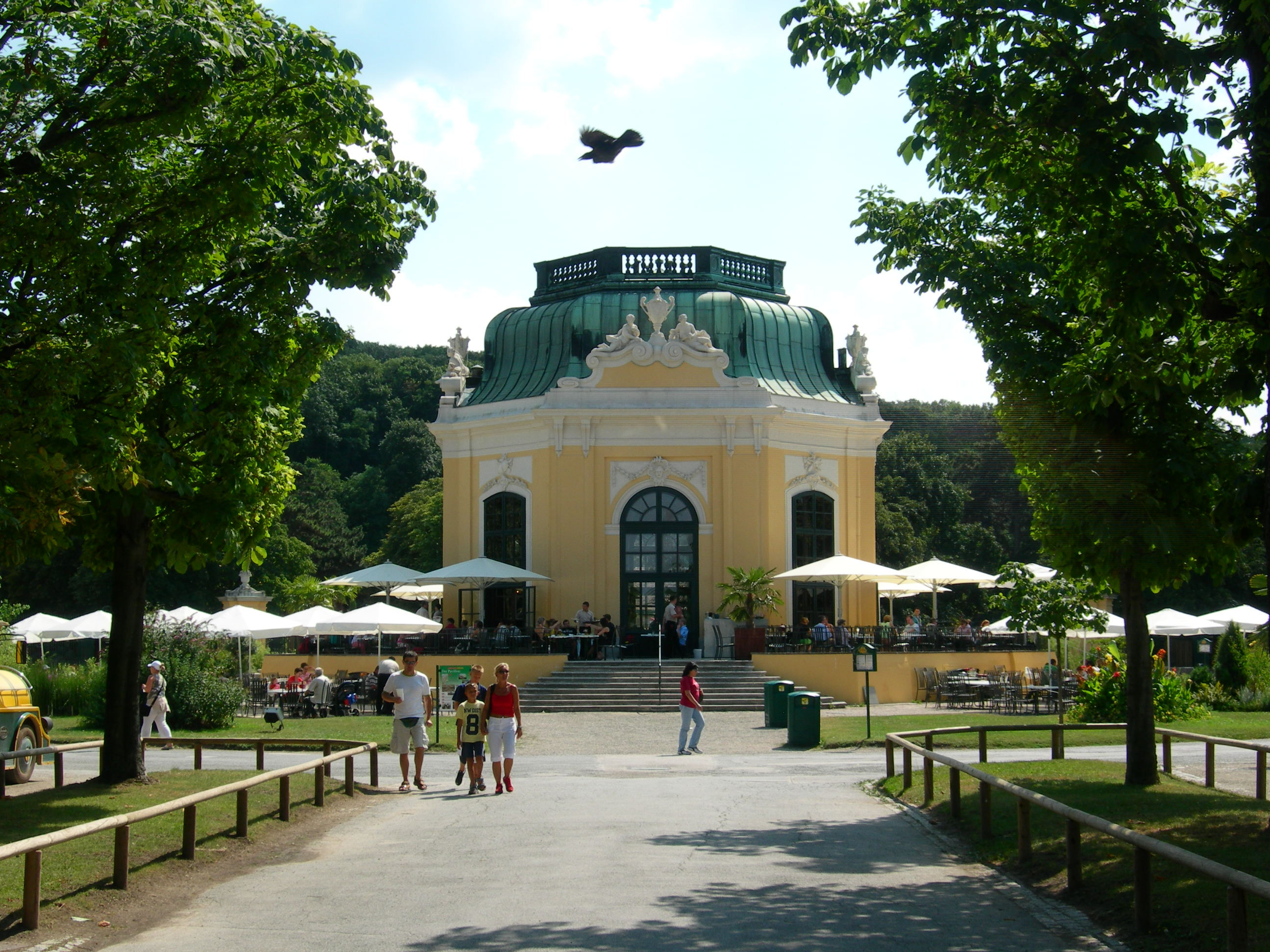
Sở thú Schönbrunn
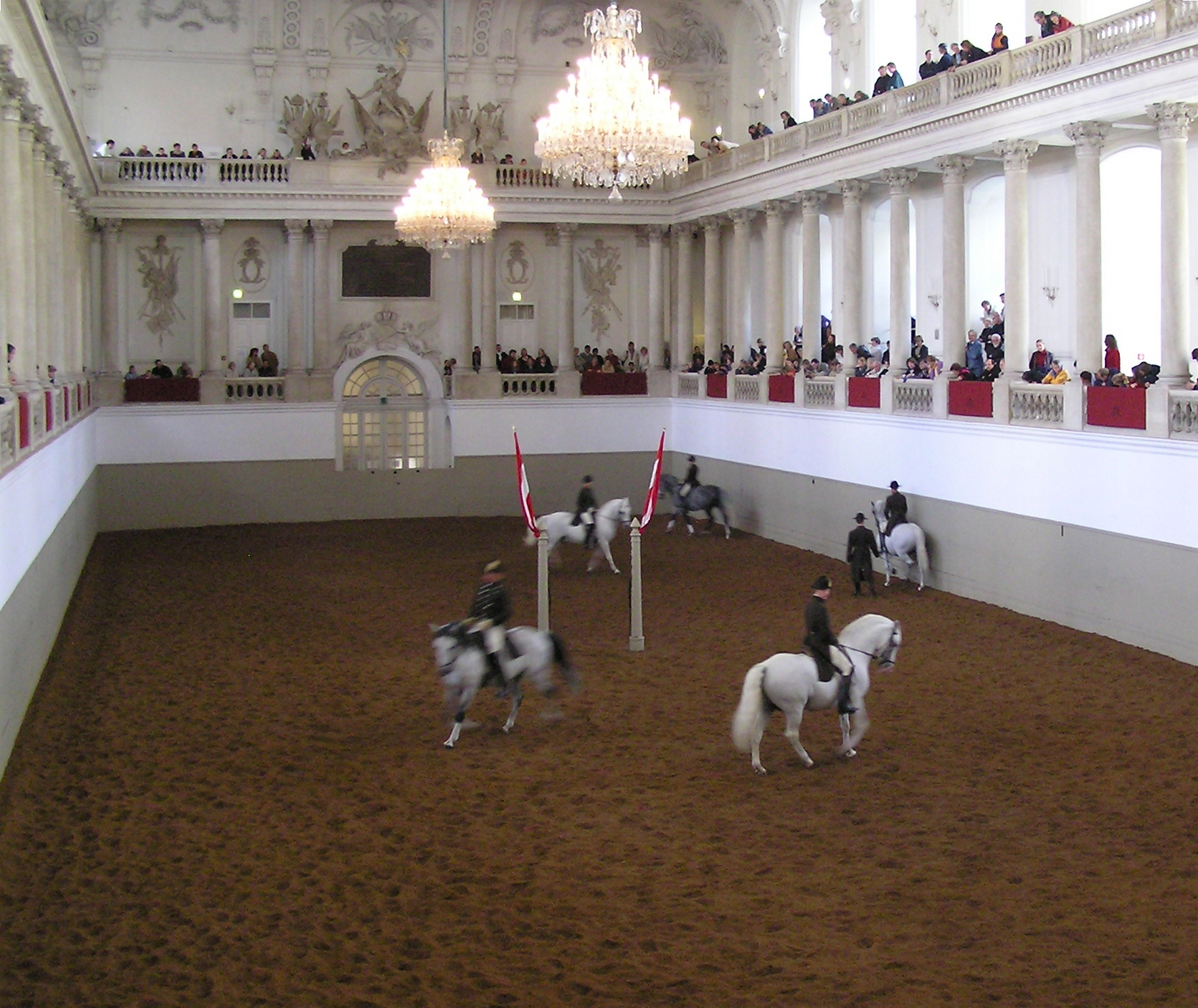
Trường dạy cưỡi ngựa Tây Ban Nha
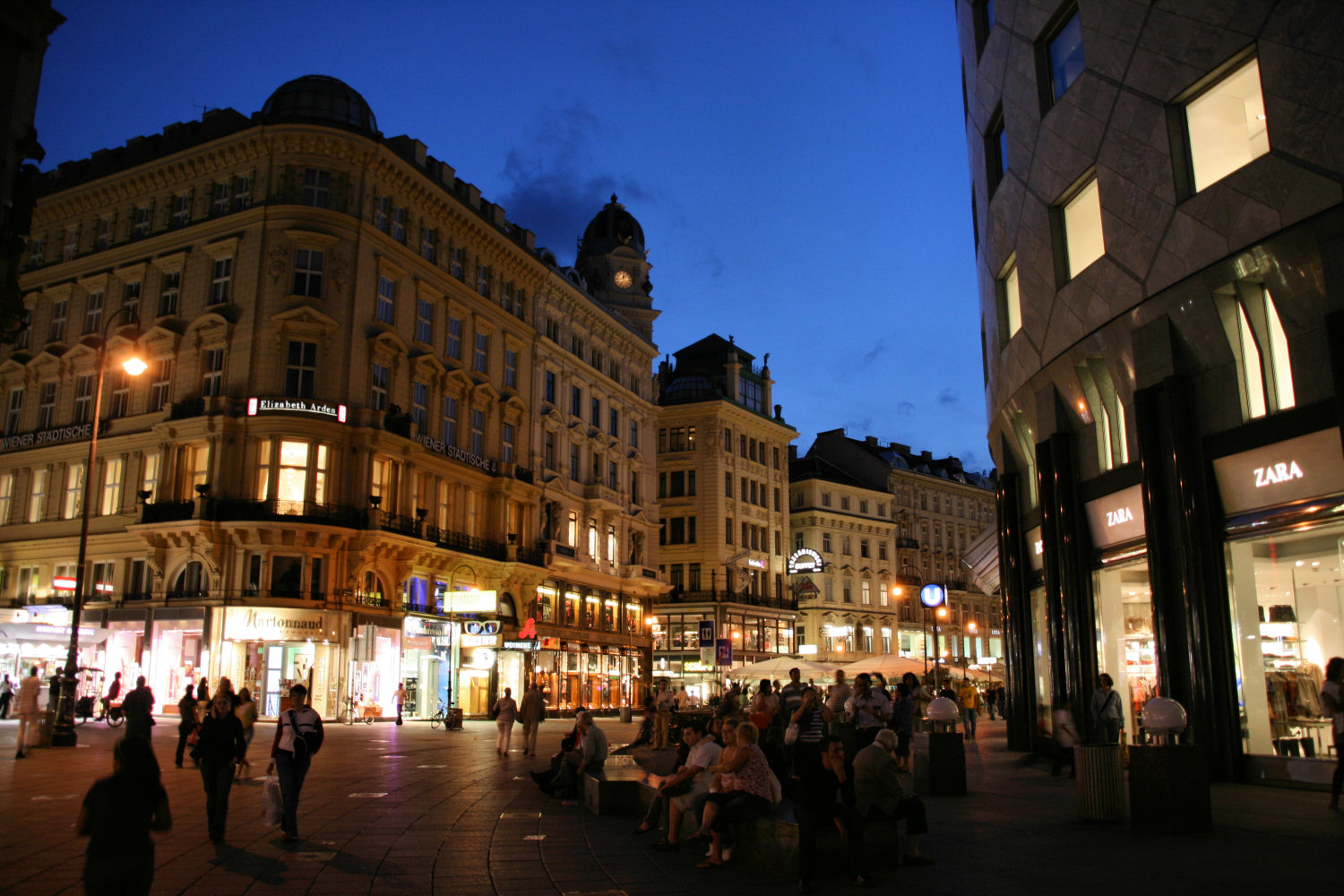
Stephansplatz
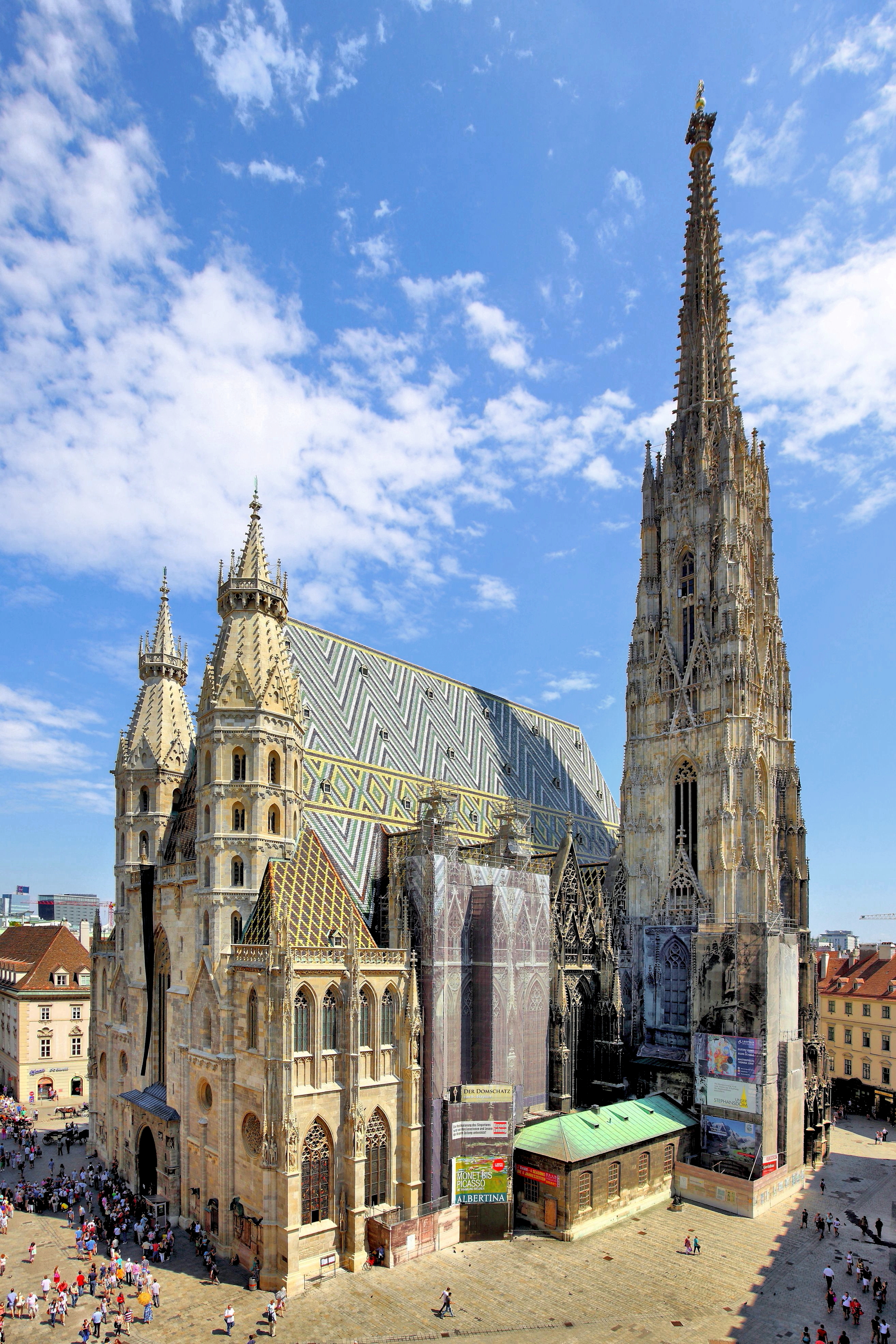
Nhà thờ thánh Stephen
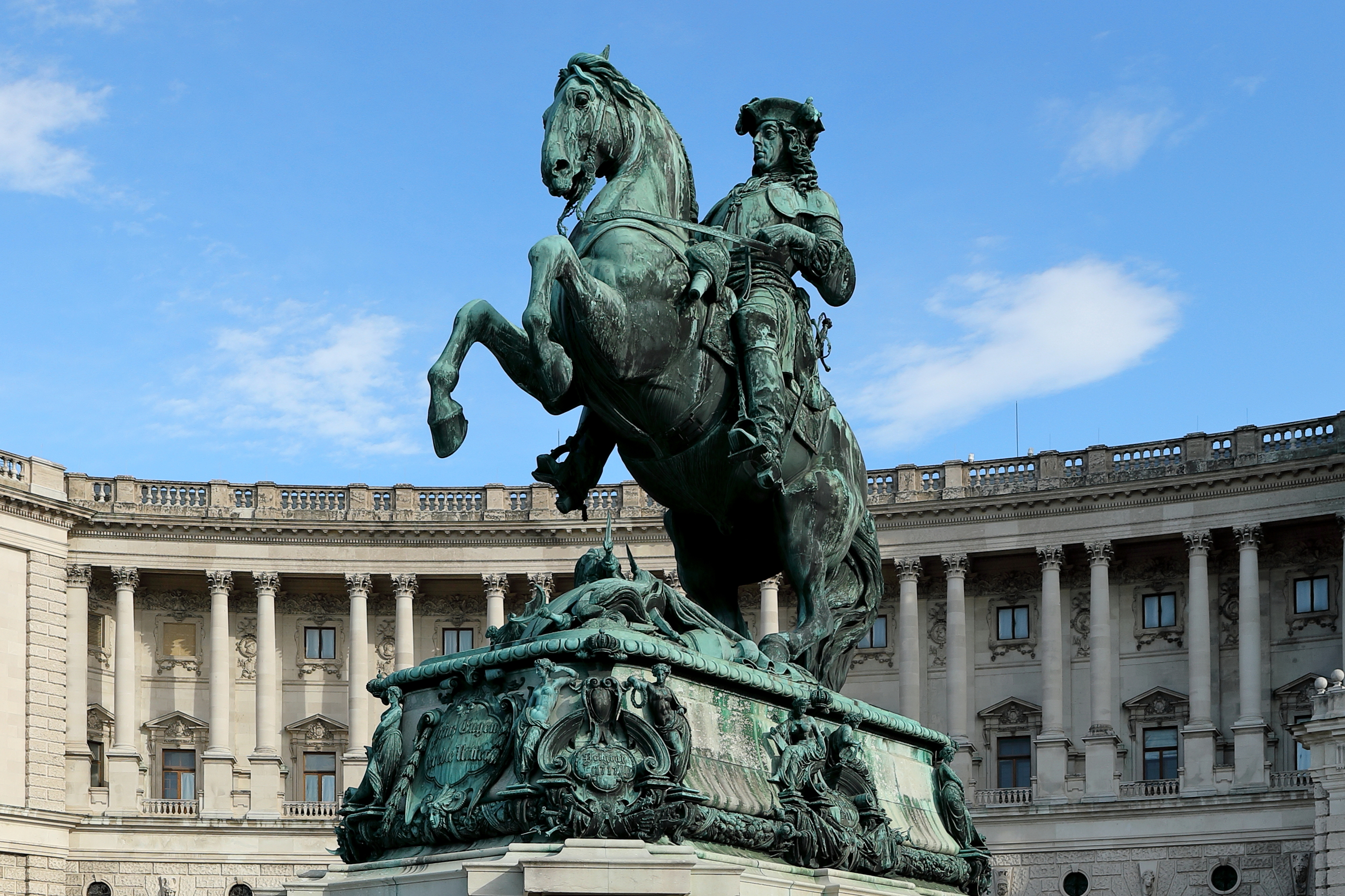
Tượng đài Hoàng tử Eugene
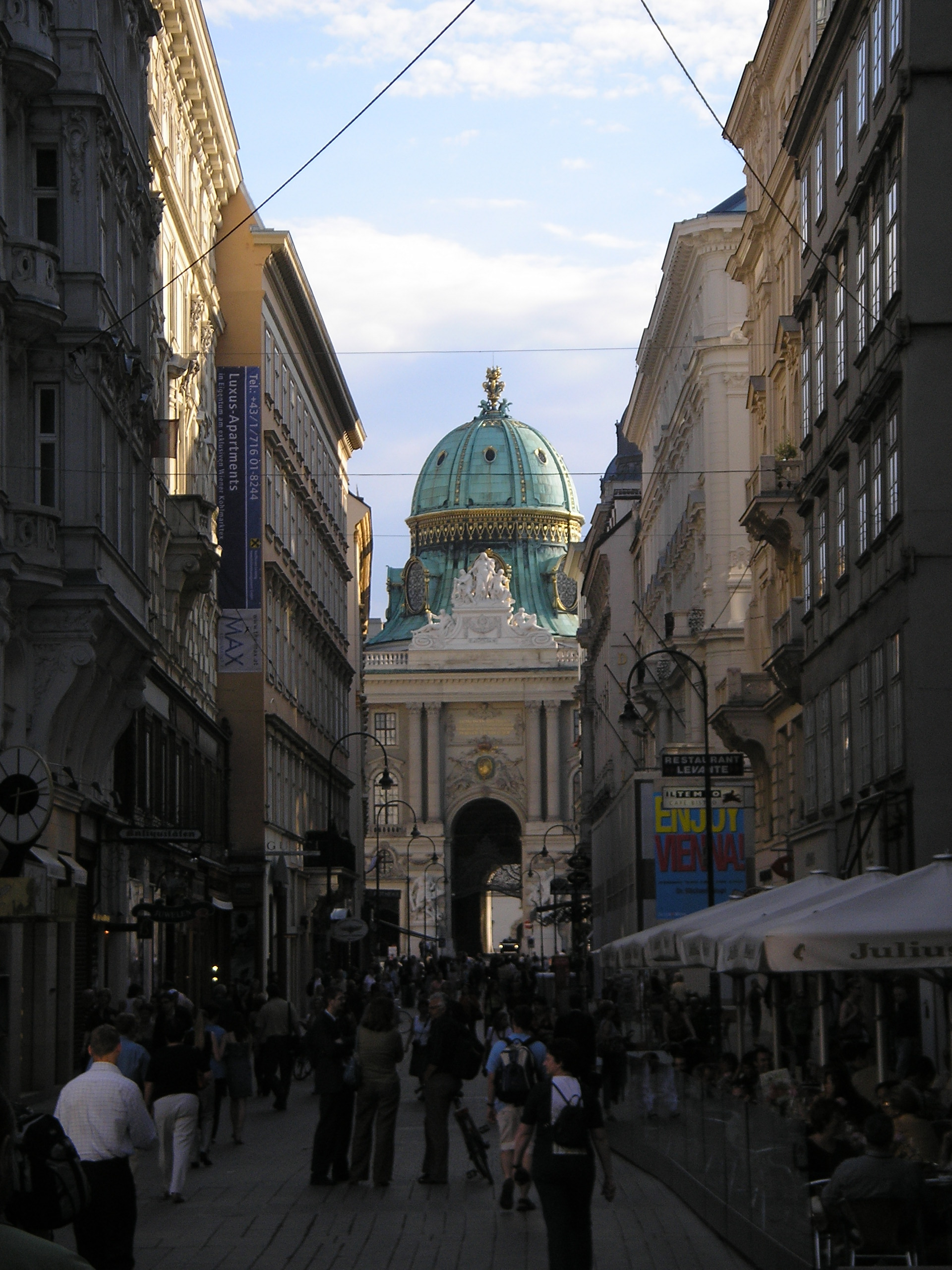
Quang cảnh của Hofburg
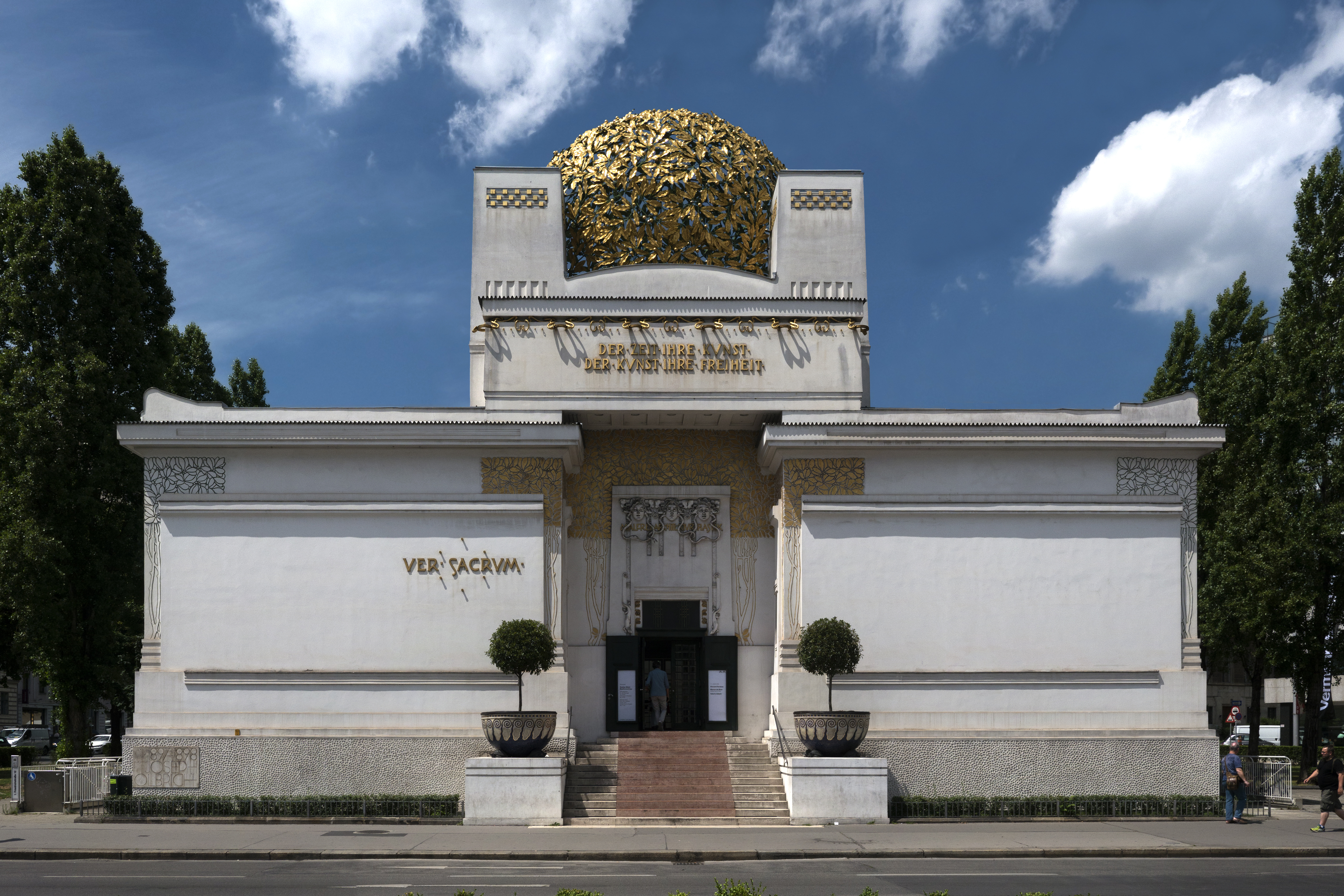
Tòa nhà Vienna Secession
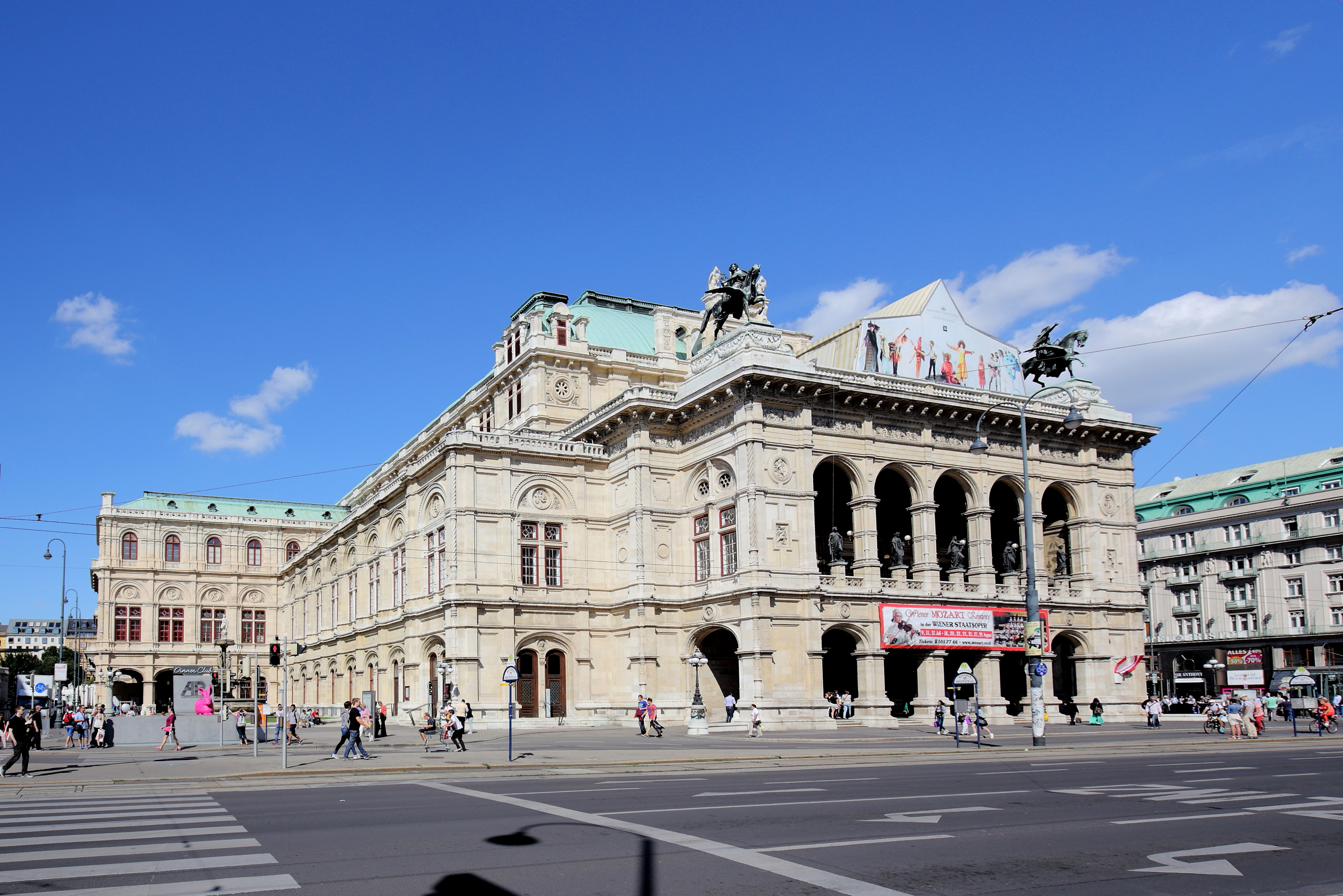
Nhà hát Quốc gia Viên
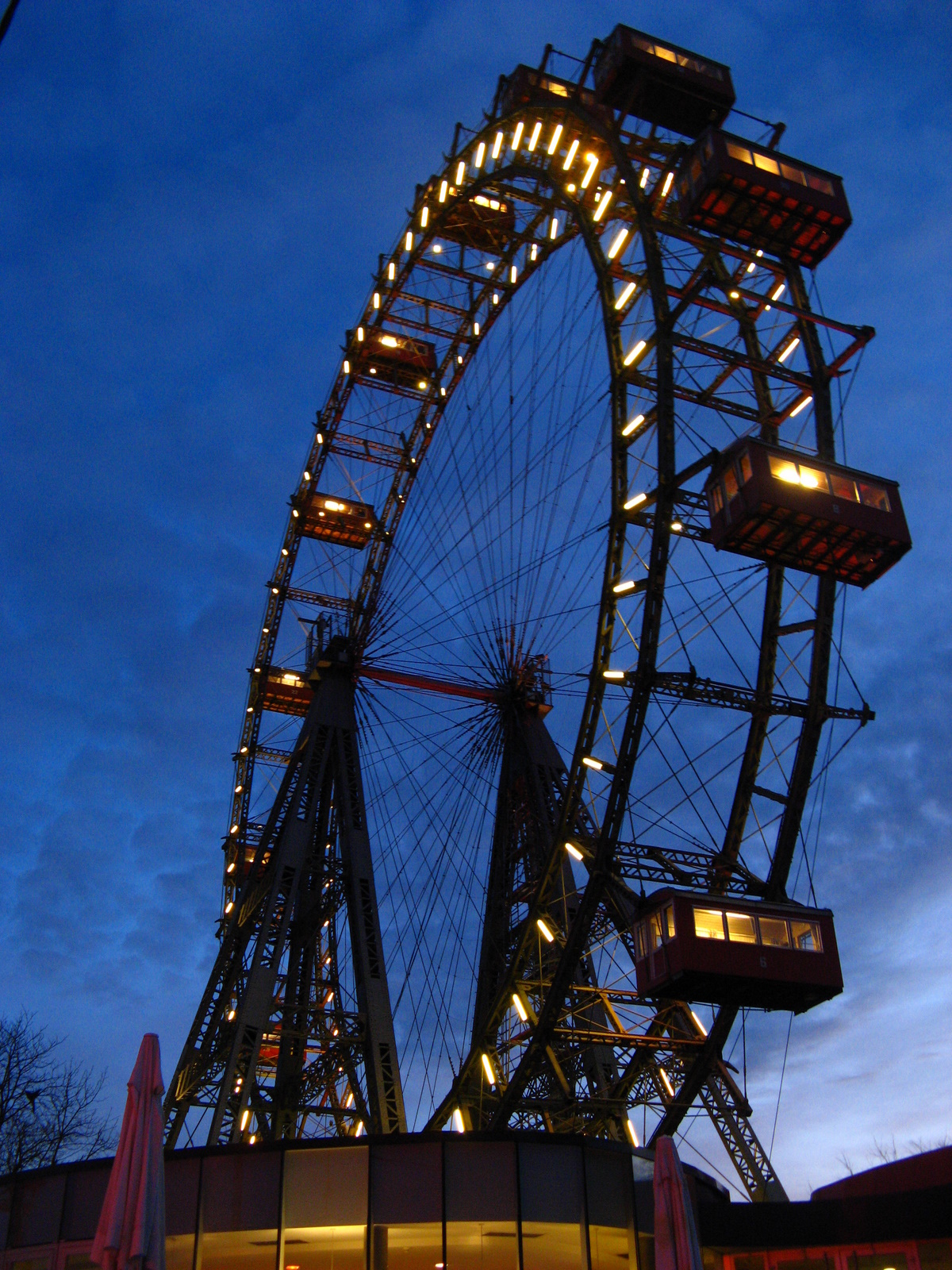
Wiener Riesenrad

### Tranh cãi tượng Hồ Chí Minh
Hiệp hội Áo–Việt tuyên bố, Việt Nam muốn thiết lập một tượng tưởng niệm, đã được sở công viên thành phố cho phép. Việt Nam chịu trả tiền việc hình thành và thiết lập tượng bán thân ở Donaupark, sau đó nó trở thành sở hữu của thành phố Viên, mà phải chăm sóc và duy trì nó. Chỉ một tuần sau, lãnh đạo ÖVP Wien Gernot Blümel, cho là đây là một vấn đề rất kỳ lạ, một nhân vật về lịch sử đầy tranh cãi lại nên có tượng tưởng niệm. Phát ngôn viên văn hóa bà Maria Fekter cho đây là một chuyện diễu trong mùa hóa trang. Cả phía đảng FPÖ cũng có chỉ trích. "Đúng ra bộ trưởng Văn hóa Drozda phải lên tiếng và phản đối việc dựng tượng để tưởng niệm tên Cộng sản giết người hàng loạt Hồ Chí Minh tại Donaupark", phó chủ tịch FPÖ và chủ tịch thứ ba của Hội đồng quốv gia Áo Norbert Hofer. Cả đảng Xanh cũng lên tiếng bằng Twitter, họ không chấp thuận, cả cấp xã lẫn cấp quận. Trả lời các lời chỉ trích, Peter Jankowitsch, cựu ngoại trưởng Áo và chủ tịch Hiệp hội Áo–Việt, cho biết, ý tưởng tượng bán thân là của Việt Nam để ăn mừng 45 năm quan hệ ngoại giao giữa Áo và Việt Nam. Chỉ trích về danh tiếng ông không chấp nhận, đối với Việt Nam ngày nay Hồ Chí Minh là một vị anh hùng, cũng như hoàng đế Franz Josef đối với đế quốc Áo Hung cũ. Người ta có thể chấp nhận hay không, nhưng khi có quan hệ ngoại giao khó mà từ chối biểu tượng quốc gia của họ. Về việc chỉ trích Hồ Chí Minh là một kẻ sát hại nhiều người, ông cho đó là một điều đáng cười. Theo ông về lịch sử điều này không thể chứng minh được. Nó cũng tương tự như cho tổng thống Mỹ Lyndon B. Johnson là kẻ sát hại nhiều người, vì ông đã tiến hành chiến tranh Việt Nam. Những cáo buộc là một phần trong "chiến dịch trả thù" của người Việt lưu vong.
Qua nhiều chỉ trích thành phố Viên đã cho tạm ngưng dự định.

## Ẩm thực tại Viên

### Thức ăn

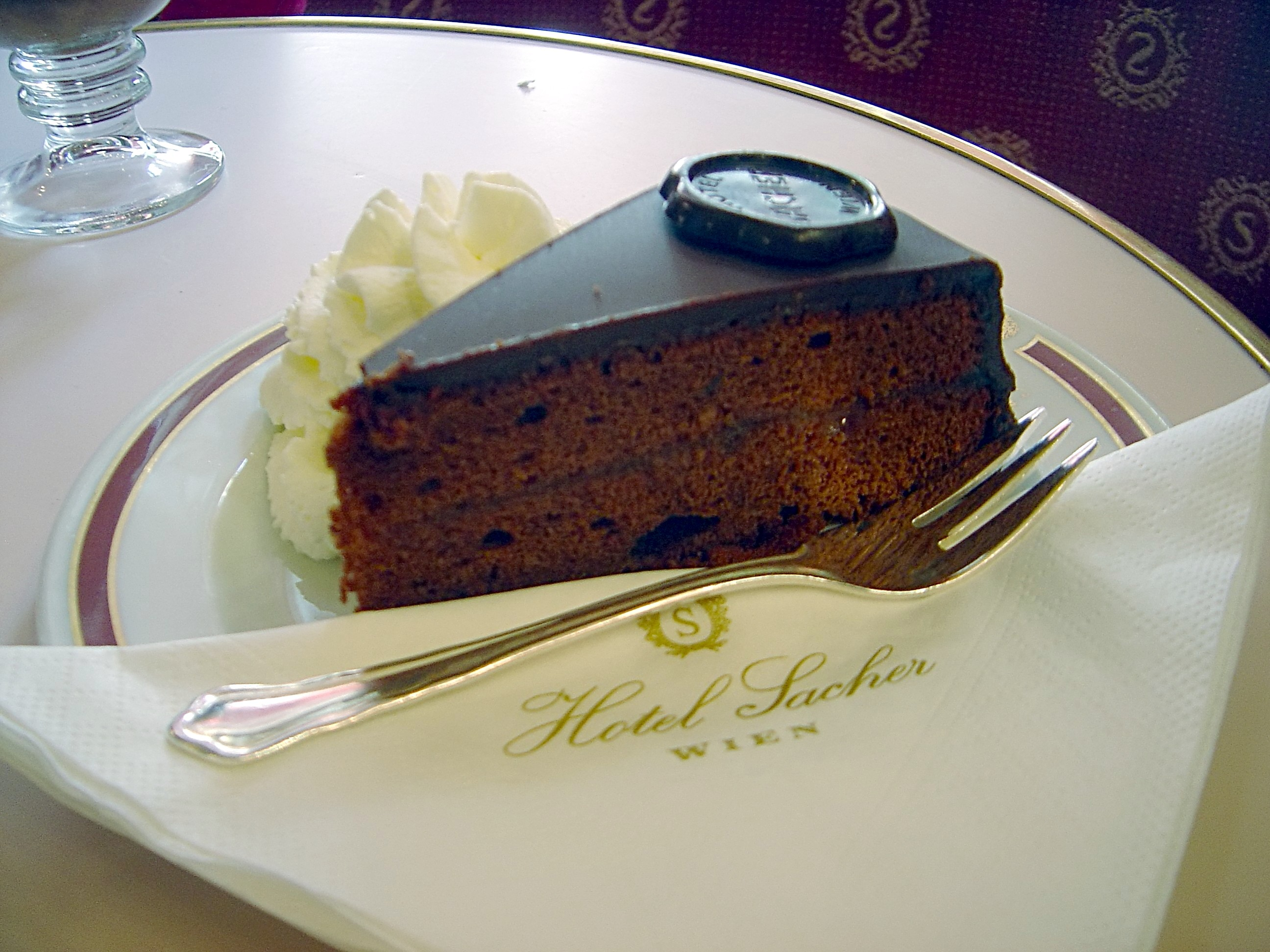
Sachertorte

Viên nổi tiếng với Wiener Schnitzel, một món gồm lát thịt bê (Kalbsschnitzel) hoặc thịt lợn (Schweinsschnitzel) được giã phẳng, phủ bột mì, trứng, vụn bánh mì và chiên trong bơ. Nó có trong hầu hết các nhà hàng, quán ăn ở Viên và có thể được ăn nóng hoặc lạnh. "Wiener Schnitzel" truyền thống thực ra chỉ là một miếng thịt bê nhỏ. Các ví dụ khác về ẩm thực Viên bao gồm Tafelspitz (thịt bò luộc rất nạc), được phục vụ theo truyền thống với Geröstete Erdäpfel (khoai tây luộc nghiền với một cái nĩa và sau đó được chiên) và nước sốt cải ngựa, Apfelkren (hỗn hợp của cải ngựa) một nước sốt hẹ làm với mayonnaise và bánh mì cũ).

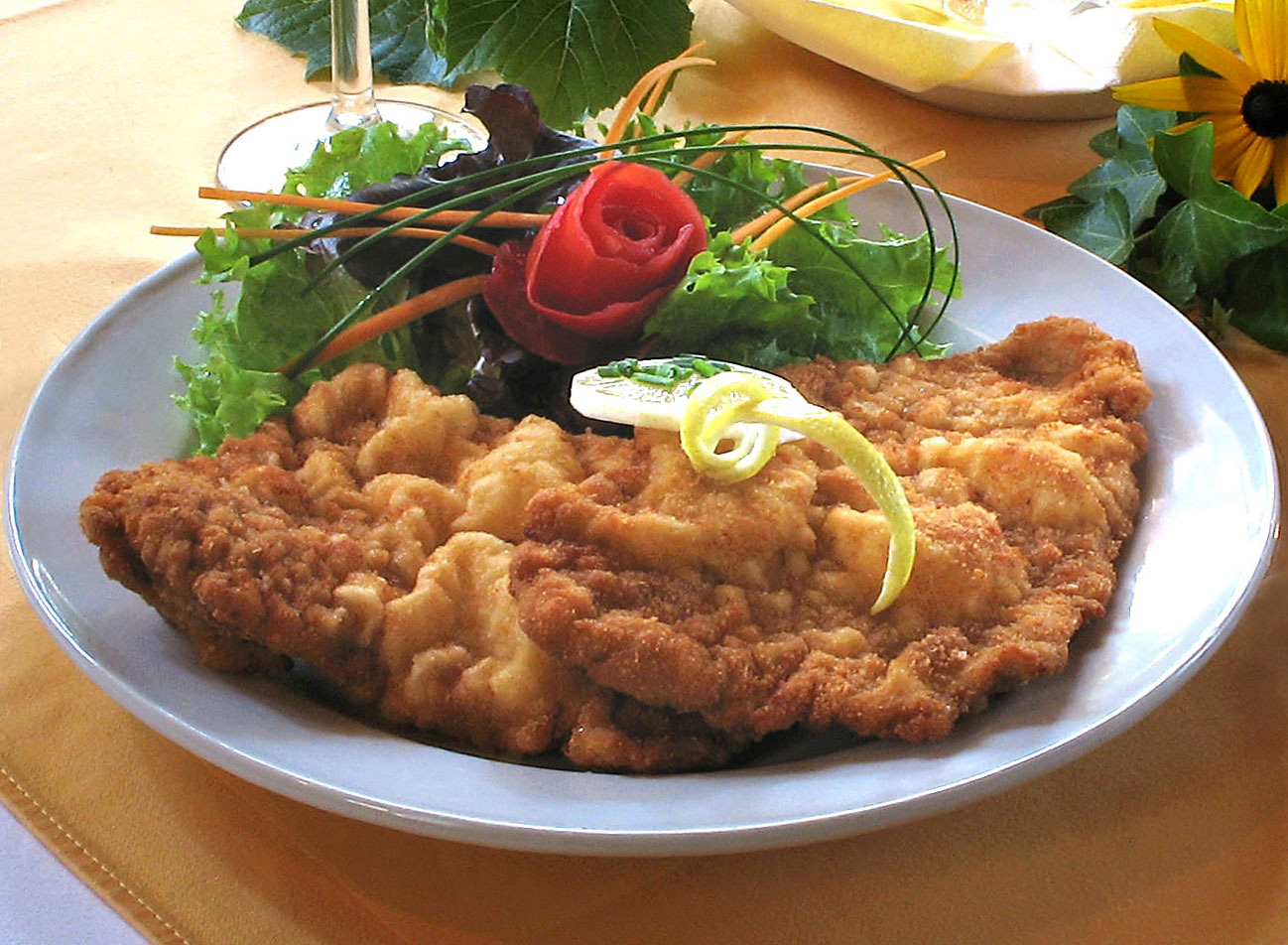
Wiener Schnitzel.

Viên có một truyền thống lâu đời về sản xuất bánh và món tráng miệng. Chúng bao gồm Apfelstrudel (strudel táo nóng), Milchrahmstrudel (strudel kem sữa), Palatschinken (bánh kếp ngọt) và Knödel (bánh bao) thường chứa đầy trái cây như quả mơ (Marillenknödel). Sachertorte, một loại bánh sô cô la ẩm tinh tế với mứt mơ được tạo bởi khách sạn Sacher, nổi tiếng thế giới.
Vào mùa đông, các quầy hàng nhỏ trên phố bán Maroni truyền thống (hạt dẻ nóng) và khoai tây rán.
Xúc xích là phổ biến và có sẵn từ những người bán hàng rong (Wurstelstand) suốt cả ngày và đêm. Xúc xích được gọi là Wiener (tiếng Đức nghĩa là người Viên) ở Hoa Kỳ và ở Đức, được gọi là Frankfurter ở Viên. Xúc xích phổ biến khác là Burenwurst (một loại xúc xích thịt bò và thịt lợn thô, thường được luộc), Käsekrainer (thịt lợn cay với một miếng phô mai nhỏ) và Bratwurst (một loại xúc xích thịt lợn trắng). Hầu hết có thể được gọi "mit Brot" (với bánh mì) hoặc như một "hot dog" (nhồi bên trong một cuộn dài). Mù tạt là gia vị truyền thống và thường được cung cấp trong hai loại: "süß" (ngọt) hoặc "scharf" (cay).
Kebab, pizza và mì, ngày càng trở thành những món ăn vặt được bán rộng rãi nhất từ các quầy nhỏ.
Naschmarkt là một chợ truyền thống bán trái cây, rau, gia vị, cá, thịt, vv, từ khắp nơi trên thế giới. Thành phố có nhiều cửa hàng cà phê và bán đồ ăn sáng.

### Đồ uống

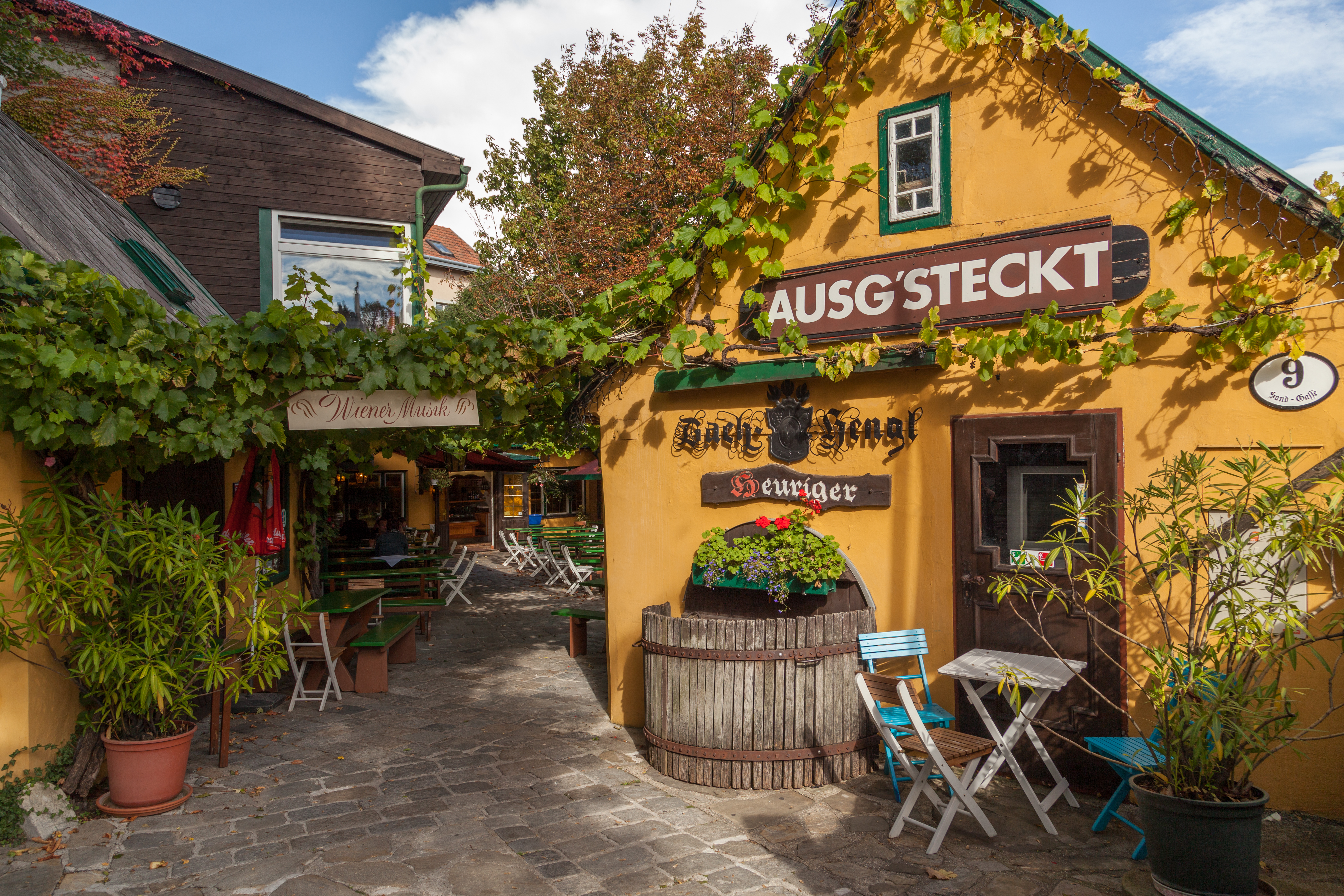
Một nhà hàng Heurigen điển hình ở Grinzing

Viên cùng với Paris, Santiago, Cape Town, Praha, Canberra, Bratislava và Warszawa là một trong số ít các thành phố thủ đô trên thế giới còn những vườn nho gia đinh. Rượu vang được phục vụ trong các quán rượu nhỏ có tên là Heuriger, nơi đặc biệt nhiều ở các vùng trồng nho của Döbled (Grinzing, Neustift am Walde, Nußdorf, Salmannsdorf, Sievering), Floridsdorf (Stammersdorf, Strebersdorf) (Oberlaa). Rượu thường được uống như một Spritzer ("G'spritzter") với nước lấp lánh. Grüner Veltliner, một loại rượu vang trắng khô, là loại rượu được trồng rộng rãi nhất ở Áo.
Bia là thức uống quan trọng thứ hai sau rượu vang. Viên có một nhà máy bia lớn duy nhất là Ottakringer và hơn mười nhà máy bia mi ni. "Beisl" là một quán rượu nhỏ điển hình của Áo mà ở Viên có rất nhiều.
Ngoài ra, một loại nước giải khát địa phương là Almdudler cũng rất phổ biến ở Áo, nó là một sản phẩm thay thế đồ uống có cồn, chiếm vị trí hàng đầu về thị phần cùng với các loại nước giải khát như Coca-Cola. Một thức uống cũng phổ biến khác là "Spezi", Spezi là sự pha trộn giữa Coca-Cola và công thức gốc của Fanta cam hoặc Frucade nổi tiếng ở đây.

## Giao thông

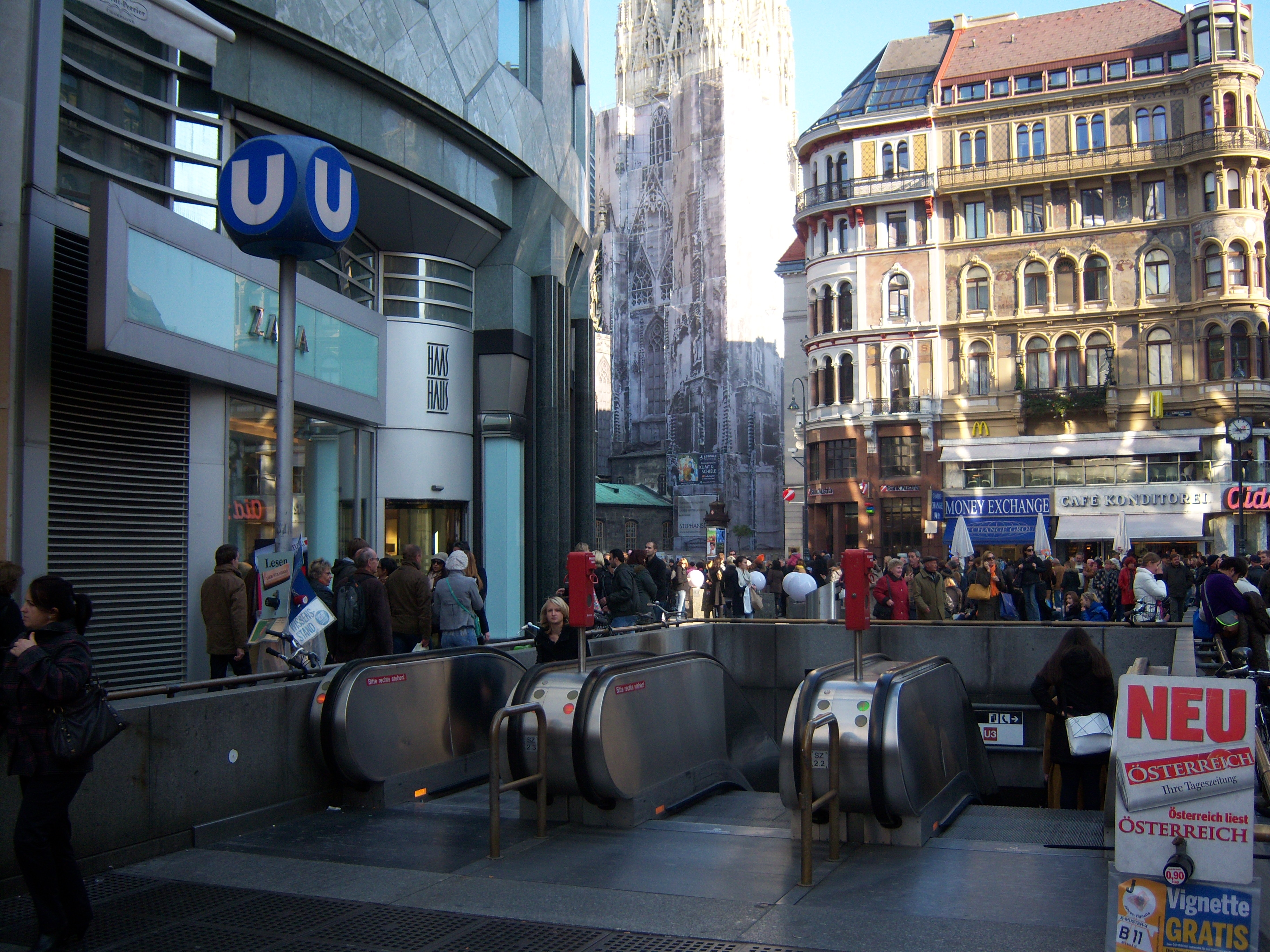
Ga tàu điện ngầm Stephansplatz

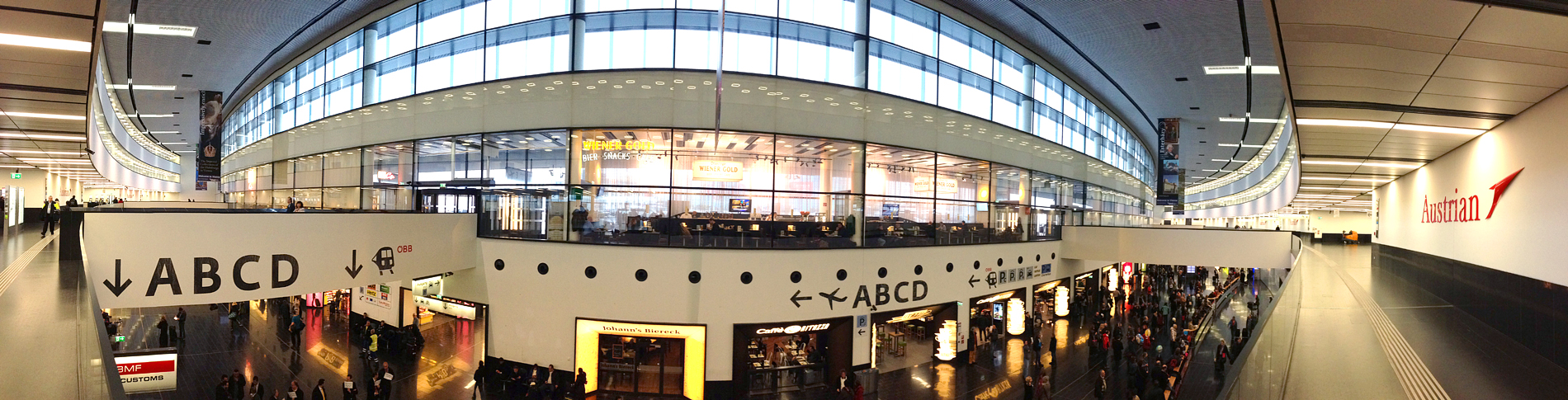
Nhà ga 3 phòng chờ sân bay Viên.

Bắc qua hai sông Donau và sông Viên là 12 chiếc cầu, nối liền các khu vực của thành phố.
Viên có một mạng lưới giao thông công cộng lớn bao gồm các tuyến đường tàu nhanh, tàu điện, tàu điện ngầm và xe buýt. Ngoài ra còn có các công ty xe buýt tư nhân hoạt động chính ở các vùng ngoại thành cùng bảng giá tiền. CityBike cho mướn xe đạp cũng là một giải pháp lựa chọn khác. Sau khi đăng ký trong Internet hay trực tiếp tại quầy có thể mướn một chiếc xe đạp. Dùng xe đạp trong vòng 1 tiếng đồng hồ không phải trả tiền.

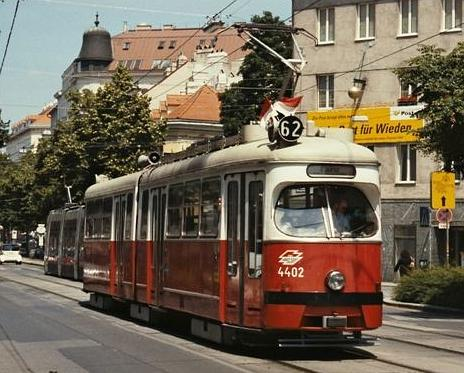
Tàu điện ở Viên.

Do lịch sử để lại Viên có nhiều nhà ga chính. Nhằm để thu gọn giao thông đi xa, một đường hầm đang được xây dựng chạy từ đường tàu hỏa nam đến đường tàu hỏa bắc (gọi là Đường hầm heo rừng vì chạy phía dưới Thảo cầm Viên Lainz). Nhà ga Nam hiện nay theo kế hoạch sẽ trở thành nhà ga trung tâm và như thế lần đầu tiên Viên sẽ có một ga trung tâm.
Cũng giống như các đường tàu hỏa, các đường liên bang (liên tỉnh lộ) và xa lộ cũng tỏa ra ngoài thành phố giống như hình ngôi sao. Xa lộ A23 tạo thành một đường nối hình vòng cung phía nam, nối các xa lộ A2, A4 và A22. Đường S1 vòng phía Nam hiện đang được xây dựng để giải tỏa áp lực cho xa lộ A23 nhưng việc cần thiết phải băng qua Vườn Quốc gia Donau–Auen hiện đang được tranh cãi vì những lý do về sinh thái. Các xa lộ phía tây và nam được nối liền bằng xa lộ A21 nằm ngoài thành phố, thuộc về xa lộ vành đai của Viên.
Nằm về phía đông nam của Viên là phi trường quốc tế Viên – Schwechat, trong năm 2004 đã có 225.000 chuyến bay và 14,8 triệu hành khác. Trong thời gian gần đây các hãng hàng không giá rẻ đã dời về phi trường của Bratislava (Slovakia) nằm gần đấy.
Thông qua kênh đào Rhein-Main-Donau Viên được nối liền bằng đường thủy với cảng Rotterdam (Hà Lan) và các khu vực công nghiệp của Đức cũng như với các nước ở Đông Âu cho đến tận Biển Đen.
Vận chuyển hành khách trên sông Danube gần như chỉ còn quan trọng trong du lịch với giao thông đến Bratislava và Budapest (Hungary) bằng tàu cánh ngầm. Có tầm quan trọng hơn nhiều là cảng vận tải ở Freudenau. Năm 2003, ở tại cảng Viên đã chuyển tải 9 triệu tấn hàng hóa (chủ yếu là các sản phẩm dầu hỏa, nông nghiệp và vật liệu xây dựng) từ 1.550 chiếc tàu.

## Quan hệ quốc tế

### Các tổ chức quốc tế tại Viên

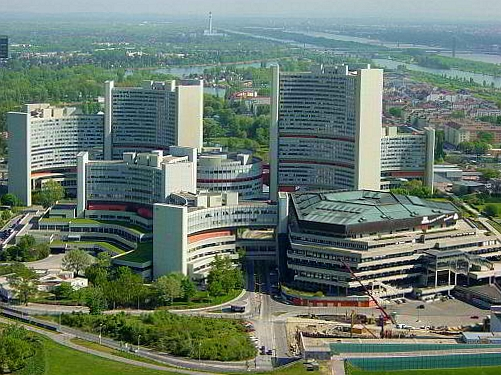
Khu liên hợp của Liên Hợp Quốc tại Viên, với Trung tâm Áo Viên ở phía trước, được lấy từ Tháp Danube ở Donaupark gần đó trước khi công trình xây dựng mở rộng

Nhiều tổ chức và văn phòng quốc tế được đặt tại Donaustadt.

Viên là trụ sở của một số văn phòng Liên Hợp Quốc và các tổ chức và công ty quốc tế khác nhau, bao gồm Cơ quan Năng lượng Nguyên tử Quốc tế (IAEA), Tổ chức Phát triển Công nghiệp Liên Hợp Quốc (UNIDO), Văn phòng Liên Hợp Quốc về chống Ma túy và Tội phạm (UNODC), Tổ chức các nước xuất khẩu dầu lửa (OPEC), Quỹ OPEC vì sự phát triển quốc tế (OFID), Tổ chức Hiệp ước Cấm thử Hạt nhân Toàn diện (CTBTO), Tổ chức An ninh và Hợp tác châu Âu (OSCE), Văn phòng Liên Hợp Quốc về Hoạt động Vũ trụ (UNOOSA) và Cơ quan Liên minh châu Âu về các quyền cơ bản (FRA). Hiện tại Viên là "thành phố LHQ" thứ ba trên thế giới, bên cạnh New York, Geneva và Nairobi. Ngoài ra, Viên là thành viên của Ủy ban Liên Hợp Quốc về Luật Thương mại Quốc tế (UNCITRAL). Cùng với đó, Đại học Viên hàng năm tổ chức Willem C. Vis Moot uy tín, một cuộc thi trọng tài thương mại quốc tế dành cho sinh viên luật từ khắp nơi trên thế giới.
Nhiều cuộc họp ngoại giao đặc biệt đã được tổ chức tại Viên vào nửa cuối thế kỷ 20, dẫn đến nhiều tài liệu khác nhau mang tên Công ước Viên hoặc Tài liệu Viên. Trong số các tài liệu quan trọng hơn được đàm phán tại Viên là Công ước Viên năm 1969 về Luật điều ước quốc tế, cũng như Hiệp ước về các lực lượng vũ trang thông thường năm 1990 ở châu Âu. Viên cũng đã tổ chức các cuộc đàm phán dẫn đến Kế hoạch hành động toàn diện chung năm 2015 về chương trình hạt nhân của Iran cũng như các cuộc đàm phán hòa bình ở Viên về Syria.
Viên cũng có trụ sở Liên đoàn Taekwon-Do quốc tế (ITF).

### Thành phố kết nghĩa
Viên là thành phố kết nghĩa với các thành phố sau:
| - Beograd ở Serbia - Bratislava ở Slovakia - Budapest ở Hungary - Brno ở Cộng hòa Séc - Kiev ở Ukraina - Ljubljana ở Slovenia - Tabriz ở Iran (từ 2009) |  | - Istanbul ở Thổ Nhĩ Kỳ (từ 2007) - Tunis ở Tunisia - Moskva ở Nga - Tel Aviv ở Israel - Warszawa ở Ba Lan (từ 2001) - Zagreb ở Croatia (từ 1994) |

Hình thức hợp tác và giao hữu khác tương tự với kết nghĩa:
- Niš ở Serbia

Ngoài ra, các quận của Viên cũng kết nghĩa với các huyện/thành phố  Nhật Bản:
| - Alsergrund với Takarazuka, Hyōgo.(từ 1994) - Döbling với Setagaya, Tokyo.(từ 1985) - Donaustadt với Arakawa, Tokyo.(từ 1996) - Floridsdorf với Katsushika, Tokyo.(từ 1987) | - Hernals với Fuchu, Tokyo.(từ 1992) - Hietzing với Habikino, Osaka.(từ 1995) - Innere Stadt với Taito, Tokyo.(từ 1989) - Meidling với Gifu, Gifu.(từ 1992) |

Quận Leopoldstadt của Viên và khu Brooklyn của New York City đã bắt đầu mối giao hữu với nhau từ năm 2007.